# Échec et mat

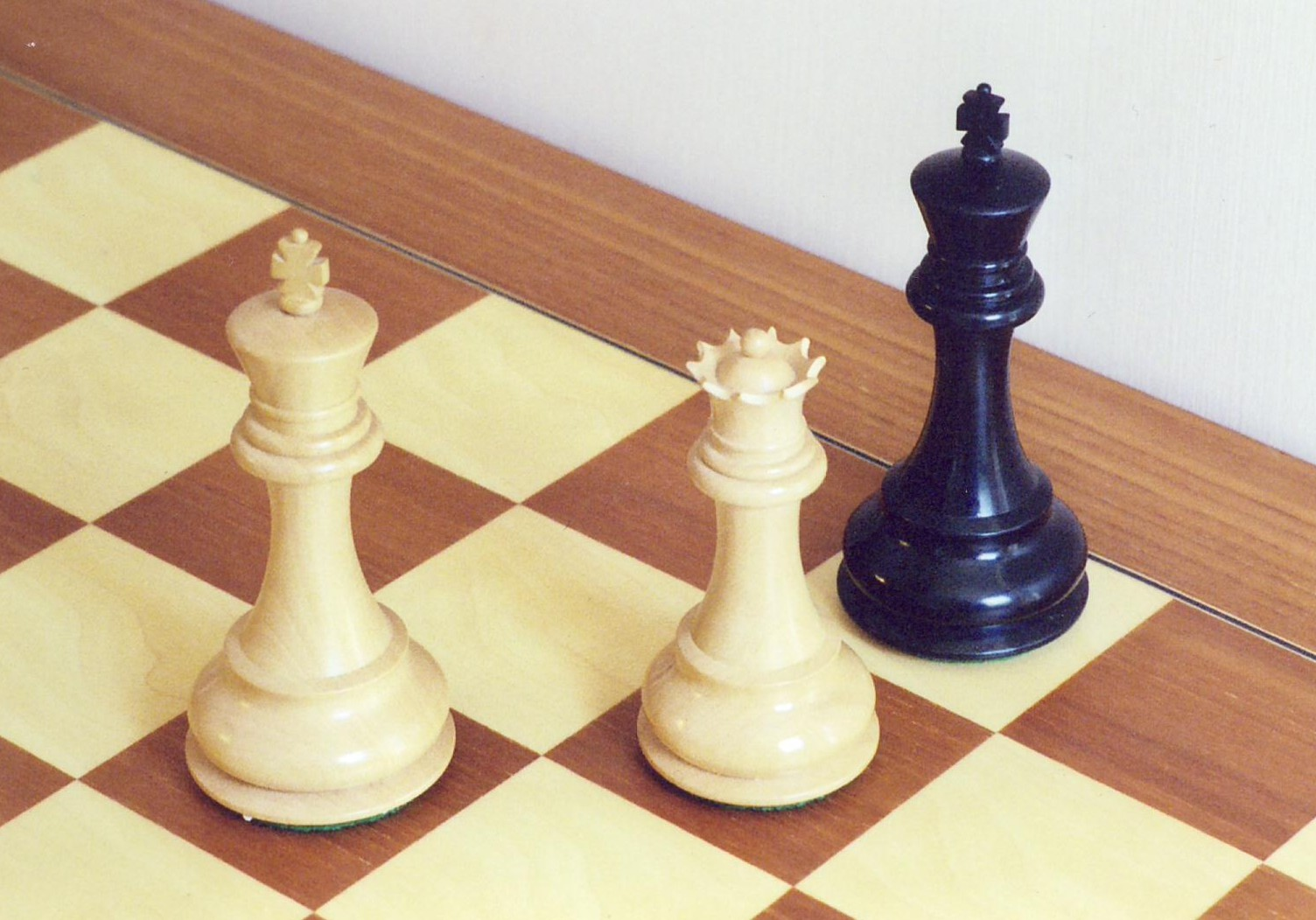
Le roi noir est mat, la partie est terminée.

Pour les articles homonymes, voir Échec et mat (homonymie).
L'échec et mat ou plus souvent mat est, au jeu d'échecs, une situation dans laquelle un roi est menacé de capture au prochain coup et pour laquelle aucune parade n'est possible pour l'éviter. La partie prend alors fin immédiatement (le roi n'est jamais capturé) et le joueur qui inflige le mat en est déclaré vainqueur.

## Historique
Vers le VIe siècle, au Chaturanga, l’ancêtre du jeu d'échecs moderne, la capture du roi mettait fin à la partie. Vers le VIIIe siècle, les Perses introduisent le concept de l'annonce de la menace sur le roi adverse, pour éviter les fins de parties prématurées. Les règles sont ensuite modifiées pour interdire que le roi soit offert à la capture ou laissé sous la menace et laisser son Roi en échec devient un coup illégal. Par conséquent, le roi ne pouvait plus être capturé (Davidson 1949, p. 22) et la partie était finie dès qu'un joueur dont le roi est menacé n'avait plus de coup possible pour échapper à l'échec, c'est-à-dire qu'il est en échec et mat (Davidson 1949, p. 63–64).
Ce jeu, d'origine indienne et ayant été développé par les persans et les arabes, est transmis à l'Occident à la fin du Xe siècle.
Jusqu'au XVIIe siècle, la partie pouvait également être remportée en capturant toutes les pièces adverses à l'exception du roi. On considéra ensuite que la victoire par échec et mat était plus élégante et la victoire par annihilation des défenses adverses tomba en désuétude (Davidson 1949, p. 63–64).

## Étymologie
Le terme échec et mat vient de l'arabe الشاه مات (aš-šāh māta, « le roi est mort »), qui lui-même dériverait du persan شاه مات (šâh mât, « le roi [est] étonné » ou « surpris », avec le sens militaire d'« être pris en embuscade » ou d'« être confondu ») ou de شاه ماند (šâh mând, « le roi resta », avec le sens d'« être abandonné »). Ces deux dernières étymologies correspondraient mieux au jeu, puisque le roi est la seule pièce à ne pas être « tuée » sur l'échiquier, mais à se rendre (le joueur couche la pièce) lorsque la partie est perdue.

## Technique de mat
Si un roi est attaqué et qu'il peut parer la menace soit en capturant la pièce menaçante, soit en déplaçant le roi sur une case où il n'est plus attaqué, soit en interposant une pièce entre le roi et la pièce qui attaque (sauf si c'est un cavalier ou en cas d'échec double), alors le roi est dit être en échec. Les règles du jeu imposent que l'échec soit paré immédiatement.
Si un joueur n'est pas en échec mais qu'il n'a aucun coup légal possible, on parle de pat et la partie est nulle.
Le mat intervient surtout en finale, quand peu de pièces subsistent sur l'échiquier et qu'un joueur qui dispose d'une supériorité matérielle peut arriver à mater son adversaire en suivant une technique de finale élémentaire. La finale roi et dame contre roi seul aboutit par exemple à un mat en dix coups au maximum avec le meilleur jeu.
|   | a                                                                                         | b                                                                                         | c                                                                                         | d                                                                                         | e                                                                                         | f                                                                                         | g                                                                                         | h                                                                                         |   |
| 8 | Roi noir sur case noire d8 · Tour blanche sur case noire h8 · Roi blanc sur case noire d6 | Roi noir sur case noire d8 · Tour blanche sur case noire h8 · Roi blanc sur case noire d6 | Roi noir sur case noire d8 · Tour blanche sur case noire h8 · Roi blanc sur case noire d6 | Roi noir sur case noire d8 · Tour blanche sur case noire h8 · Roi blanc sur case noire d6 | Roi noir sur case noire d8 · Tour blanche sur case noire h8 · Roi blanc sur case noire d6 | Roi noir sur case noire d8 · Tour blanche sur case noire h8 · Roi blanc sur case noire d6 | Roi noir sur case noire d8 · Tour blanche sur case noire h8 · Roi blanc sur case noire d6 | Roi noir sur case noire d8 · Tour blanche sur case noire h8 · Roi blanc sur case noire d6 | 8 |
| 7 | Roi noir sur case noire d8 · Tour blanche sur case noire h8 · Roi blanc sur case noire d6 | Roi noir sur case noire d8 · Tour blanche sur case noire h8 · Roi blanc sur case noire d6 | Roi noir sur case noire d8 · Tour blanche sur case noire h8 · Roi blanc sur case noire d6 | Roi noir sur case noire d8 · Tour blanche sur case noire h8 · Roi blanc sur case noire d6 | Roi noir sur case noire d8 · Tour blanche sur case noire h8 · Roi blanc sur case noire d6 | Roi noir sur case noire d8 · Tour blanche sur case noire h8 · Roi blanc sur case noire d6 | Roi noir sur case noire d8 · Tour blanche sur case noire h8 · Roi blanc sur case noire d6 | Roi noir sur case noire d8 · Tour blanche sur case noire h8 · Roi blanc sur case noire d6 | 7 |
| 6 | Roi noir sur case noire d8 · Tour blanche sur case noire h8 · Roi blanc sur case noire d6 | Roi noir sur case noire d8 · Tour blanche sur case noire h8 · Roi blanc sur case noire d6 | Roi noir sur case noire d8 · Tour blanche sur case noire h8 · Roi blanc sur case noire d6 | Roi noir sur case noire d8 · Tour blanche sur case noire h8 · Roi blanc sur case noire d6 | Roi noir sur case noire d8 · Tour blanche sur case noire h8 · Roi blanc sur case noire d6 | Roi noir sur case noire d8 · Tour blanche sur case noire h8 · Roi blanc sur case noire d6 | Roi noir sur case noire d8 · Tour blanche sur case noire h8 · Roi blanc sur case noire d6 | Roi noir sur case noire d8 · Tour blanche sur case noire h8 · Roi blanc sur case noire d6 | 6 |
| 5 | Roi noir sur case noire d8 · Tour blanche sur case noire h8 · Roi blanc sur case noire d6 | Roi noir sur case noire d8 · Tour blanche sur case noire h8 · Roi blanc sur case noire d6 | Roi noir sur case noire d8 · Tour blanche sur case noire h8 · Roi blanc sur case noire d6 | Roi noir sur case noire d8 · Tour blanche sur case noire h8 · Roi blanc sur case noire d6 | Roi noir sur case noire d8 · Tour blanche sur case noire h8 · Roi blanc sur case noire d6 | Roi noir sur case noire d8 · Tour blanche sur case noire h8 · Roi blanc sur case noire d6 | Roi noir sur case noire d8 · Tour blanche sur case noire h8 · Roi blanc sur case noire d6 | Roi noir sur case noire d8 · Tour blanche sur case noire h8 · Roi blanc sur case noire d6 | 5 |
| 4 | Roi noir sur case noire d8 · Tour blanche sur case noire h8 · Roi blanc sur case noire d6 | Roi noir sur case noire d8 · Tour blanche sur case noire h8 · Roi blanc sur case noire d6 | Roi noir sur case noire d8 · Tour blanche sur case noire h8 · Roi blanc sur case noire d6 | Roi noir sur case noire d8 · Tour blanche sur case noire h8 · Roi blanc sur case noire d6 | Roi noir sur case noire d8 · Tour blanche sur case noire h8 · Roi blanc sur case noire d6 | Roi noir sur case noire d8 · Tour blanche sur case noire h8 · Roi blanc sur case noire d6 | Roi noir sur case noire d8 · Tour blanche sur case noire h8 · Roi blanc sur case noire d6 | Roi noir sur case noire d8 · Tour blanche sur case noire h8 · Roi blanc sur case noire d6 | 4 |
| 3 | Roi noir sur case noire d8 · Tour blanche sur case noire h8 · Roi blanc sur case noire d6 | Roi noir sur case noire d8 · Tour blanche sur case noire h8 · Roi blanc sur case noire d6 | Roi noir sur case noire d8 · Tour blanche sur case noire h8 · Roi blanc sur case noire d6 | Roi noir sur case noire d8 · Tour blanche sur case noire h8 · Roi blanc sur case noire d6 | Roi noir sur case noire d8 · Tour blanche sur case noire h8 · Roi blanc sur case noire d6 | Roi noir sur case noire d8 · Tour blanche sur case noire h8 · Roi blanc sur case noire d6 | Roi noir sur case noire d8 · Tour blanche sur case noire h8 · Roi blanc sur case noire d6 | Roi noir sur case noire d8 · Tour blanche sur case noire h8 · Roi blanc sur case noire d6 | 3 |
| 2 | Roi noir sur case noire d8 · Tour blanche sur case noire h8 · Roi blanc sur case noire d6 | Roi noir sur case noire d8 · Tour blanche sur case noire h8 · Roi blanc sur case noire d6 | Roi noir sur case noire d8 · Tour blanche sur case noire h8 · Roi blanc sur case noire d6 | Roi noir sur case noire d8 · Tour blanche sur case noire h8 · Roi blanc sur case noire d6 | Roi noir sur case noire d8 · Tour blanche sur case noire h8 · Roi blanc sur case noire d6 | Roi noir sur case noire d8 · Tour blanche sur case noire h8 · Roi blanc sur case noire d6 | Roi noir sur case noire d8 · Tour blanche sur case noire h8 · Roi blanc sur case noire d6 | Roi noir sur case noire d8 · Tour blanche sur case noire h8 · Roi blanc sur case noire d6 | 2 |
| 1 | Roi noir sur case noire d8 · Tour blanche sur case noire h8 · Roi blanc sur case noire d6 | Roi noir sur case noire d8 · Tour blanche sur case noire h8 · Roi blanc sur case noire d6 | Roi noir sur case noire d8 · Tour blanche sur case noire h8 · Roi blanc sur case noire d6 | Roi noir sur case noire d8 · Tour blanche sur case noire h8 · Roi blanc sur case noire d6 | Roi noir sur case noire d8 · Tour blanche sur case noire h8 · Roi blanc sur case noire d6 | Roi noir sur case noire d8 · Tour blanche sur case noire h8 · Roi blanc sur case noire d6 | Roi noir sur case noire d8 · Tour blanche sur case noire h8 · Roi blanc sur case noire d6 | Roi noir sur case noire d8 · Tour blanche sur case noire h8 · Roi blanc sur case noire d6 | 1 |
|   | a                                                                                         | b                                                                                         | c                                                                                         | d                                                                                         | e                                                                                         | f                                                                                         | g                                                                                         | h                                                                                         |   |

|   | a                                                                                             | b                                                                                             | c                                                                                             | d                                                                                             | e                                                                                             | f                                                                                             | g                                                                                             | h                                                                                             |   |
| 8 | Roi noir sur case noire d8 · Dame blanche sur case blanche d7 · Roi blanc sur case blanche c6 | Roi noir sur case noire d8 · Dame blanche sur case blanche d7 · Roi blanc sur case blanche c6 | Roi noir sur case noire d8 · Dame blanche sur case blanche d7 · Roi blanc sur case blanche c6 | Roi noir sur case noire d8 · Dame blanche sur case blanche d7 · Roi blanc sur case blanche c6 | Roi noir sur case noire d8 · Dame blanche sur case blanche d7 · Roi blanc sur case blanche c6 | Roi noir sur case noire d8 · Dame blanche sur case blanche d7 · Roi blanc sur case blanche c6 | Roi noir sur case noire d8 · Dame blanche sur case blanche d7 · Roi blanc sur case blanche c6 | Roi noir sur case noire d8 · Dame blanche sur case blanche d7 · Roi blanc sur case blanche c6 | 8 |
| 7 | Roi noir sur case noire d8 · Dame blanche sur case blanche d7 · Roi blanc sur case blanche c6 | Roi noir sur case noire d8 · Dame blanche sur case blanche d7 · Roi blanc sur case blanche c6 | Roi noir sur case noire d8 · Dame blanche sur case blanche d7 · Roi blanc sur case blanche c6 | Roi noir sur case noire d8 · Dame blanche sur case blanche d7 · Roi blanc sur case blanche c6 | Roi noir sur case noire d8 · Dame blanche sur case blanche d7 · Roi blanc sur case blanche c6 | Roi noir sur case noire d8 · Dame blanche sur case blanche d7 · Roi blanc sur case blanche c6 | Roi noir sur case noire d8 · Dame blanche sur case blanche d7 · Roi blanc sur case blanche c6 | Roi noir sur case noire d8 · Dame blanche sur case blanche d7 · Roi blanc sur case blanche c6 | 7 |
| 6 | Roi noir sur case noire d8 · Dame blanche sur case blanche d7 · Roi blanc sur case blanche c6 | Roi noir sur case noire d8 · Dame blanche sur case blanche d7 · Roi blanc sur case blanche c6 | Roi noir sur case noire d8 · Dame blanche sur case blanche d7 · Roi blanc sur case blanche c6 | Roi noir sur case noire d8 · Dame blanche sur case blanche d7 · Roi blanc sur case blanche c6 | Roi noir sur case noire d8 · Dame blanche sur case blanche d7 · Roi blanc sur case blanche c6 | Roi noir sur case noire d8 · Dame blanche sur case blanche d7 · Roi blanc sur case blanche c6 | Roi noir sur case noire d8 · Dame blanche sur case blanche d7 · Roi blanc sur case blanche c6 | Roi noir sur case noire d8 · Dame blanche sur case blanche d7 · Roi blanc sur case blanche c6 | 6 |
| 5 | Roi noir sur case noire d8 · Dame blanche sur case blanche d7 · Roi blanc sur case blanche c6 | Roi noir sur case noire d8 · Dame blanche sur case blanche d7 · Roi blanc sur case blanche c6 | Roi noir sur case noire d8 · Dame blanche sur case blanche d7 · Roi blanc sur case blanche c6 | Roi noir sur case noire d8 · Dame blanche sur case blanche d7 · Roi blanc sur case blanche c6 | Roi noir sur case noire d8 · Dame blanche sur case blanche d7 · Roi blanc sur case blanche c6 | Roi noir sur case noire d8 · Dame blanche sur case blanche d7 · Roi blanc sur case blanche c6 | Roi noir sur case noire d8 · Dame blanche sur case blanche d7 · Roi blanc sur case blanche c6 | Roi noir sur case noire d8 · Dame blanche sur case blanche d7 · Roi blanc sur case blanche c6 | 5 |
| 4 | Roi noir sur case noire d8 · Dame blanche sur case blanche d7 · Roi blanc sur case blanche c6 | Roi noir sur case noire d8 · Dame blanche sur case blanche d7 · Roi blanc sur case blanche c6 | Roi noir sur case noire d8 · Dame blanche sur case blanche d7 · Roi blanc sur case blanche c6 | Roi noir sur case noire d8 · Dame blanche sur case blanche d7 · Roi blanc sur case blanche c6 | Roi noir sur case noire d8 · Dame blanche sur case blanche d7 · Roi blanc sur case blanche c6 | Roi noir sur case noire d8 · Dame blanche sur case blanche d7 · Roi blanc sur case blanche c6 | Roi noir sur case noire d8 · Dame blanche sur case blanche d7 · Roi blanc sur case blanche c6 | Roi noir sur case noire d8 · Dame blanche sur case blanche d7 · Roi blanc sur case blanche c6 | 4 |
| 3 | Roi noir sur case noire d8 · Dame blanche sur case blanche d7 · Roi blanc sur case blanche c6 | Roi noir sur case noire d8 · Dame blanche sur case blanche d7 · Roi blanc sur case blanche c6 | Roi noir sur case noire d8 · Dame blanche sur case blanche d7 · Roi blanc sur case blanche c6 | Roi noir sur case noire d8 · Dame blanche sur case blanche d7 · Roi blanc sur case blanche c6 | Roi noir sur case noire d8 · Dame blanche sur case blanche d7 · Roi blanc sur case blanche c6 | Roi noir sur case noire d8 · Dame blanche sur case blanche d7 · Roi blanc sur case blanche c6 | Roi noir sur case noire d8 · Dame blanche sur case blanche d7 · Roi blanc sur case blanche c6 | Roi noir sur case noire d8 · Dame blanche sur case blanche d7 · Roi blanc sur case blanche c6 | 3 |
| 2 | Roi noir sur case noire d8 · Dame blanche sur case blanche d7 · Roi blanc sur case blanche c6 | Roi noir sur case noire d8 · Dame blanche sur case blanche d7 · Roi blanc sur case blanche c6 | Roi noir sur case noire d8 · Dame blanche sur case blanche d7 · Roi blanc sur case blanche c6 | Roi noir sur case noire d8 · Dame blanche sur case blanche d7 · Roi blanc sur case blanche c6 | Roi noir sur case noire d8 · Dame blanche sur case blanche d7 · Roi blanc sur case blanche c6 | Roi noir sur case noire d8 · Dame blanche sur case blanche d7 · Roi blanc sur case blanche c6 | Roi noir sur case noire d8 · Dame blanche sur case blanche d7 · Roi blanc sur case blanche c6 | Roi noir sur case noire d8 · Dame blanche sur case blanche d7 · Roi blanc sur case blanche c6 | 2 |
| 1 | Roi noir sur case noire d8 · Dame blanche sur case blanche d7 · Roi blanc sur case blanche c6 | Roi noir sur case noire d8 · Dame blanche sur case blanche d7 · Roi blanc sur case blanche c6 | Roi noir sur case noire d8 · Dame blanche sur case blanche d7 · Roi blanc sur case blanche c6 | Roi noir sur case noire d8 · Dame blanche sur case blanche d7 · Roi blanc sur case blanche c6 | Roi noir sur case noire d8 · Dame blanche sur case blanche d7 · Roi blanc sur case blanche c6 | Roi noir sur case noire d8 · Dame blanche sur case blanche d7 · Roi blanc sur case blanche c6 | Roi noir sur case noire d8 · Dame blanche sur case blanche d7 · Roi blanc sur case blanche c6 | Roi noir sur case noire d8 · Dame blanche sur case blanche d7 · Roi blanc sur case blanche c6 | 1 |
|   | a                                                                                             | b                                                                                             | c                                                                                             | d                                                                                             | e                                                                                             | f                                                                                             | g                                                                                             | h                                                                                             |   |

|   | a | b | c | d | e | f | g | h |   |
| 8 | Roi noir sur case blanche a8 · Cavalier blanc sur case blanche a6 · Roi blanc sur case noire b6 · Fou blanc sur case blanche e4 | Roi noir sur case blanche a8 · Cavalier blanc sur case blanche a6 · Roi blanc sur case noire b6 · Fou blanc sur case blanche e4 | Roi noir sur case blanche a8 · Cavalier blanc sur case blanche a6 · Roi blanc sur case noire b6 · Fou blanc sur case blanche e4 | Roi noir sur case blanche a8 · Cavalier blanc sur case blanche a6 · Roi blanc sur case noire b6 · Fou blanc sur case blanche e4 | Roi noir sur case blanche a8 · Cavalier blanc sur case blanche a6 · Roi blanc sur case noire b6 · Fou blanc sur case blanche e4 | Roi noir sur case blanche a8 · Cavalier blanc sur case blanche a6 · Roi blanc sur case noire b6 · Fou blanc sur case blanche e4 | Roi noir sur case blanche a8 · Cavalier blanc sur case blanche a6 · Roi blanc sur case noire b6 · Fou blanc sur case blanche e4 | Roi noir sur case blanche a8 · Cavalier blanc sur case blanche a6 · Roi blanc sur case noire b6 · Fou blanc sur case blanche e4 | 8 |
| 7 | Roi noir sur case blanche a8 · Cavalier blanc sur case blanche a6 · Roi blanc sur case noire b6 · Fou blanc sur case blanche e4 | Roi noir sur case blanche a8 · Cavalier blanc sur case blanche a6 · Roi blanc sur case noire b6 · Fou blanc sur case blanche e4 | Roi noir sur case blanche a8 · Cavalier blanc sur case blanche a6 · Roi blanc sur case noire b6 · Fou blanc sur case blanche e4 | Roi noir sur case blanche a8 · Cavalier blanc sur case blanche a6 · Roi blanc sur case noire b6 · Fou blanc sur case blanche e4 | Roi noir sur case blanche a8 · Cavalier blanc sur case blanche a6 · Roi blanc sur case noire b6 · Fou blanc sur case blanche e4 | Roi noir sur case blanche a8 · Cavalier blanc sur case blanche a6 · Roi blanc sur case noire b6 · Fou blanc sur case blanche e4 | Roi noir sur case blanche a8 · Cavalier blanc sur case blanche a6 · Roi blanc sur case noire b6 · Fou blanc sur case blanche e4 | Roi noir sur case blanche a8 · Cavalier blanc sur case blanche a6 · Roi blanc sur case noire b6 · Fou blanc sur case blanche e4 | 7 |
| 6 | Roi noir sur case blanche a8 · Cavalier blanc sur case blanche a6 · Roi blanc sur case noire b6 · Fou blanc sur case blanche e4 | Roi noir sur case blanche a8 · Cavalier blanc sur case blanche a6 · Roi blanc sur case noire b6 · Fou blanc sur case blanche e4 | Roi noir sur case blanche a8 · Cavalier blanc sur case blanche a6 · Roi blanc sur case noire b6 · Fou blanc sur case blanche e4 | Roi noir sur case blanche a8 · Cavalier blanc sur case blanche a6 · Roi blanc sur case noire b6 · Fou blanc sur case blanche e4 | Roi noir sur case blanche a8 · Cavalier blanc sur case blanche a6 · Roi blanc sur case noire b6 · Fou blanc sur case blanche e4 | Roi noir sur case blanche a8 · Cavalier blanc sur case blanche a6 · Roi blanc sur case noire b6 · Fou blanc sur case blanche e4 | Roi noir sur case blanche a8 · Cavalier blanc sur case blanche a6 · Roi blanc sur case noire b6 · Fou blanc sur case blanche e4 | Roi noir sur case blanche a8 · Cavalier blanc sur case blanche a6 · Roi blanc sur case noire b6 · Fou blanc sur case blanche e4 | 6 |
| 5 | Roi noir sur case blanche a8 · Cavalier blanc sur case blanche a6 · Roi blanc sur case noire b6 · Fou blanc sur case blanche e4 | Roi noir sur case blanche a8 · Cavalier blanc sur case blanche a6 · Roi blanc sur case noire b6 · Fou blanc sur case blanche e4 | Roi noir sur case blanche a8 · Cavalier blanc sur case blanche a6 · Roi blanc sur case noire b6 · Fou blanc sur case blanche e4 | Roi noir sur case blanche a8 · Cavalier blanc sur case blanche a6 · Roi blanc sur case noire b6 · Fou blanc sur case blanche e4 | Roi noir sur case blanche a8 · Cavalier blanc sur case blanche a6 · Roi blanc sur case noire b6 · Fou blanc sur case blanche e4 | Roi noir sur case blanche a8 · Cavalier blanc sur case blanche a6 · Roi blanc sur case noire b6 · Fou blanc sur case blanche e4 | Roi noir sur case blanche a8 · Cavalier blanc sur case blanche a6 · Roi blanc sur case noire b6 · Fou blanc sur case blanche e4 | Roi noir sur case blanche a8 · Cavalier blanc sur case blanche a6 · Roi blanc sur case noire b6 · Fou blanc sur case blanche e4 | 5 |
| 4 | Roi noir sur case blanche a8 · Cavalier blanc sur case blanche a6 · Roi blanc sur case noire b6 · Fou blanc sur case blanche e4 | Roi noir sur case blanche a8 · Cavalier blanc sur case blanche a6 · Roi blanc sur case noire b6 · Fou blanc sur case blanche e4 | Roi noir sur case blanche a8 · Cavalier blanc sur case blanche a6 · Roi blanc sur case noire b6 · Fou blanc sur case blanche e4 | Roi noir sur case blanche a8 · Cavalier blanc sur case blanche a6 · Roi blanc sur case noire b6 · Fou blanc sur case blanche e4 | Roi noir sur case blanche a8 · Cavalier blanc sur case blanche a6 · Roi blanc sur case noire b6 · Fou blanc sur case blanche e4 | Roi noir sur case blanche a8 · Cavalier blanc sur case blanche a6 · Roi blanc sur case noire b6 · Fou blanc sur case blanche e4 | Roi noir sur case blanche a8 · Cavalier blanc sur case blanche a6 · Roi blanc sur case noire b6 · Fou blanc sur case blanche e4 | Roi noir sur case blanche a8 · Cavalier blanc sur case blanche a6 · Roi blanc sur case noire b6 · Fou blanc sur case blanche e4 | 4 |
| 3 | Roi noir sur case blanche a8 · Cavalier blanc sur case blanche a6 · Roi blanc sur case noire b6 · Fou blanc sur case blanche e4 | Roi noir sur case blanche a8 · Cavalier blanc sur case blanche a6 · Roi blanc sur case noire b6 · Fou blanc sur case blanche e4 | Roi noir sur case blanche a8 · Cavalier blanc sur case blanche a6 · Roi blanc sur case noire b6 · Fou blanc sur case blanche e4 | Roi noir sur case blanche a8 · Cavalier blanc sur case blanche a6 · Roi blanc sur case noire b6 · Fou blanc sur case blanche e4 | Roi noir sur case blanche a8 · Cavalier blanc sur case blanche a6 · Roi blanc sur case noire b6 · Fou blanc sur case blanche e4 | Roi noir sur case blanche a8 · Cavalier blanc sur case blanche a6 · Roi blanc sur case noire b6 · Fou blanc sur case blanche e4 | Roi noir sur case blanche a8 · Cavalier blanc sur case blanche a6 · Roi blanc sur case noire b6 · Fou blanc sur case blanche e4 | Roi noir sur case blanche a8 · Cavalier blanc sur case blanche a6 · Roi blanc sur case noire b6 · Fou blanc sur case blanche e4 | 3 |
| 2 | Roi noir sur case blanche a8 · Cavalier blanc sur case blanche a6 · Roi blanc sur case noire b6 · Fou blanc sur case blanche e4 | Roi noir sur case blanche a8 · Cavalier blanc sur case blanche a6 · Roi blanc sur case noire b6 · Fou blanc sur case blanche e4 | Roi noir sur case blanche a8 · Cavalier blanc sur case blanche a6 · Roi blanc sur case noire b6 · Fou blanc sur case blanche e4 | Roi noir sur case blanche a8 · Cavalier blanc sur case blanche a6 · Roi blanc sur case noire b6 · Fou blanc sur case blanche e4 | Roi noir sur case blanche a8 · Cavalier blanc sur case blanche a6 · Roi blanc sur case noire b6 · Fou blanc sur case blanche e4 | Roi noir sur case blanche a8 · Cavalier blanc sur case blanche a6 · Roi blanc sur case noire b6 · Fou blanc sur case blanche e4 | Roi noir sur case blanche a8 · Cavalier blanc sur case blanche a6 · Roi blanc sur case noire b6 · Fou blanc sur case blanche e4 | Roi noir sur case blanche a8 · Cavalier blanc sur case blanche a6 · Roi blanc sur case noire b6 · Fou blanc sur case blanche e4 | 2 |
| 1 | Roi noir sur case blanche a8 · Cavalier blanc sur case blanche a6 · Roi blanc sur case noire b6 · Fou blanc sur case blanche e4 | Roi noir sur case blanche a8 · Cavalier blanc sur case blanche a6 · Roi blanc sur case noire b6 · Fou blanc sur case blanche e4 | Roi noir sur case blanche a8 · Cavalier blanc sur case blanche a6 · Roi blanc sur case noire b6 · Fou blanc sur case blanche e4 | Roi noir sur case blanche a8 · Cavalier blanc sur case blanche a6 · Roi blanc sur case noire b6 · Fou blanc sur case blanche e4 | Roi noir sur case blanche a8 · Cavalier blanc sur case blanche a6 · Roi blanc sur case noire b6 · Fou blanc sur case blanche e4 | Roi noir sur case blanche a8 · Cavalier blanc sur case blanche a6 · Roi blanc sur case noire b6 · Fou blanc sur case blanche e4 | Roi noir sur case blanche a8 · Cavalier blanc sur case blanche a6 · Roi blanc sur case noire b6 · Fou blanc sur case blanche e4 | Roi noir sur case blanche a8 · Cavalier blanc sur case blanche a6 · Roi blanc sur case noire b6 · Fou blanc sur case blanche e4 | 1 |
|   | a | b | c | d | e | f | g | h |   |

|   | a | b | c | d | e | f | g | h |   |
| 8 | Roi noir sur case blanche a8 · Fou blanc sur case noire c7 · Roi blanc sur case noire b6 · Fou blanc sur case blanche c6 | Roi noir sur case blanche a8 · Fou blanc sur case noire c7 · Roi blanc sur case noire b6 · Fou blanc sur case blanche c6 | Roi noir sur case blanche a8 · Fou blanc sur case noire c7 · Roi blanc sur case noire b6 · Fou blanc sur case blanche c6 | Roi noir sur case blanche a8 · Fou blanc sur case noire c7 · Roi blanc sur case noire b6 · Fou blanc sur case blanche c6 | Roi noir sur case blanche a8 · Fou blanc sur case noire c7 · Roi blanc sur case noire b6 · Fou blanc sur case blanche c6 | Roi noir sur case blanche a8 · Fou blanc sur case noire c7 · Roi blanc sur case noire b6 · Fou blanc sur case blanche c6 | Roi noir sur case blanche a8 · Fou blanc sur case noire c7 · Roi blanc sur case noire b6 · Fou blanc sur case blanche c6 | Roi noir sur case blanche a8 · Fou blanc sur case noire c7 · Roi blanc sur case noire b6 · Fou blanc sur case blanche c6 | 8 |
| 7 | Roi noir sur case blanche a8 · Fou blanc sur case noire c7 · Roi blanc sur case noire b6 · Fou blanc sur case blanche c6 | Roi noir sur case blanche a8 · Fou blanc sur case noire c7 · Roi blanc sur case noire b6 · Fou blanc sur case blanche c6 | Roi noir sur case blanche a8 · Fou blanc sur case noire c7 · Roi blanc sur case noire b6 · Fou blanc sur case blanche c6 | Roi noir sur case blanche a8 · Fou blanc sur case noire c7 · Roi blanc sur case noire b6 · Fou blanc sur case blanche c6 | Roi noir sur case blanche a8 · Fou blanc sur case noire c7 · Roi blanc sur case noire b6 · Fou blanc sur case blanche c6 | Roi noir sur case blanche a8 · Fou blanc sur case noire c7 · Roi blanc sur case noire b6 · Fou blanc sur case blanche c6 | Roi noir sur case blanche a8 · Fou blanc sur case noire c7 · Roi blanc sur case noire b6 · Fou blanc sur case blanche c6 | Roi noir sur case blanche a8 · Fou blanc sur case noire c7 · Roi blanc sur case noire b6 · Fou blanc sur case blanche c6 | 7 |
| 6 | Roi noir sur case blanche a8 · Fou blanc sur case noire c7 · Roi blanc sur case noire b6 · Fou blanc sur case blanche c6 | Roi noir sur case blanche a8 · Fou blanc sur case noire c7 · Roi blanc sur case noire b6 · Fou blanc sur case blanche c6 | Roi noir sur case blanche a8 · Fou blanc sur case noire c7 · Roi blanc sur case noire b6 · Fou blanc sur case blanche c6 | Roi noir sur case blanche a8 · Fou blanc sur case noire c7 · Roi blanc sur case noire b6 · Fou blanc sur case blanche c6 | Roi noir sur case blanche a8 · Fou blanc sur case noire c7 · Roi blanc sur case noire b6 · Fou blanc sur case blanche c6 | Roi noir sur case blanche a8 · Fou blanc sur case noire c7 · Roi blanc sur case noire b6 · Fou blanc sur case blanche c6 | Roi noir sur case blanche a8 · Fou blanc sur case noire c7 · Roi blanc sur case noire b6 · Fou blanc sur case blanche c6 | Roi noir sur case blanche a8 · Fou blanc sur case noire c7 · Roi blanc sur case noire b6 · Fou blanc sur case blanche c6 | 6 |
| 5 | Roi noir sur case blanche a8 · Fou blanc sur case noire c7 · Roi blanc sur case noire b6 · Fou blanc sur case blanche c6 | Roi noir sur case blanche a8 · Fou blanc sur case noire c7 · Roi blanc sur case noire b6 · Fou blanc sur case blanche c6 | Roi noir sur case blanche a8 · Fou blanc sur case noire c7 · Roi blanc sur case noire b6 · Fou blanc sur case blanche c6 | Roi noir sur case blanche a8 · Fou blanc sur case noire c7 · Roi blanc sur case noire b6 · Fou blanc sur case blanche c6 | Roi noir sur case blanche a8 · Fou blanc sur case noire c7 · Roi blanc sur case noire b6 · Fou blanc sur case blanche c6 | Roi noir sur case blanche a8 · Fou blanc sur case noire c7 · Roi blanc sur case noire b6 · Fou blanc sur case blanche c6 | Roi noir sur case blanche a8 · Fou blanc sur case noire c7 · Roi blanc sur case noire b6 · Fou blanc sur case blanche c6 | Roi noir sur case blanche a8 · Fou blanc sur case noire c7 · Roi blanc sur case noire b6 · Fou blanc sur case blanche c6 | 5 |
| 4 | Roi noir sur case blanche a8 · Fou blanc sur case noire c7 · Roi blanc sur case noire b6 · Fou blanc sur case blanche c6 | Roi noir sur case blanche a8 · Fou blanc sur case noire c7 · Roi blanc sur case noire b6 · Fou blanc sur case blanche c6 | Roi noir sur case blanche a8 · Fou blanc sur case noire c7 · Roi blanc sur case noire b6 · Fou blanc sur case blanche c6 | Roi noir sur case blanche a8 · Fou blanc sur case noire c7 · Roi blanc sur case noire b6 · Fou blanc sur case blanche c6 | Roi noir sur case blanche a8 · Fou blanc sur case noire c7 · Roi blanc sur case noire b6 · Fou blanc sur case blanche c6 | Roi noir sur case blanche a8 · Fou blanc sur case noire c7 · Roi blanc sur case noire b6 · Fou blanc sur case blanche c6 | Roi noir sur case blanche a8 · Fou blanc sur case noire c7 · Roi blanc sur case noire b6 · Fou blanc sur case blanche c6 | Roi noir sur case blanche a8 · Fou blanc sur case noire c7 · Roi blanc sur case noire b6 · Fou blanc sur case blanche c6 | 4 |
| 3 | Roi noir sur case blanche a8 · Fou blanc sur case noire c7 · Roi blanc sur case noire b6 · Fou blanc sur case blanche c6 | Roi noir sur case blanche a8 · Fou blanc sur case noire c7 · Roi blanc sur case noire b6 · Fou blanc sur case blanche c6 | Roi noir sur case blanche a8 · Fou blanc sur case noire c7 · Roi blanc sur case noire b6 · Fou blanc sur case blanche c6 | Roi noir sur case blanche a8 · Fou blanc sur case noire c7 · Roi blanc sur case noire b6 · Fou blanc sur case blanche c6 | Roi noir sur case blanche a8 · Fou blanc sur case noire c7 · Roi blanc sur case noire b6 · Fou blanc sur case blanche c6 | Roi noir sur case blanche a8 · Fou blanc sur case noire c7 · Roi blanc sur case noire b6 · Fou blanc sur case blanche c6 | Roi noir sur case blanche a8 · Fou blanc sur case noire c7 · Roi blanc sur case noire b6 · Fou blanc sur case blanche c6 | Roi noir sur case blanche a8 · Fou blanc sur case noire c7 · Roi blanc sur case noire b6 · Fou blanc sur case blanche c6 | 3 |
| 2 | Roi noir sur case blanche a8 · Fou blanc sur case noire c7 · Roi blanc sur case noire b6 · Fou blanc sur case blanche c6 | Roi noir sur case blanche a8 · Fou blanc sur case noire c7 · Roi blanc sur case noire b6 · Fou blanc sur case blanche c6 | Roi noir sur case blanche a8 · Fou blanc sur case noire c7 · Roi blanc sur case noire b6 · Fou blanc sur case blanche c6 | Roi noir sur case blanche a8 · Fou blanc sur case noire c7 · Roi blanc sur case noire b6 · Fou blanc sur case blanche c6 | Roi noir sur case blanche a8 · Fou blanc sur case noire c7 · Roi blanc sur case noire b6 · Fou blanc sur case blanche c6 | Roi noir sur case blanche a8 · Fou blanc sur case noire c7 · Roi blanc sur case noire b6 · Fou blanc sur case blanche c6 | Roi noir sur case blanche a8 · Fou blanc sur case noire c7 · Roi blanc sur case noire b6 · Fou blanc sur case blanche c6 | Roi noir sur case blanche a8 · Fou blanc sur case noire c7 · Roi blanc sur case noire b6 · Fou blanc sur case blanche c6 | 2 |
| 1 | Roi noir sur case blanche a8 · Fou blanc sur case noire c7 · Roi blanc sur case noire b6 · Fou blanc sur case blanche c6 | Roi noir sur case blanche a8 · Fou blanc sur case noire c7 · Roi blanc sur case noire b6 · Fou blanc sur case blanche c6 | Roi noir sur case blanche a8 · Fou blanc sur case noire c7 · Roi blanc sur case noire b6 · Fou blanc sur case blanche c6 | Roi noir sur case blanche a8 · Fou blanc sur case noire c7 · Roi blanc sur case noire b6 · Fou blanc sur case blanche c6 | Roi noir sur case blanche a8 · Fou blanc sur case noire c7 · Roi blanc sur case noire b6 · Fou blanc sur case blanche c6 | Roi noir sur case blanche a8 · Fou blanc sur case noire c7 · Roi blanc sur case noire b6 · Fou blanc sur case blanche c6 | Roi noir sur case blanche a8 · Fou blanc sur case noire c7 · Roi blanc sur case noire b6 · Fou blanc sur case blanche c6 | Roi noir sur case blanche a8 · Fou blanc sur case noire c7 · Roi blanc sur case noire b6 · Fou blanc sur case blanche c6 | 1 |
|   | a | b | c | d | e | f | g | h |   |

Il arrive également que le mat arrive en milieu de partie, à la suite d'une combinaison qui peut comporter des sacrifices.
|   | a | b | c | d | e | f | g | h |   |
| 8 | Tour noire sur case blanche a8 · Dame noire sur case noire d8 · Fou noir sur case noire f8 · Cavalier noir sur case blanche g8 · Tour noire sur case noire h8 · Pion noir sur case noire a7 · Pion noir sur case blanche b7 · Pion noir sur case noire c7 · Roi noir sur case noire e7 · Fou blanc sur case blanche f7 · Pion noir sur case noire g7 · Pion noir sur case blanche h7 · Cavalier noir sur case blanche c6 · Pion noir sur case noire d6 · Cavalier blanc sur case blanche d5 · Cavalier blanc sur case noire e5 · Pion blanc sur case blanche e4 · Pion blanc sur case blanche h3 · Pion blanc sur case blanche a2 · Pion blanc sur case noire b2 · Pion blanc sur case blanche c2 · Pion blanc sur case noire d2 · Pion blanc sur case noire f2 · Pion blanc sur case blanche g2 · Tour blanche sur case noire a1 · Fou blanc sur case noire c1 · Fou noir sur case blanche d1 · Roi blanc sur case noire e1 · Tour blanche sur case blanche h1 | Tour noire sur case blanche a8 · Dame noire sur case noire d8 · Fou noir sur case noire f8 · Cavalier noir sur case blanche g8 · Tour noire sur case noire h8 · Pion noir sur case noire a7 · Pion noir sur case blanche b7 · Pion noir sur case noire c7 · Roi noir sur case noire e7 · Fou blanc sur case blanche f7 · Pion noir sur case noire g7 · Pion noir sur case blanche h7 · Cavalier noir sur case blanche c6 · Pion noir sur case noire d6 · Cavalier blanc sur case blanche d5 · Cavalier blanc sur case noire e5 · Pion blanc sur case blanche e4 · Pion blanc sur case blanche h3 · Pion blanc sur case blanche a2 · Pion blanc sur case noire b2 · Pion blanc sur case blanche c2 · Pion blanc sur case noire d2 · Pion blanc sur case noire f2 · Pion blanc sur case blanche g2 · Tour blanche sur case noire a1 · Fou blanc sur case noire c1 · Fou noir sur case blanche d1 · Roi blanc sur case noire e1 · Tour blanche sur case blanche h1 | Tour noire sur case blanche a8 · Dame noire sur case noire d8 · Fou noir sur case noire f8 · Cavalier noir sur case blanche g8 · Tour noire sur case noire h8 · Pion noir sur case noire a7 · Pion noir sur case blanche b7 · Pion noir sur case noire c7 · Roi noir sur case noire e7 · Fou blanc sur case blanche f7 · Pion noir sur case noire g7 · Pion noir sur case blanche h7 · Cavalier noir sur case blanche c6 · Pion noir sur case noire d6 · Cavalier blanc sur case blanche d5 · Cavalier blanc sur case noire e5 · Pion blanc sur case blanche e4 · Pion blanc sur case blanche h3 · Pion blanc sur case blanche a2 · Pion blanc sur case noire b2 · Pion blanc sur case blanche c2 · Pion blanc sur case noire d2 · Pion blanc sur case noire f2 · Pion blanc sur case blanche g2 · Tour blanche sur case noire a1 · Fou blanc sur case noire c1 · Fou noir sur case blanche d1 · Roi blanc sur case noire e1 · Tour blanche sur case blanche h1 | Tour noire sur case blanche a8 · Dame noire sur case noire d8 · Fou noir sur case noire f8 · Cavalier noir sur case blanche g8 · Tour noire sur case noire h8 · Pion noir sur case noire a7 · Pion noir sur case blanche b7 · Pion noir sur case noire c7 · Roi noir sur case noire e7 · Fou blanc sur case blanche f7 · Pion noir sur case noire g7 · Pion noir sur case blanche h7 · Cavalier noir sur case blanche c6 · Pion noir sur case noire d6 · Cavalier blanc sur case blanche d5 · Cavalier blanc sur case noire e5 · Pion blanc sur case blanche e4 · Pion blanc sur case blanche h3 · Pion blanc sur case blanche a2 · Pion blanc sur case noire b2 · Pion blanc sur case blanche c2 · Pion blanc sur case noire d2 · Pion blanc sur case noire f2 · Pion blanc sur case blanche g2 · Tour blanche sur case noire a1 · Fou blanc sur case noire c1 · Fou noir sur case blanche d1 · Roi blanc sur case noire e1 · Tour blanche sur case blanche h1 | Tour noire sur case blanche a8 · Dame noire sur case noire d8 · Fou noir sur case noire f8 · Cavalier noir sur case blanche g8 · Tour noire sur case noire h8 · Pion noir sur case noire a7 · Pion noir sur case blanche b7 · Pion noir sur case noire c7 · Roi noir sur case noire e7 · Fou blanc sur case blanche f7 · Pion noir sur case noire g7 · Pion noir sur case blanche h7 · Cavalier noir sur case blanche c6 · Pion noir sur case noire d6 · Cavalier blanc sur case blanche d5 · Cavalier blanc sur case noire e5 · Pion blanc sur case blanche e4 · Pion blanc sur case blanche h3 · Pion blanc sur case blanche a2 · Pion blanc sur case noire b2 · Pion blanc sur case blanche c2 · Pion blanc sur case noire d2 · Pion blanc sur case noire f2 · Pion blanc sur case blanche g2 · Tour blanche sur case noire a1 · Fou blanc sur case noire c1 · Fou noir sur case blanche d1 · Roi blanc sur case noire e1 · Tour blanche sur case blanche h1 | Tour noire sur case blanche a8 · Dame noire sur case noire d8 · Fou noir sur case noire f8 · Cavalier noir sur case blanche g8 · Tour noire sur case noire h8 · Pion noir sur case noire a7 · Pion noir sur case blanche b7 · Pion noir sur case noire c7 · Roi noir sur case noire e7 · Fou blanc sur case blanche f7 · Pion noir sur case noire g7 · Pion noir sur case blanche h7 · Cavalier noir sur case blanche c6 · Pion noir sur case noire d6 · Cavalier blanc sur case blanche d5 · Cavalier blanc sur case noire e5 · Pion blanc sur case blanche e4 · Pion blanc sur case blanche h3 · Pion blanc sur case blanche a2 · Pion blanc sur case noire b2 · Pion blanc sur case blanche c2 · Pion blanc sur case noire d2 · Pion blanc sur case noire f2 · Pion blanc sur case blanche g2 · Tour blanche sur case noire a1 · Fou blanc sur case noire c1 · Fou noir sur case blanche d1 · Roi blanc sur case noire e1 · Tour blanche sur case blanche h1 | Tour noire sur case blanche a8 · Dame noire sur case noire d8 · Fou noir sur case noire f8 · Cavalier noir sur case blanche g8 · Tour noire sur case noire h8 · Pion noir sur case noire a7 · Pion noir sur case blanche b7 · Pion noir sur case noire c7 · Roi noir sur case noire e7 · Fou blanc sur case blanche f7 · Pion noir sur case noire g7 · Pion noir sur case blanche h7 · Cavalier noir sur case blanche c6 · Pion noir sur case noire d6 · Cavalier blanc sur case blanche d5 · Cavalier blanc sur case noire e5 · Pion blanc sur case blanche e4 · Pion blanc sur case blanche h3 · Pion blanc sur case blanche a2 · Pion blanc sur case noire b2 · Pion blanc sur case blanche c2 · Pion blanc sur case noire d2 · Pion blanc sur case noire f2 · Pion blanc sur case blanche g2 · Tour blanche sur case noire a1 · Fou blanc sur case noire c1 · Fou noir sur case blanche d1 · Roi blanc sur case noire e1 · Tour blanche sur case blanche h1 | Tour noire sur case blanche a8 · Dame noire sur case noire d8 · Fou noir sur case noire f8 · Cavalier noir sur case blanche g8 · Tour noire sur case noire h8 · Pion noir sur case noire a7 · Pion noir sur case blanche b7 · Pion noir sur case noire c7 · Roi noir sur case noire e7 · Fou blanc sur case blanche f7 · Pion noir sur case noire g7 · Pion noir sur case blanche h7 · Cavalier noir sur case blanche c6 · Pion noir sur case noire d6 · Cavalier blanc sur case blanche d5 · Cavalier blanc sur case noire e5 · Pion blanc sur case blanche e4 · Pion blanc sur case blanche h3 · Pion blanc sur case blanche a2 · Pion blanc sur case noire b2 · Pion blanc sur case blanche c2 · Pion blanc sur case noire d2 · Pion blanc sur case noire f2 · Pion blanc sur case blanche g2 · Tour blanche sur case noire a1 · Fou blanc sur case noire c1 · Fou noir sur case blanche d1 · Roi blanc sur case noire e1 · Tour blanche sur case blanche h1 | 8 |
| 7 | Tour noire sur case blanche a8 · Dame noire sur case noire d8 · Fou noir sur case noire f8 · Cavalier noir sur case blanche g8 · Tour noire sur case noire h8 · Pion noir sur case noire a7 · Pion noir sur case blanche b7 · Pion noir sur case noire c7 · Roi noir sur case noire e7 · Fou blanc sur case blanche f7 · Pion noir sur case noire g7 · Pion noir sur case blanche h7 · Cavalier noir sur case blanche c6 · Pion noir sur case noire d6 · Cavalier blanc sur case blanche d5 · Cavalier blanc sur case noire e5 · Pion blanc sur case blanche e4 · Pion blanc sur case blanche h3 · Pion blanc sur case blanche a2 · Pion blanc sur case noire b2 · Pion blanc sur case blanche c2 · Pion blanc sur case noire d2 · Pion blanc sur case noire f2 · Pion blanc sur case blanche g2 · Tour blanche sur case noire a1 · Fou blanc sur case noire c1 · Fou noir sur case blanche d1 · Roi blanc sur case noire e1 · Tour blanche sur case blanche h1 | Tour noire sur case blanche a8 · Dame noire sur case noire d8 · Fou noir sur case noire f8 · Cavalier noir sur case blanche g8 · Tour noire sur case noire h8 · Pion noir sur case noire a7 · Pion noir sur case blanche b7 · Pion noir sur case noire c7 · Roi noir sur case noire e7 · Fou blanc sur case blanche f7 · Pion noir sur case noire g7 · Pion noir sur case blanche h7 · Cavalier noir sur case blanche c6 · Pion noir sur case noire d6 · Cavalier blanc sur case blanche d5 · Cavalier blanc sur case noire e5 · Pion blanc sur case blanche e4 · Pion blanc sur case blanche h3 · Pion blanc sur case blanche a2 · Pion blanc sur case noire b2 · Pion blanc sur case blanche c2 · Pion blanc sur case noire d2 · Pion blanc sur case noire f2 · Pion blanc sur case blanche g2 · Tour blanche sur case noire a1 · Fou blanc sur case noire c1 · Fou noir sur case blanche d1 · Roi blanc sur case noire e1 · Tour blanche sur case blanche h1 | Tour noire sur case blanche a8 · Dame noire sur case noire d8 · Fou noir sur case noire f8 · Cavalier noir sur case blanche g8 · Tour noire sur case noire h8 · Pion noir sur case noire a7 · Pion noir sur case blanche b7 · Pion noir sur case noire c7 · Roi noir sur case noire e7 · Fou blanc sur case blanche f7 · Pion noir sur case noire g7 · Pion noir sur case blanche h7 · Cavalier noir sur case blanche c6 · Pion noir sur case noire d6 · Cavalier blanc sur case blanche d5 · Cavalier blanc sur case noire e5 · Pion blanc sur case blanche e4 · Pion blanc sur case blanche h3 · Pion blanc sur case blanche a2 · Pion blanc sur case noire b2 · Pion blanc sur case blanche c2 · Pion blanc sur case noire d2 · Pion blanc sur case noire f2 · Pion blanc sur case blanche g2 · Tour blanche sur case noire a1 · Fou blanc sur case noire c1 · Fou noir sur case blanche d1 · Roi blanc sur case noire e1 · Tour blanche sur case blanche h1 | Tour noire sur case blanche a8 · Dame noire sur case noire d8 · Fou noir sur case noire f8 · Cavalier noir sur case blanche g8 · Tour noire sur case noire h8 · Pion noir sur case noire a7 · Pion noir sur case blanche b7 · Pion noir sur case noire c7 · Roi noir sur case noire e7 · Fou blanc sur case blanche f7 · Pion noir sur case noire g7 · Pion noir sur case blanche h7 · Cavalier noir sur case blanche c6 · Pion noir sur case noire d6 · Cavalier blanc sur case blanche d5 · Cavalier blanc sur case noire e5 · Pion blanc sur case blanche e4 · Pion blanc sur case blanche h3 · Pion blanc sur case blanche a2 · Pion blanc sur case noire b2 · Pion blanc sur case blanche c2 · Pion blanc sur case noire d2 · Pion blanc sur case noire f2 · Pion blanc sur case blanche g2 · Tour blanche sur case noire a1 · Fou blanc sur case noire c1 · Fou noir sur case blanche d1 · Roi blanc sur case noire e1 · Tour blanche sur case blanche h1 | Tour noire sur case blanche a8 · Dame noire sur case noire d8 · Fou noir sur case noire f8 · Cavalier noir sur case blanche g8 · Tour noire sur case noire h8 · Pion noir sur case noire a7 · Pion noir sur case blanche b7 · Pion noir sur case noire c7 · Roi noir sur case noire e7 · Fou blanc sur case blanche f7 · Pion noir sur case noire g7 · Pion noir sur case blanche h7 · Cavalier noir sur case blanche c6 · Pion noir sur case noire d6 · Cavalier blanc sur case blanche d5 · Cavalier blanc sur case noire e5 · Pion blanc sur case blanche e4 · Pion blanc sur case blanche h3 · Pion blanc sur case blanche a2 · Pion blanc sur case noire b2 · Pion blanc sur case blanche c2 · Pion blanc sur case noire d2 · Pion blanc sur case noire f2 · Pion blanc sur case blanche g2 · Tour blanche sur case noire a1 · Fou blanc sur case noire c1 · Fou noir sur case blanche d1 · Roi blanc sur case noire e1 · Tour blanche sur case blanche h1 | Tour noire sur case blanche a8 · Dame noire sur case noire d8 · Fou noir sur case noire f8 · Cavalier noir sur case blanche g8 · Tour noire sur case noire h8 · Pion noir sur case noire a7 · Pion noir sur case blanche b7 · Pion noir sur case noire c7 · Roi noir sur case noire e7 · Fou blanc sur case blanche f7 · Pion noir sur case noire g7 · Pion noir sur case blanche h7 · Cavalier noir sur case blanche c6 · Pion noir sur case noire d6 · Cavalier blanc sur case blanche d5 · Cavalier blanc sur case noire e5 · Pion blanc sur case blanche e4 · Pion blanc sur case blanche h3 · Pion blanc sur case blanche a2 · Pion blanc sur case noire b2 · Pion blanc sur case blanche c2 · Pion blanc sur case noire d2 · Pion blanc sur case noire f2 · Pion blanc sur case blanche g2 · Tour blanche sur case noire a1 · Fou blanc sur case noire c1 · Fou noir sur case blanche d1 · Roi blanc sur case noire e1 · Tour blanche sur case blanche h1 | Tour noire sur case blanche a8 · Dame noire sur case noire d8 · Fou noir sur case noire f8 · Cavalier noir sur case blanche g8 · Tour noire sur case noire h8 · Pion noir sur case noire a7 · Pion noir sur case blanche b7 · Pion noir sur case noire c7 · Roi noir sur case noire e7 · Fou blanc sur case blanche f7 · Pion noir sur case noire g7 · Pion noir sur case blanche h7 · Cavalier noir sur case blanche c6 · Pion noir sur case noire d6 · Cavalier blanc sur case blanche d5 · Cavalier blanc sur case noire e5 · Pion blanc sur case blanche e4 · Pion blanc sur case blanche h3 · Pion blanc sur case blanche a2 · Pion blanc sur case noire b2 · Pion blanc sur case blanche c2 · Pion blanc sur case noire d2 · Pion blanc sur case noire f2 · Pion blanc sur case blanche g2 · Tour blanche sur case noire a1 · Fou blanc sur case noire c1 · Fou noir sur case blanche d1 · Roi blanc sur case noire e1 · Tour blanche sur case blanche h1 | Tour noire sur case blanche a8 · Dame noire sur case noire d8 · Fou noir sur case noire f8 · Cavalier noir sur case blanche g8 · Tour noire sur case noire h8 · Pion noir sur case noire a7 · Pion noir sur case blanche b7 · Pion noir sur case noire c7 · Roi noir sur case noire e7 · Fou blanc sur case blanche f7 · Pion noir sur case noire g7 · Pion noir sur case blanche h7 · Cavalier noir sur case blanche c6 · Pion noir sur case noire d6 · Cavalier blanc sur case blanche d5 · Cavalier blanc sur case noire e5 · Pion blanc sur case blanche e4 · Pion blanc sur case blanche h3 · Pion blanc sur case blanche a2 · Pion blanc sur case noire b2 · Pion blanc sur case blanche c2 · Pion blanc sur case noire d2 · Pion blanc sur case noire f2 · Pion blanc sur case blanche g2 · Tour blanche sur case noire a1 · Fou blanc sur case noire c1 · Fou noir sur case blanche d1 · Roi blanc sur case noire e1 · Tour blanche sur case blanche h1 | 7 |
| 6 | Tour noire sur case blanche a8 · Dame noire sur case noire d8 · Fou noir sur case noire f8 · Cavalier noir sur case blanche g8 · Tour noire sur case noire h8 · Pion noir sur case noire a7 · Pion noir sur case blanche b7 · Pion noir sur case noire c7 · Roi noir sur case noire e7 · Fou blanc sur case blanche f7 · Pion noir sur case noire g7 · Pion noir sur case blanche h7 · Cavalier noir sur case blanche c6 · Pion noir sur case noire d6 · Cavalier blanc sur case blanche d5 · Cavalier blanc sur case noire e5 · Pion blanc sur case blanche e4 · Pion blanc sur case blanche h3 · Pion blanc sur case blanche a2 · Pion blanc sur case noire b2 · Pion blanc sur case blanche c2 · Pion blanc sur case noire d2 · Pion blanc sur case noire f2 · Pion blanc sur case blanche g2 · Tour blanche sur case noire a1 · Fou blanc sur case noire c1 · Fou noir sur case blanche d1 · Roi blanc sur case noire e1 · Tour blanche sur case blanche h1 | Tour noire sur case blanche a8 · Dame noire sur case noire d8 · Fou noir sur case noire f8 · Cavalier noir sur case blanche g8 · Tour noire sur case noire h8 · Pion noir sur case noire a7 · Pion noir sur case blanche b7 · Pion noir sur case noire c7 · Roi noir sur case noire e7 · Fou blanc sur case blanche f7 · Pion noir sur case noire g7 · Pion noir sur case blanche h7 · Cavalier noir sur case blanche c6 · Pion noir sur case noire d6 · Cavalier blanc sur case blanche d5 · Cavalier blanc sur case noire e5 · Pion blanc sur case blanche e4 · Pion blanc sur case blanche h3 · Pion blanc sur case blanche a2 · Pion blanc sur case noire b2 · Pion blanc sur case blanche c2 · Pion blanc sur case noire d2 · Pion blanc sur case noire f2 · Pion blanc sur case blanche g2 · Tour blanche sur case noire a1 · Fou blanc sur case noire c1 · Fou noir sur case blanche d1 · Roi blanc sur case noire e1 · Tour blanche sur case blanche h1 | Tour noire sur case blanche a8 · Dame noire sur case noire d8 · Fou noir sur case noire f8 · Cavalier noir sur case blanche g8 · Tour noire sur case noire h8 · Pion noir sur case noire a7 · Pion noir sur case blanche b7 · Pion noir sur case noire c7 · Roi noir sur case noire e7 · Fou blanc sur case blanche f7 · Pion noir sur case noire g7 · Pion noir sur case blanche h7 · Cavalier noir sur case blanche c6 · Pion noir sur case noire d6 · Cavalier blanc sur case blanche d5 · Cavalier blanc sur case noire e5 · Pion blanc sur case blanche e4 · Pion blanc sur case blanche h3 · Pion blanc sur case blanche a2 · Pion blanc sur case noire b2 · Pion blanc sur case blanche c2 · Pion blanc sur case noire d2 · Pion blanc sur case noire f2 · Pion blanc sur case blanche g2 · Tour blanche sur case noire a1 · Fou blanc sur case noire c1 · Fou noir sur case blanche d1 · Roi blanc sur case noire e1 · Tour blanche sur case blanche h1 | Tour noire sur case blanche a8 · Dame noire sur case noire d8 · Fou noir sur case noire f8 · Cavalier noir sur case blanche g8 · Tour noire sur case noire h8 · Pion noir sur case noire a7 · Pion noir sur case blanche b7 · Pion noir sur case noire c7 · Roi noir sur case noire e7 · Fou blanc sur case blanche f7 · Pion noir sur case noire g7 · Pion noir sur case blanche h7 · Cavalier noir sur case blanche c6 · Pion noir sur case noire d6 · Cavalier blanc sur case blanche d5 · Cavalier blanc sur case noire e5 · Pion blanc sur case blanche e4 · Pion blanc sur case blanche h3 · Pion blanc sur case blanche a2 · Pion blanc sur case noire b2 · Pion blanc sur case blanche c2 · Pion blanc sur case noire d2 · Pion blanc sur case noire f2 · Pion blanc sur case blanche g2 · Tour blanche sur case noire a1 · Fou blanc sur case noire c1 · Fou noir sur case blanche d1 · Roi blanc sur case noire e1 · Tour blanche sur case blanche h1 | Tour noire sur case blanche a8 · Dame noire sur case noire d8 · Fou noir sur case noire f8 · Cavalier noir sur case blanche g8 · Tour noire sur case noire h8 · Pion noir sur case noire a7 · Pion noir sur case blanche b7 · Pion noir sur case noire c7 · Roi noir sur case noire e7 · Fou blanc sur case blanche f7 · Pion noir sur case noire g7 · Pion noir sur case blanche h7 · Cavalier noir sur case blanche c6 · Pion noir sur case noire d6 · Cavalier blanc sur case blanche d5 · Cavalier blanc sur case noire e5 · Pion blanc sur case blanche e4 · Pion blanc sur case blanche h3 · Pion blanc sur case blanche a2 · Pion blanc sur case noire b2 · Pion blanc sur case blanche c2 · Pion blanc sur case noire d2 · Pion blanc sur case noire f2 · Pion blanc sur case blanche g2 · Tour blanche sur case noire a1 · Fou blanc sur case noire c1 · Fou noir sur case blanche d1 · Roi blanc sur case noire e1 · Tour blanche sur case blanche h1 | Tour noire sur case blanche a8 · Dame noire sur case noire d8 · Fou noir sur case noire f8 · Cavalier noir sur case blanche g8 · Tour noire sur case noire h8 · Pion noir sur case noire a7 · Pion noir sur case blanche b7 · Pion noir sur case noire c7 · Roi noir sur case noire e7 · Fou blanc sur case blanche f7 · Pion noir sur case noire g7 · Pion noir sur case blanche h7 · Cavalier noir sur case blanche c6 · Pion noir sur case noire d6 · Cavalier blanc sur case blanche d5 · Cavalier blanc sur case noire e5 · Pion blanc sur case blanche e4 · Pion blanc sur case blanche h3 · Pion blanc sur case blanche a2 · Pion blanc sur case noire b2 · Pion blanc sur case blanche c2 · Pion blanc sur case noire d2 · Pion blanc sur case noire f2 · Pion blanc sur case blanche g2 · Tour blanche sur case noire a1 · Fou blanc sur case noire c1 · Fou noir sur case blanche d1 · Roi blanc sur case noire e1 · Tour blanche sur case blanche h1 | Tour noire sur case blanche a8 · Dame noire sur case noire d8 · Fou noir sur case noire f8 · Cavalier noir sur case blanche g8 · Tour noire sur case noire h8 · Pion noir sur case noire a7 · Pion noir sur case blanche b7 · Pion noir sur case noire c7 · Roi noir sur case noire e7 · Fou blanc sur case blanche f7 · Pion noir sur case noire g7 · Pion noir sur case blanche h7 · Cavalier noir sur case blanche c6 · Pion noir sur case noire d6 · Cavalier blanc sur case blanche d5 · Cavalier blanc sur case noire e5 · Pion blanc sur case blanche e4 · Pion blanc sur case blanche h3 · Pion blanc sur case blanche a2 · Pion blanc sur case noire b2 · Pion blanc sur case blanche c2 · Pion blanc sur case noire d2 · Pion blanc sur case noire f2 · Pion blanc sur case blanche g2 · Tour blanche sur case noire a1 · Fou blanc sur case noire c1 · Fou noir sur case blanche d1 · Roi blanc sur case noire e1 · Tour blanche sur case blanche h1 | Tour noire sur case blanche a8 · Dame noire sur case noire d8 · Fou noir sur case noire f8 · Cavalier noir sur case blanche g8 · Tour noire sur case noire h8 · Pion noir sur case noire a7 · Pion noir sur case blanche b7 · Pion noir sur case noire c7 · Roi noir sur case noire e7 · Fou blanc sur case blanche f7 · Pion noir sur case noire g7 · Pion noir sur case blanche h7 · Cavalier noir sur case blanche c6 · Pion noir sur case noire d6 · Cavalier blanc sur case blanche d5 · Cavalier blanc sur case noire e5 · Pion blanc sur case blanche e4 · Pion blanc sur case blanche h3 · Pion blanc sur case blanche a2 · Pion blanc sur case noire b2 · Pion blanc sur case blanche c2 · Pion blanc sur case noire d2 · Pion blanc sur case noire f2 · Pion blanc sur case blanche g2 · Tour blanche sur case noire a1 · Fou blanc sur case noire c1 · Fou noir sur case blanche d1 · Roi blanc sur case noire e1 · Tour blanche sur case blanche h1 | 6 |
| 5 | Tour noire sur case blanche a8 · Dame noire sur case noire d8 · Fou noir sur case noire f8 · Cavalier noir sur case blanche g8 · Tour noire sur case noire h8 · Pion noir sur case noire a7 · Pion noir sur case blanche b7 · Pion noir sur case noire c7 · Roi noir sur case noire e7 · Fou blanc sur case blanche f7 · Pion noir sur case noire g7 · Pion noir sur case blanche h7 · Cavalier noir sur case blanche c6 · Pion noir sur case noire d6 · Cavalier blanc sur case blanche d5 · Cavalier blanc sur case noire e5 · Pion blanc sur case blanche e4 · Pion blanc sur case blanche h3 · Pion blanc sur case blanche a2 · Pion blanc sur case noire b2 · Pion blanc sur case blanche c2 · Pion blanc sur case noire d2 · Pion blanc sur case noire f2 · Pion blanc sur case blanche g2 · Tour blanche sur case noire a1 · Fou blanc sur case noire c1 · Fou noir sur case blanche d1 · Roi blanc sur case noire e1 · Tour blanche sur case blanche h1 | Tour noire sur case blanche a8 · Dame noire sur case noire d8 · Fou noir sur case noire f8 · Cavalier noir sur case blanche g8 · Tour noire sur case noire h8 · Pion noir sur case noire a7 · Pion noir sur case blanche b7 · Pion noir sur case noire c7 · Roi noir sur case noire e7 · Fou blanc sur case blanche f7 · Pion noir sur case noire g7 · Pion noir sur case blanche h7 · Cavalier noir sur case blanche c6 · Pion noir sur case noire d6 · Cavalier blanc sur case blanche d5 · Cavalier blanc sur case noire e5 · Pion blanc sur case blanche e4 · Pion blanc sur case blanche h3 · Pion blanc sur case blanche a2 · Pion blanc sur case noire b2 · Pion blanc sur case blanche c2 · Pion blanc sur case noire d2 · Pion blanc sur case noire f2 · Pion blanc sur case blanche g2 · Tour blanche sur case noire a1 · Fou blanc sur case noire c1 · Fou noir sur case blanche d1 · Roi blanc sur case noire e1 · Tour blanche sur case blanche h1 | Tour noire sur case blanche a8 · Dame noire sur case noire d8 · Fou noir sur case noire f8 · Cavalier noir sur case blanche g8 · Tour noire sur case noire h8 · Pion noir sur case noire a7 · Pion noir sur case blanche b7 · Pion noir sur case noire c7 · Roi noir sur case noire e7 · Fou blanc sur case blanche f7 · Pion noir sur case noire g7 · Pion noir sur case blanche h7 · Cavalier noir sur case blanche c6 · Pion noir sur case noire d6 · Cavalier blanc sur case blanche d5 · Cavalier blanc sur case noire e5 · Pion blanc sur case blanche e4 · Pion blanc sur case blanche h3 · Pion blanc sur case blanche a2 · Pion blanc sur case noire b2 · Pion blanc sur case blanche c2 · Pion blanc sur case noire d2 · Pion blanc sur case noire f2 · Pion blanc sur case blanche g2 · Tour blanche sur case noire a1 · Fou blanc sur case noire c1 · Fou noir sur case blanche d1 · Roi blanc sur case noire e1 · Tour blanche sur case blanche h1 | Tour noire sur case blanche a8 · Dame noire sur case noire d8 · Fou noir sur case noire f8 · Cavalier noir sur case blanche g8 · Tour noire sur case noire h8 · Pion noir sur case noire a7 · Pion noir sur case blanche b7 · Pion noir sur case noire c7 · Roi noir sur case noire e7 · Fou blanc sur case blanche f7 · Pion noir sur case noire g7 · Pion noir sur case blanche h7 · Cavalier noir sur case blanche c6 · Pion noir sur case noire d6 · Cavalier blanc sur case blanche d5 · Cavalier blanc sur case noire e5 · Pion blanc sur case blanche e4 · Pion blanc sur case blanche h3 · Pion blanc sur case blanche a2 · Pion blanc sur case noire b2 · Pion blanc sur case blanche c2 · Pion blanc sur case noire d2 · Pion blanc sur case noire f2 · Pion blanc sur case blanche g2 · Tour blanche sur case noire a1 · Fou blanc sur case noire c1 · Fou noir sur case blanche d1 · Roi blanc sur case noire e1 · Tour blanche sur case blanche h1 | Tour noire sur case blanche a8 · Dame noire sur case noire d8 · Fou noir sur case noire f8 · Cavalier noir sur case blanche g8 · Tour noire sur case noire h8 · Pion noir sur case noire a7 · Pion noir sur case blanche b7 · Pion noir sur case noire c7 · Roi noir sur case noire e7 · Fou blanc sur case blanche f7 · Pion noir sur case noire g7 · Pion noir sur case blanche h7 · Cavalier noir sur case blanche c6 · Pion noir sur case noire d6 · Cavalier blanc sur case blanche d5 · Cavalier blanc sur case noire e5 · Pion blanc sur case blanche e4 · Pion blanc sur case blanche h3 · Pion blanc sur case blanche a2 · Pion blanc sur case noire b2 · Pion blanc sur case blanche c2 · Pion blanc sur case noire d2 · Pion blanc sur case noire f2 · Pion blanc sur case blanche g2 · Tour blanche sur case noire a1 · Fou blanc sur case noire c1 · Fou noir sur case blanche d1 · Roi blanc sur case noire e1 · Tour blanche sur case blanche h1 | Tour noire sur case blanche a8 · Dame noire sur case noire d8 · Fou noir sur case noire f8 · Cavalier noir sur case blanche g8 · Tour noire sur case noire h8 · Pion noir sur case noire a7 · Pion noir sur case blanche b7 · Pion noir sur case noire c7 · Roi noir sur case noire e7 · Fou blanc sur case blanche f7 · Pion noir sur case noire g7 · Pion noir sur case blanche h7 · Cavalier noir sur case blanche c6 · Pion noir sur case noire d6 · Cavalier blanc sur case blanche d5 · Cavalier blanc sur case noire e5 · Pion blanc sur case blanche e4 · Pion blanc sur case blanche h3 · Pion blanc sur case blanche a2 · Pion blanc sur case noire b2 · Pion blanc sur case blanche c2 · Pion blanc sur case noire d2 · Pion blanc sur case noire f2 · Pion blanc sur case blanche g2 · Tour blanche sur case noire a1 · Fou blanc sur case noire c1 · Fou noir sur case blanche d1 · Roi blanc sur case noire e1 · Tour blanche sur case blanche h1 | Tour noire sur case blanche a8 · Dame noire sur case noire d8 · Fou noir sur case noire f8 · Cavalier noir sur case blanche g8 · Tour noire sur case noire h8 · Pion noir sur case noire a7 · Pion noir sur case blanche b7 · Pion noir sur case noire c7 · Roi noir sur case noire e7 · Fou blanc sur case blanche f7 · Pion noir sur case noire g7 · Pion noir sur case blanche h7 · Cavalier noir sur case blanche c6 · Pion noir sur case noire d6 · Cavalier blanc sur case blanche d5 · Cavalier blanc sur case noire e5 · Pion blanc sur case blanche e4 · Pion blanc sur case blanche h3 · Pion blanc sur case blanche a2 · Pion blanc sur case noire b2 · Pion blanc sur case blanche c2 · Pion blanc sur case noire d2 · Pion blanc sur case noire f2 · Pion blanc sur case blanche g2 · Tour blanche sur case noire a1 · Fou blanc sur case noire c1 · Fou noir sur case blanche d1 · Roi blanc sur case noire e1 · Tour blanche sur case blanche h1 | Tour noire sur case blanche a8 · Dame noire sur case noire d8 · Fou noir sur case noire f8 · Cavalier noir sur case blanche g8 · Tour noire sur case noire h8 · Pion noir sur case noire a7 · Pion noir sur case blanche b7 · Pion noir sur case noire c7 · Roi noir sur case noire e7 · Fou blanc sur case blanche f7 · Pion noir sur case noire g7 · Pion noir sur case blanche h7 · Cavalier noir sur case blanche c6 · Pion noir sur case noire d6 · Cavalier blanc sur case blanche d5 · Cavalier blanc sur case noire e5 · Pion blanc sur case blanche e4 · Pion blanc sur case blanche h3 · Pion blanc sur case blanche a2 · Pion blanc sur case noire b2 · Pion blanc sur case blanche c2 · Pion blanc sur case noire d2 · Pion blanc sur case noire f2 · Pion blanc sur case blanche g2 · Tour blanche sur case noire a1 · Fou blanc sur case noire c1 · Fou noir sur case blanche d1 · Roi blanc sur case noire e1 · Tour blanche sur case blanche h1 | 5 |
| 4 | Tour noire sur case blanche a8 · Dame noire sur case noire d8 · Fou noir sur case noire f8 · Cavalier noir sur case blanche g8 · Tour noire sur case noire h8 · Pion noir sur case noire a7 · Pion noir sur case blanche b7 · Pion noir sur case noire c7 · Roi noir sur case noire e7 · Fou blanc sur case blanche f7 · Pion noir sur case noire g7 · Pion noir sur case blanche h7 · Cavalier noir sur case blanche c6 · Pion noir sur case noire d6 · Cavalier blanc sur case blanche d5 · Cavalier blanc sur case noire e5 · Pion blanc sur case blanche e4 · Pion blanc sur case blanche h3 · Pion blanc sur case blanche a2 · Pion blanc sur case noire b2 · Pion blanc sur case blanche c2 · Pion blanc sur case noire d2 · Pion blanc sur case noire f2 · Pion blanc sur case blanche g2 · Tour blanche sur case noire a1 · Fou blanc sur case noire c1 · Fou noir sur case blanche d1 · Roi blanc sur case noire e1 · Tour blanche sur case blanche h1 | Tour noire sur case blanche a8 · Dame noire sur case noire d8 · Fou noir sur case noire f8 · Cavalier noir sur case blanche g8 · Tour noire sur case noire h8 · Pion noir sur case noire a7 · Pion noir sur case blanche b7 · Pion noir sur case noire c7 · Roi noir sur case noire e7 · Fou blanc sur case blanche f7 · Pion noir sur case noire g7 · Pion noir sur case blanche h7 · Cavalier noir sur case blanche c6 · Pion noir sur case noire d6 · Cavalier blanc sur case blanche d5 · Cavalier blanc sur case noire e5 · Pion blanc sur case blanche e4 · Pion blanc sur case blanche h3 · Pion blanc sur case blanche a2 · Pion blanc sur case noire b2 · Pion blanc sur case blanche c2 · Pion blanc sur case noire d2 · Pion blanc sur case noire f2 · Pion blanc sur case blanche g2 · Tour blanche sur case noire a1 · Fou blanc sur case noire c1 · Fou noir sur case blanche d1 · Roi blanc sur case noire e1 · Tour blanche sur case blanche h1 | Tour noire sur case blanche a8 · Dame noire sur case noire d8 · Fou noir sur case noire f8 · Cavalier noir sur case blanche g8 · Tour noire sur case noire h8 · Pion noir sur case noire a7 · Pion noir sur case blanche b7 · Pion noir sur case noire c7 · Roi noir sur case noire e7 · Fou blanc sur case blanche f7 · Pion noir sur case noire g7 · Pion noir sur case blanche h7 · Cavalier noir sur case blanche c6 · Pion noir sur case noire d6 · Cavalier blanc sur case blanche d5 · Cavalier blanc sur case noire e5 · Pion blanc sur case blanche e4 · Pion blanc sur case blanche h3 · Pion blanc sur case blanche a2 · Pion blanc sur case noire b2 · Pion blanc sur case blanche c2 · Pion blanc sur case noire d2 · Pion blanc sur case noire f2 · Pion blanc sur case blanche g2 · Tour blanche sur case noire a1 · Fou blanc sur case noire c1 · Fou noir sur case blanche d1 · Roi blanc sur case noire e1 · Tour blanche sur case blanche h1 | Tour noire sur case blanche a8 · Dame noire sur case noire d8 · Fou noir sur case noire f8 · Cavalier noir sur case blanche g8 · Tour noire sur case noire h8 · Pion noir sur case noire a7 · Pion noir sur case blanche b7 · Pion noir sur case noire c7 · Roi noir sur case noire e7 · Fou blanc sur case blanche f7 · Pion noir sur case noire g7 · Pion noir sur case blanche h7 · Cavalier noir sur case blanche c6 · Pion noir sur case noire d6 · Cavalier blanc sur case blanche d5 · Cavalier blanc sur case noire e5 · Pion blanc sur case blanche e4 · Pion blanc sur case blanche h3 · Pion blanc sur case blanche a2 · Pion blanc sur case noire b2 · Pion blanc sur case blanche c2 · Pion blanc sur case noire d2 · Pion blanc sur case noire f2 · Pion blanc sur case blanche g2 · Tour blanche sur case noire a1 · Fou blanc sur case noire c1 · Fou noir sur case blanche d1 · Roi blanc sur case noire e1 · Tour blanche sur case blanche h1 | Tour noire sur case blanche a8 · Dame noire sur case noire d8 · Fou noir sur case noire f8 · Cavalier noir sur case blanche g8 · Tour noire sur case noire h8 · Pion noir sur case noire a7 · Pion noir sur case blanche b7 · Pion noir sur case noire c7 · Roi noir sur case noire e7 · Fou blanc sur case blanche f7 · Pion noir sur case noire g7 · Pion noir sur case blanche h7 · Cavalier noir sur case blanche c6 · Pion noir sur case noire d6 · Cavalier blanc sur case blanche d5 · Cavalier blanc sur case noire e5 · Pion blanc sur case blanche e4 · Pion blanc sur case blanche h3 · Pion blanc sur case blanche a2 · Pion blanc sur case noire b2 · Pion blanc sur case blanche c2 · Pion blanc sur case noire d2 · Pion blanc sur case noire f2 · Pion blanc sur case blanche g2 · Tour blanche sur case noire a1 · Fou blanc sur case noire c1 · Fou noir sur case blanche d1 · Roi blanc sur case noire e1 · Tour blanche sur case blanche h1 | Tour noire sur case blanche a8 · Dame noire sur case noire d8 · Fou noir sur case noire f8 · Cavalier noir sur case blanche g8 · Tour noire sur case noire h8 · Pion noir sur case noire a7 · Pion noir sur case blanche b7 · Pion noir sur case noire c7 · Roi noir sur case noire e7 · Fou blanc sur case blanche f7 · Pion noir sur case noire g7 · Pion noir sur case blanche h7 · Cavalier noir sur case blanche c6 · Pion noir sur case noire d6 · Cavalier blanc sur case blanche d5 · Cavalier blanc sur case noire e5 · Pion blanc sur case blanche e4 · Pion blanc sur case blanche h3 · Pion blanc sur case blanche a2 · Pion blanc sur case noire b2 · Pion blanc sur case blanche c2 · Pion blanc sur case noire d2 · Pion blanc sur case noire f2 · Pion blanc sur case blanche g2 · Tour blanche sur case noire a1 · Fou blanc sur case noire c1 · Fou noir sur case blanche d1 · Roi blanc sur case noire e1 · Tour blanche sur case blanche h1 | Tour noire sur case blanche a8 · Dame noire sur case noire d8 · Fou noir sur case noire f8 · Cavalier noir sur case blanche g8 · Tour noire sur case noire h8 · Pion noir sur case noire a7 · Pion noir sur case blanche b7 · Pion noir sur case noire c7 · Roi noir sur case noire e7 · Fou blanc sur case blanche f7 · Pion noir sur case noire g7 · Pion noir sur case blanche h7 · Cavalier noir sur case blanche c6 · Pion noir sur case noire d6 · Cavalier blanc sur case blanche d5 · Cavalier blanc sur case noire e5 · Pion blanc sur case blanche e4 · Pion blanc sur case blanche h3 · Pion blanc sur case blanche a2 · Pion blanc sur case noire b2 · Pion blanc sur case blanche c2 · Pion blanc sur case noire d2 · Pion blanc sur case noire f2 · Pion blanc sur case blanche g2 · Tour blanche sur case noire a1 · Fou blanc sur case noire c1 · Fou noir sur case blanche d1 · Roi blanc sur case noire e1 · Tour blanche sur case blanche h1 | Tour noire sur case blanche a8 · Dame noire sur case noire d8 · Fou noir sur case noire f8 · Cavalier noir sur case blanche g8 · Tour noire sur case noire h8 · Pion noir sur case noire a7 · Pion noir sur case blanche b7 · Pion noir sur case noire c7 · Roi noir sur case noire e7 · Fou blanc sur case blanche f7 · Pion noir sur case noire g7 · Pion noir sur case blanche h7 · Cavalier noir sur case blanche c6 · Pion noir sur case noire d6 · Cavalier blanc sur case blanche d5 · Cavalier blanc sur case noire e5 · Pion blanc sur case blanche e4 · Pion blanc sur case blanche h3 · Pion blanc sur case blanche a2 · Pion blanc sur case noire b2 · Pion blanc sur case blanche c2 · Pion blanc sur case noire d2 · Pion blanc sur case noire f2 · Pion blanc sur case blanche g2 · Tour blanche sur case noire a1 · Fou blanc sur case noire c1 · Fou noir sur case blanche d1 · Roi blanc sur case noire e1 · Tour blanche sur case blanche h1 | 4 |
| 3 | Tour noire sur case blanche a8 · Dame noire sur case noire d8 · Fou noir sur case noire f8 · Cavalier noir sur case blanche g8 · Tour noire sur case noire h8 · Pion noir sur case noire a7 · Pion noir sur case blanche b7 · Pion noir sur case noire c7 · Roi noir sur case noire e7 · Fou blanc sur case blanche f7 · Pion noir sur case noire g7 · Pion noir sur case blanche h7 · Cavalier noir sur case blanche c6 · Pion noir sur case noire d6 · Cavalier blanc sur case blanche d5 · Cavalier blanc sur case noire e5 · Pion blanc sur case blanche e4 · Pion blanc sur case blanche h3 · Pion blanc sur case blanche a2 · Pion blanc sur case noire b2 · Pion blanc sur case blanche c2 · Pion blanc sur case noire d2 · Pion blanc sur case noire f2 · Pion blanc sur case blanche g2 · Tour blanche sur case noire a1 · Fou blanc sur case noire c1 · Fou noir sur case blanche d1 · Roi blanc sur case noire e1 · Tour blanche sur case blanche h1 | Tour noire sur case blanche a8 · Dame noire sur case noire d8 · Fou noir sur case noire f8 · Cavalier noir sur case blanche g8 · Tour noire sur case noire h8 · Pion noir sur case noire a7 · Pion noir sur case blanche b7 · Pion noir sur case noire c7 · Roi noir sur case noire e7 · Fou blanc sur case blanche f7 · Pion noir sur case noire g7 · Pion noir sur case blanche h7 · Cavalier noir sur case blanche c6 · Pion noir sur case noire d6 · Cavalier blanc sur case blanche d5 · Cavalier blanc sur case noire e5 · Pion blanc sur case blanche e4 · Pion blanc sur case blanche h3 · Pion blanc sur case blanche a2 · Pion blanc sur case noire b2 · Pion blanc sur case blanche c2 · Pion blanc sur case noire d2 · Pion blanc sur case noire f2 · Pion blanc sur case blanche g2 · Tour blanche sur case noire a1 · Fou blanc sur case noire c1 · Fou noir sur case blanche d1 · Roi blanc sur case noire e1 · Tour blanche sur case blanche h1 | Tour noire sur case blanche a8 · Dame noire sur case noire d8 · Fou noir sur case noire f8 · Cavalier noir sur case blanche g8 · Tour noire sur case noire h8 · Pion noir sur case noire a7 · Pion noir sur case blanche b7 · Pion noir sur case noire c7 · Roi noir sur case noire e7 · Fou blanc sur case blanche f7 · Pion noir sur case noire g7 · Pion noir sur case blanche h7 · Cavalier noir sur case blanche c6 · Pion noir sur case noire d6 · Cavalier blanc sur case blanche d5 · Cavalier blanc sur case noire e5 · Pion blanc sur case blanche e4 · Pion blanc sur case blanche h3 · Pion blanc sur case blanche a2 · Pion blanc sur case noire b2 · Pion blanc sur case blanche c2 · Pion blanc sur case noire d2 · Pion blanc sur case noire f2 · Pion blanc sur case blanche g2 · Tour blanche sur case noire a1 · Fou blanc sur case noire c1 · Fou noir sur case blanche d1 · Roi blanc sur case noire e1 · Tour blanche sur case blanche h1 | Tour noire sur case blanche a8 · Dame noire sur case noire d8 · Fou noir sur case noire f8 · Cavalier noir sur case blanche g8 · Tour noire sur case noire h8 · Pion noir sur case noire a7 · Pion noir sur case blanche b7 · Pion noir sur case noire c7 · Roi noir sur case noire e7 · Fou blanc sur case blanche f7 · Pion noir sur case noire g7 · Pion noir sur case blanche h7 · Cavalier noir sur case blanche c6 · Pion noir sur case noire d6 · Cavalier blanc sur case blanche d5 · Cavalier blanc sur case noire e5 · Pion blanc sur case blanche e4 · Pion blanc sur case blanche h3 · Pion blanc sur case blanche a2 · Pion blanc sur case noire b2 · Pion blanc sur case blanche c2 · Pion blanc sur case noire d2 · Pion blanc sur case noire f2 · Pion blanc sur case blanche g2 · Tour blanche sur case noire a1 · Fou blanc sur case noire c1 · Fou noir sur case blanche d1 · Roi blanc sur case noire e1 · Tour blanche sur case blanche h1 | Tour noire sur case blanche a8 · Dame noire sur case noire d8 · Fou noir sur case noire f8 · Cavalier noir sur case blanche g8 · Tour noire sur case noire h8 · Pion noir sur case noire a7 · Pion noir sur case blanche b7 · Pion noir sur case noire c7 · Roi noir sur case noire e7 · Fou blanc sur case blanche f7 · Pion noir sur case noire g7 · Pion noir sur case blanche h7 · Cavalier noir sur case blanche c6 · Pion noir sur case noire d6 · Cavalier blanc sur case blanche d5 · Cavalier blanc sur case noire e5 · Pion blanc sur case blanche e4 · Pion blanc sur case blanche h3 · Pion blanc sur case blanche a2 · Pion blanc sur case noire b2 · Pion blanc sur case blanche c2 · Pion blanc sur case noire d2 · Pion blanc sur case noire f2 · Pion blanc sur case blanche g2 · Tour blanche sur case noire a1 · Fou blanc sur case noire c1 · Fou noir sur case blanche d1 · Roi blanc sur case noire e1 · Tour blanche sur case blanche h1 | Tour noire sur case blanche a8 · Dame noire sur case noire d8 · Fou noir sur case noire f8 · Cavalier noir sur case blanche g8 · Tour noire sur case noire h8 · Pion noir sur case noire a7 · Pion noir sur case blanche b7 · Pion noir sur case noire c7 · Roi noir sur case noire e7 · Fou blanc sur case blanche f7 · Pion noir sur case noire g7 · Pion noir sur case blanche h7 · Cavalier noir sur case blanche c6 · Pion noir sur case noire d6 · Cavalier blanc sur case blanche d5 · Cavalier blanc sur case noire e5 · Pion blanc sur case blanche e4 · Pion blanc sur case blanche h3 · Pion blanc sur case blanche a2 · Pion blanc sur case noire b2 · Pion blanc sur case blanche c2 · Pion blanc sur case noire d2 · Pion blanc sur case noire f2 · Pion blanc sur case blanche g2 · Tour blanche sur case noire a1 · Fou blanc sur case noire c1 · Fou noir sur case blanche d1 · Roi blanc sur case noire e1 · Tour blanche sur case blanche h1 | Tour noire sur case blanche a8 · Dame noire sur case noire d8 · Fou noir sur case noire f8 · Cavalier noir sur case blanche g8 · Tour noire sur case noire h8 · Pion noir sur case noire a7 · Pion noir sur case blanche b7 · Pion noir sur case noire c7 · Roi noir sur case noire e7 · Fou blanc sur case blanche f7 · Pion noir sur case noire g7 · Pion noir sur case blanche h7 · Cavalier noir sur case blanche c6 · Pion noir sur case noire d6 · Cavalier blanc sur case blanche d5 · Cavalier blanc sur case noire e5 · Pion blanc sur case blanche e4 · Pion blanc sur case blanche h3 · Pion blanc sur case blanche a2 · Pion blanc sur case noire b2 · Pion blanc sur case blanche c2 · Pion blanc sur case noire d2 · Pion blanc sur case noire f2 · Pion blanc sur case blanche g2 · Tour blanche sur case noire a1 · Fou blanc sur case noire c1 · Fou noir sur case blanche d1 · Roi blanc sur case noire e1 · Tour blanche sur case blanche h1 | Tour noire sur case blanche a8 · Dame noire sur case noire d8 · Fou noir sur case noire f8 · Cavalier noir sur case blanche g8 · Tour noire sur case noire h8 · Pion noir sur case noire a7 · Pion noir sur case blanche b7 · Pion noir sur case noire c7 · Roi noir sur case noire e7 · Fou blanc sur case blanche f7 · Pion noir sur case noire g7 · Pion noir sur case blanche h7 · Cavalier noir sur case blanche c6 · Pion noir sur case noire d6 · Cavalier blanc sur case blanche d5 · Cavalier blanc sur case noire e5 · Pion blanc sur case blanche e4 · Pion blanc sur case blanche h3 · Pion blanc sur case blanche a2 · Pion blanc sur case noire b2 · Pion blanc sur case blanche c2 · Pion blanc sur case noire d2 · Pion blanc sur case noire f2 · Pion blanc sur case blanche g2 · Tour blanche sur case noire a1 · Fou blanc sur case noire c1 · Fou noir sur case blanche d1 · Roi blanc sur case noire e1 · Tour blanche sur case blanche h1 | 3 |
| 2 | Tour noire sur case blanche a8 · Dame noire sur case noire d8 · Fou noir sur case noire f8 · Cavalier noir sur case blanche g8 · Tour noire sur case noire h8 · Pion noir sur case noire a7 · Pion noir sur case blanche b7 · Pion noir sur case noire c7 · Roi noir sur case noire e7 · Fou blanc sur case blanche f7 · Pion noir sur case noire g7 · Pion noir sur case blanche h7 · Cavalier noir sur case blanche c6 · Pion noir sur case noire d6 · Cavalier blanc sur case blanche d5 · Cavalier blanc sur case noire e5 · Pion blanc sur case blanche e4 · Pion blanc sur case blanche h3 · Pion blanc sur case blanche a2 · Pion blanc sur case noire b2 · Pion blanc sur case blanche c2 · Pion blanc sur case noire d2 · Pion blanc sur case noire f2 · Pion blanc sur case blanche g2 · Tour blanche sur case noire a1 · Fou blanc sur case noire c1 · Fou noir sur case blanche d1 · Roi blanc sur case noire e1 · Tour blanche sur case blanche h1 | Tour noire sur case blanche a8 · Dame noire sur case noire d8 · Fou noir sur case noire f8 · Cavalier noir sur case blanche g8 · Tour noire sur case noire h8 · Pion noir sur case noire a7 · Pion noir sur case blanche b7 · Pion noir sur case noire c7 · Roi noir sur case noire e7 · Fou blanc sur case blanche f7 · Pion noir sur case noire g7 · Pion noir sur case blanche h7 · Cavalier noir sur case blanche c6 · Pion noir sur case noire d6 · Cavalier blanc sur case blanche d5 · Cavalier blanc sur case noire e5 · Pion blanc sur case blanche e4 · Pion blanc sur case blanche h3 · Pion blanc sur case blanche a2 · Pion blanc sur case noire b2 · Pion blanc sur case blanche c2 · Pion blanc sur case noire d2 · Pion blanc sur case noire f2 · Pion blanc sur case blanche g2 · Tour blanche sur case noire a1 · Fou blanc sur case noire c1 · Fou noir sur case blanche d1 · Roi blanc sur case noire e1 · Tour blanche sur case blanche h1 | Tour noire sur case blanche a8 · Dame noire sur case noire d8 · Fou noir sur case noire f8 · Cavalier noir sur case blanche g8 · Tour noire sur case noire h8 · Pion noir sur case noire a7 · Pion noir sur case blanche b7 · Pion noir sur case noire c7 · Roi noir sur case noire e7 · Fou blanc sur case blanche f7 · Pion noir sur case noire g7 · Pion noir sur case blanche h7 · Cavalier noir sur case blanche c6 · Pion noir sur case noire d6 · Cavalier blanc sur case blanche d5 · Cavalier blanc sur case noire e5 · Pion blanc sur case blanche e4 · Pion blanc sur case blanche h3 · Pion blanc sur case blanche a2 · Pion blanc sur case noire b2 · Pion blanc sur case blanche c2 · Pion blanc sur case noire d2 · Pion blanc sur case noire f2 · Pion blanc sur case blanche g2 · Tour blanche sur case noire a1 · Fou blanc sur case noire c1 · Fou noir sur case blanche d1 · Roi blanc sur case noire e1 · Tour blanche sur case blanche h1 | Tour noire sur case blanche a8 · Dame noire sur case noire d8 · Fou noir sur case noire f8 · Cavalier noir sur case blanche g8 · Tour noire sur case noire h8 · Pion noir sur case noire a7 · Pion noir sur case blanche b7 · Pion noir sur case noire c7 · Roi noir sur case noire e7 · Fou blanc sur case blanche f7 · Pion noir sur case noire g7 · Pion noir sur case blanche h7 · Cavalier noir sur case blanche c6 · Pion noir sur case noire d6 · Cavalier blanc sur case blanche d5 · Cavalier blanc sur case noire e5 · Pion blanc sur case blanche e4 · Pion blanc sur case blanche h3 · Pion blanc sur case blanche a2 · Pion blanc sur case noire b2 · Pion blanc sur case blanche c2 · Pion blanc sur case noire d2 · Pion blanc sur case noire f2 · Pion blanc sur case blanche g2 · Tour blanche sur case noire a1 · Fou blanc sur case noire c1 · Fou noir sur case blanche d1 · Roi blanc sur case noire e1 · Tour blanche sur case blanche h1 | Tour noire sur case blanche a8 · Dame noire sur case noire d8 · Fou noir sur case noire f8 · Cavalier noir sur case blanche g8 · Tour noire sur case noire h8 · Pion noir sur case noire a7 · Pion noir sur case blanche b7 · Pion noir sur case noire c7 · Roi noir sur case noire e7 · Fou blanc sur case blanche f7 · Pion noir sur case noire g7 · Pion noir sur case blanche h7 · Cavalier noir sur case blanche c6 · Pion noir sur case noire d6 · Cavalier blanc sur case blanche d5 · Cavalier blanc sur case noire e5 · Pion blanc sur case blanche e4 · Pion blanc sur case blanche h3 · Pion blanc sur case blanche a2 · Pion blanc sur case noire b2 · Pion blanc sur case blanche c2 · Pion blanc sur case noire d2 · Pion blanc sur case noire f2 · Pion blanc sur case blanche g2 · Tour blanche sur case noire a1 · Fou blanc sur case noire c1 · Fou noir sur case blanche d1 · Roi blanc sur case noire e1 · Tour blanche sur case blanche h1 | Tour noire sur case blanche a8 · Dame noire sur case noire d8 · Fou noir sur case noire f8 · Cavalier noir sur case blanche g8 · Tour noire sur case noire h8 · Pion noir sur case noire a7 · Pion noir sur case blanche b7 · Pion noir sur case noire c7 · Roi noir sur case noire e7 · Fou blanc sur case blanche f7 · Pion noir sur case noire g7 · Pion noir sur case blanche h7 · Cavalier noir sur case blanche c6 · Pion noir sur case noire d6 · Cavalier blanc sur case blanche d5 · Cavalier blanc sur case noire e5 · Pion blanc sur case blanche e4 · Pion blanc sur case blanche h3 · Pion blanc sur case blanche a2 · Pion blanc sur case noire b2 · Pion blanc sur case blanche c2 · Pion blanc sur case noire d2 · Pion blanc sur case noire f2 · Pion blanc sur case blanche g2 · Tour blanche sur case noire a1 · Fou blanc sur case noire c1 · Fou noir sur case blanche d1 · Roi blanc sur case noire e1 · Tour blanche sur case blanche h1 | Tour noire sur case blanche a8 · Dame noire sur case noire d8 · Fou noir sur case noire f8 · Cavalier noir sur case blanche g8 · Tour noire sur case noire h8 · Pion noir sur case noire a7 · Pion noir sur case blanche b7 · Pion noir sur case noire c7 · Roi noir sur case noire e7 · Fou blanc sur case blanche f7 · Pion noir sur case noire g7 · Pion noir sur case blanche h7 · Cavalier noir sur case blanche c6 · Pion noir sur case noire d6 · Cavalier blanc sur case blanche d5 · Cavalier blanc sur case noire e5 · Pion blanc sur case blanche e4 · Pion blanc sur case blanche h3 · Pion blanc sur case blanche a2 · Pion blanc sur case noire b2 · Pion blanc sur case blanche c2 · Pion blanc sur case noire d2 · Pion blanc sur case noire f2 · Pion blanc sur case blanche g2 · Tour blanche sur case noire a1 · Fou blanc sur case noire c1 · Fou noir sur case blanche d1 · Roi blanc sur case noire e1 · Tour blanche sur case blanche h1 | Tour noire sur case blanche a8 · Dame noire sur case noire d8 · Fou noir sur case noire f8 · Cavalier noir sur case blanche g8 · Tour noire sur case noire h8 · Pion noir sur case noire a7 · Pion noir sur case blanche b7 · Pion noir sur case noire c7 · Roi noir sur case noire e7 · Fou blanc sur case blanche f7 · Pion noir sur case noire g7 · Pion noir sur case blanche h7 · Cavalier noir sur case blanche c6 · Pion noir sur case noire d6 · Cavalier blanc sur case blanche d5 · Cavalier blanc sur case noire e5 · Pion blanc sur case blanche e4 · Pion blanc sur case blanche h3 · Pion blanc sur case blanche a2 · Pion blanc sur case noire b2 · Pion blanc sur case blanche c2 · Pion blanc sur case noire d2 · Pion blanc sur case noire f2 · Pion blanc sur case blanche g2 · Tour blanche sur case noire a1 · Fou blanc sur case noire c1 · Fou noir sur case blanche d1 · Roi blanc sur case noire e1 · Tour blanche sur case blanche h1 | 2 |
| 1 | Tour noire sur case blanche a8 · Dame noire sur case noire d8 · Fou noir sur case noire f8 · Cavalier noir sur case blanche g8 · Tour noire sur case noire h8 · Pion noir sur case noire a7 · Pion noir sur case blanche b7 · Pion noir sur case noire c7 · Roi noir sur case noire e7 · Fou blanc sur case blanche f7 · Pion noir sur case noire g7 · Pion noir sur case blanche h7 · Cavalier noir sur case blanche c6 · Pion noir sur case noire d6 · Cavalier blanc sur case blanche d5 · Cavalier blanc sur case noire e5 · Pion blanc sur case blanche e4 · Pion blanc sur case blanche h3 · Pion blanc sur case blanche a2 · Pion blanc sur case noire b2 · Pion blanc sur case blanche c2 · Pion blanc sur case noire d2 · Pion blanc sur case noire f2 · Pion blanc sur case blanche g2 · Tour blanche sur case noire a1 · Fou blanc sur case noire c1 · Fou noir sur case blanche d1 · Roi blanc sur case noire e1 · Tour blanche sur case blanche h1 | Tour noire sur case blanche a8 · Dame noire sur case noire d8 · Fou noir sur case noire f8 · Cavalier noir sur case blanche g8 · Tour noire sur case noire h8 · Pion noir sur case noire a7 · Pion noir sur case blanche b7 · Pion noir sur case noire c7 · Roi noir sur case noire e7 · Fou blanc sur case blanche f7 · Pion noir sur case noire g7 · Pion noir sur case blanche h7 · Cavalier noir sur case blanche c6 · Pion noir sur case noire d6 · Cavalier blanc sur case blanche d5 · Cavalier blanc sur case noire e5 · Pion blanc sur case blanche e4 · Pion blanc sur case blanche h3 · Pion blanc sur case blanche a2 · Pion blanc sur case noire b2 · Pion blanc sur case blanche c2 · Pion blanc sur case noire d2 · Pion blanc sur case noire f2 · Pion blanc sur case blanche g2 · Tour blanche sur case noire a1 · Fou blanc sur case noire c1 · Fou noir sur case blanche d1 · Roi blanc sur case noire e1 · Tour blanche sur case blanche h1 | Tour noire sur case blanche a8 · Dame noire sur case noire d8 · Fou noir sur case noire f8 · Cavalier noir sur case blanche g8 · Tour noire sur case noire h8 · Pion noir sur case noire a7 · Pion noir sur case blanche b7 · Pion noir sur case noire c7 · Roi noir sur case noire e7 · Fou blanc sur case blanche f7 · Pion noir sur case noire g7 · Pion noir sur case blanche h7 · Cavalier noir sur case blanche c6 · Pion noir sur case noire d6 · Cavalier blanc sur case blanche d5 · Cavalier blanc sur case noire e5 · Pion blanc sur case blanche e4 · Pion blanc sur case blanche h3 · Pion blanc sur case blanche a2 · Pion blanc sur case noire b2 · Pion blanc sur case blanche c2 · Pion blanc sur case noire d2 · Pion blanc sur case noire f2 · Pion blanc sur case blanche g2 · Tour blanche sur case noire a1 · Fou blanc sur case noire c1 · Fou noir sur case blanche d1 · Roi blanc sur case noire e1 · Tour blanche sur case blanche h1 | Tour noire sur case blanche a8 · Dame noire sur case noire d8 · Fou noir sur case noire f8 · Cavalier noir sur case blanche g8 · Tour noire sur case noire h8 · Pion noir sur case noire a7 · Pion noir sur case blanche b7 · Pion noir sur case noire c7 · Roi noir sur case noire e7 · Fou blanc sur case blanche f7 · Pion noir sur case noire g7 · Pion noir sur case blanche h7 · Cavalier noir sur case blanche c6 · Pion noir sur case noire d6 · Cavalier blanc sur case blanche d5 · Cavalier blanc sur case noire e5 · Pion blanc sur case blanche e4 · Pion blanc sur case blanche h3 · Pion blanc sur case blanche a2 · Pion blanc sur case noire b2 · Pion blanc sur case blanche c2 · Pion blanc sur case noire d2 · Pion blanc sur case noire f2 · Pion blanc sur case blanche g2 · Tour blanche sur case noire a1 · Fou blanc sur case noire c1 · Fou noir sur case blanche d1 · Roi blanc sur case noire e1 · Tour blanche sur case blanche h1 | Tour noire sur case blanche a8 · Dame noire sur case noire d8 · Fou noir sur case noire f8 · Cavalier noir sur case blanche g8 · Tour noire sur case noire h8 · Pion noir sur case noire a7 · Pion noir sur case blanche b7 · Pion noir sur case noire c7 · Roi noir sur case noire e7 · Fou blanc sur case blanche f7 · Pion noir sur case noire g7 · Pion noir sur case blanche h7 · Cavalier noir sur case blanche c6 · Pion noir sur case noire d6 · Cavalier blanc sur case blanche d5 · Cavalier blanc sur case noire e5 · Pion blanc sur case blanche e4 · Pion blanc sur case blanche h3 · Pion blanc sur case blanche a2 · Pion blanc sur case noire b2 · Pion blanc sur case blanche c2 · Pion blanc sur case noire d2 · Pion blanc sur case noire f2 · Pion blanc sur case blanche g2 · Tour blanche sur case noire a1 · Fou blanc sur case noire c1 · Fou noir sur case blanche d1 · Roi blanc sur case noire e1 · Tour blanche sur case blanche h1 | Tour noire sur case blanche a8 · Dame noire sur case noire d8 · Fou noir sur case noire f8 · Cavalier noir sur case blanche g8 · Tour noire sur case noire h8 · Pion noir sur case noire a7 · Pion noir sur case blanche b7 · Pion noir sur case noire c7 · Roi noir sur case noire e7 · Fou blanc sur case blanche f7 · Pion noir sur case noire g7 · Pion noir sur case blanche h7 · Cavalier noir sur case blanche c6 · Pion noir sur case noire d6 · Cavalier blanc sur case blanche d5 · Cavalier blanc sur case noire e5 · Pion blanc sur case blanche e4 · Pion blanc sur case blanche h3 · Pion blanc sur case blanche a2 · Pion blanc sur case noire b2 · Pion blanc sur case blanche c2 · Pion blanc sur case noire d2 · Pion blanc sur case noire f2 · Pion blanc sur case blanche g2 · Tour blanche sur case noire a1 · Fou blanc sur case noire c1 · Fou noir sur case blanche d1 · Roi blanc sur case noire e1 · Tour blanche sur case blanche h1 | Tour noire sur case blanche a8 · Dame noire sur case noire d8 · Fou noir sur case noire f8 · Cavalier noir sur case blanche g8 · Tour noire sur case noire h8 · Pion noir sur case noire a7 · Pion noir sur case blanche b7 · Pion noir sur case noire c7 · Roi noir sur case noire e7 · Fou blanc sur case blanche f7 · Pion noir sur case noire g7 · Pion noir sur case blanche h7 · Cavalier noir sur case blanche c6 · Pion noir sur case noire d6 · Cavalier blanc sur case blanche d5 · Cavalier blanc sur case noire e5 · Pion blanc sur case blanche e4 · Pion blanc sur case blanche h3 · Pion blanc sur case blanche a2 · Pion blanc sur case noire b2 · Pion blanc sur case blanche c2 · Pion blanc sur case noire d2 · Pion blanc sur case noire f2 · Pion blanc sur case blanche g2 · Tour blanche sur case noire a1 · Fou blanc sur case noire c1 · Fou noir sur case blanche d1 · Roi blanc sur case noire e1 · Tour blanche sur case blanche h1 | Tour noire sur case blanche a8 · Dame noire sur case noire d8 · Fou noir sur case noire f8 · Cavalier noir sur case blanche g8 · Tour noire sur case noire h8 · Pion noir sur case noire a7 · Pion noir sur case blanche b7 · Pion noir sur case noire c7 · Roi noir sur case noire e7 · Fou blanc sur case blanche f7 · Pion noir sur case noire g7 · Pion noir sur case blanche h7 · Cavalier noir sur case blanche c6 · Pion noir sur case noire d6 · Cavalier blanc sur case blanche d5 · Cavalier blanc sur case noire e5 · Pion blanc sur case blanche e4 · Pion blanc sur case blanche h3 · Pion blanc sur case blanche a2 · Pion blanc sur case noire b2 · Pion blanc sur case blanche c2 · Pion blanc sur case noire d2 · Pion blanc sur case noire f2 · Pion blanc sur case blanche g2 · Tour blanche sur case noire a1 · Fou blanc sur case noire c1 · Fou noir sur case blanche d1 · Roi blanc sur case noire e1 · Tour blanche sur case blanche h1 | 1 |
|   | a | b | c | d | e | f | g | h |   |

|   | a | b | c | d | e | f | g | h |   |
| 8 | Cavalier noir sur case noire b8 · Tour blanche sur case noire d8 · Roi noir sur case blanche e8 · Fou noir sur case noire f8 · Tour noire sur case noire h8 · Pion noir sur case noire a7 · Pion noir sur case blanche f7 · Pion noir sur case noire g7 · Pion noir sur case blanche h7 · Dame noire sur case blanche e6 · Pion noir sur case noire e5 · Fou blanc sur case noire g5 · Pion blanc sur case blanche e4 · Pion blanc sur case blanche a2 · Pion blanc sur case noire b2 · Pion blanc sur case blanche c2 · Pion blanc sur case noire f2 · Pion blanc sur case blanche g2 · Pion blanc sur case noire h2 · Roi blanc sur case noire c1 | Cavalier noir sur case noire b8 · Tour blanche sur case noire d8 · Roi noir sur case blanche e8 · Fou noir sur case noire f8 · Tour noire sur case noire h8 · Pion noir sur case noire a7 · Pion noir sur case blanche f7 · Pion noir sur case noire g7 · Pion noir sur case blanche h7 · Dame noire sur case blanche e6 · Pion noir sur case noire e5 · Fou blanc sur case noire g5 · Pion blanc sur case blanche e4 · Pion blanc sur case blanche a2 · Pion blanc sur case noire b2 · Pion blanc sur case blanche c2 · Pion blanc sur case noire f2 · Pion blanc sur case blanche g2 · Pion blanc sur case noire h2 · Roi blanc sur case noire c1 | Cavalier noir sur case noire b8 · Tour blanche sur case noire d8 · Roi noir sur case blanche e8 · Fou noir sur case noire f8 · Tour noire sur case noire h8 · Pion noir sur case noire a7 · Pion noir sur case blanche f7 · Pion noir sur case noire g7 · Pion noir sur case blanche h7 · Dame noire sur case blanche e6 · Pion noir sur case noire e5 · Fou blanc sur case noire g5 · Pion blanc sur case blanche e4 · Pion blanc sur case blanche a2 · Pion blanc sur case noire b2 · Pion blanc sur case blanche c2 · Pion blanc sur case noire f2 · Pion blanc sur case blanche g2 · Pion blanc sur case noire h2 · Roi blanc sur case noire c1 | Cavalier noir sur case noire b8 · Tour blanche sur case noire d8 · Roi noir sur case blanche e8 · Fou noir sur case noire f8 · Tour noire sur case noire h8 · Pion noir sur case noire a7 · Pion noir sur case blanche f7 · Pion noir sur case noire g7 · Pion noir sur case blanche h7 · Dame noire sur case blanche e6 · Pion noir sur case noire e5 · Fou blanc sur case noire g5 · Pion blanc sur case blanche e4 · Pion blanc sur case blanche a2 · Pion blanc sur case noire b2 · Pion blanc sur case blanche c2 · Pion blanc sur case noire f2 · Pion blanc sur case blanche g2 · Pion blanc sur case noire h2 · Roi blanc sur case noire c1 | Cavalier noir sur case noire b8 · Tour blanche sur case noire d8 · Roi noir sur case blanche e8 · Fou noir sur case noire f8 · Tour noire sur case noire h8 · Pion noir sur case noire a7 · Pion noir sur case blanche f7 · Pion noir sur case noire g7 · Pion noir sur case blanche h7 · Dame noire sur case blanche e6 · Pion noir sur case noire e5 · Fou blanc sur case noire g5 · Pion blanc sur case blanche e4 · Pion blanc sur case blanche a2 · Pion blanc sur case noire b2 · Pion blanc sur case blanche c2 · Pion blanc sur case noire f2 · Pion blanc sur case blanche g2 · Pion blanc sur case noire h2 · Roi blanc sur case noire c1 | Cavalier noir sur case noire b8 · Tour blanche sur case noire d8 · Roi noir sur case blanche e8 · Fou noir sur case noire f8 · Tour noire sur case noire h8 · Pion noir sur case noire a7 · Pion noir sur case blanche f7 · Pion noir sur case noire g7 · Pion noir sur case blanche h7 · Dame noire sur case blanche e6 · Pion noir sur case noire e5 · Fou blanc sur case noire g5 · Pion blanc sur case blanche e4 · Pion blanc sur case blanche a2 · Pion blanc sur case noire b2 · Pion blanc sur case blanche c2 · Pion blanc sur case noire f2 · Pion blanc sur case blanche g2 · Pion blanc sur case noire h2 · Roi blanc sur case noire c1 | Cavalier noir sur case noire b8 · Tour blanche sur case noire d8 · Roi noir sur case blanche e8 · Fou noir sur case noire f8 · Tour noire sur case noire h8 · Pion noir sur case noire a7 · Pion noir sur case blanche f7 · Pion noir sur case noire g7 · Pion noir sur case blanche h7 · Dame noire sur case blanche e6 · Pion noir sur case noire e5 · Fou blanc sur case noire g5 · Pion blanc sur case blanche e4 · Pion blanc sur case blanche a2 · Pion blanc sur case noire b2 · Pion blanc sur case blanche c2 · Pion blanc sur case noire f2 · Pion blanc sur case blanche g2 · Pion blanc sur case noire h2 · Roi blanc sur case noire c1 | Cavalier noir sur case noire b8 · Tour blanche sur case noire d8 · Roi noir sur case blanche e8 · Fou noir sur case noire f8 · Tour noire sur case noire h8 · Pion noir sur case noire a7 · Pion noir sur case blanche f7 · Pion noir sur case noire g7 · Pion noir sur case blanche h7 · Dame noire sur case blanche e6 · Pion noir sur case noire e5 · Fou blanc sur case noire g5 · Pion blanc sur case blanche e4 · Pion blanc sur case blanche a2 · Pion blanc sur case noire b2 · Pion blanc sur case blanche c2 · Pion blanc sur case noire f2 · Pion blanc sur case blanche g2 · Pion blanc sur case noire h2 · Roi blanc sur case noire c1 | 8 |
| 7 | Cavalier noir sur case noire b8 · Tour blanche sur case noire d8 · Roi noir sur case blanche e8 · Fou noir sur case noire f8 · Tour noire sur case noire h8 · Pion noir sur case noire a7 · Pion noir sur case blanche f7 · Pion noir sur case noire g7 · Pion noir sur case blanche h7 · Dame noire sur case blanche e6 · Pion noir sur case noire e5 · Fou blanc sur case noire g5 · Pion blanc sur case blanche e4 · Pion blanc sur case blanche a2 · Pion blanc sur case noire b2 · Pion blanc sur case blanche c2 · Pion blanc sur case noire f2 · Pion blanc sur case blanche g2 · Pion blanc sur case noire h2 · Roi blanc sur case noire c1 | Cavalier noir sur case noire b8 · Tour blanche sur case noire d8 · Roi noir sur case blanche e8 · Fou noir sur case noire f8 · Tour noire sur case noire h8 · Pion noir sur case noire a7 · Pion noir sur case blanche f7 · Pion noir sur case noire g7 · Pion noir sur case blanche h7 · Dame noire sur case blanche e6 · Pion noir sur case noire e5 · Fou blanc sur case noire g5 · Pion blanc sur case blanche e4 · Pion blanc sur case blanche a2 · Pion blanc sur case noire b2 · Pion blanc sur case blanche c2 · Pion blanc sur case noire f2 · Pion blanc sur case blanche g2 · Pion blanc sur case noire h2 · Roi blanc sur case noire c1 | Cavalier noir sur case noire b8 · Tour blanche sur case noire d8 · Roi noir sur case blanche e8 · Fou noir sur case noire f8 · Tour noire sur case noire h8 · Pion noir sur case noire a7 · Pion noir sur case blanche f7 · Pion noir sur case noire g7 · Pion noir sur case blanche h7 · Dame noire sur case blanche e6 · Pion noir sur case noire e5 · Fou blanc sur case noire g5 · Pion blanc sur case blanche e4 · Pion blanc sur case blanche a2 · Pion blanc sur case noire b2 · Pion blanc sur case blanche c2 · Pion blanc sur case noire f2 · Pion blanc sur case blanche g2 · Pion blanc sur case noire h2 · Roi blanc sur case noire c1 | Cavalier noir sur case noire b8 · Tour blanche sur case noire d8 · Roi noir sur case blanche e8 · Fou noir sur case noire f8 · Tour noire sur case noire h8 · Pion noir sur case noire a7 · Pion noir sur case blanche f7 · Pion noir sur case noire g7 · Pion noir sur case blanche h7 · Dame noire sur case blanche e6 · Pion noir sur case noire e5 · Fou blanc sur case noire g5 · Pion blanc sur case blanche e4 · Pion blanc sur case blanche a2 · Pion blanc sur case noire b2 · Pion blanc sur case blanche c2 · Pion blanc sur case noire f2 · Pion blanc sur case blanche g2 · Pion blanc sur case noire h2 · Roi blanc sur case noire c1 | Cavalier noir sur case noire b8 · Tour blanche sur case noire d8 · Roi noir sur case blanche e8 · Fou noir sur case noire f8 · Tour noire sur case noire h8 · Pion noir sur case noire a7 · Pion noir sur case blanche f7 · Pion noir sur case noire g7 · Pion noir sur case blanche h7 · Dame noire sur case blanche e6 · Pion noir sur case noire e5 · Fou blanc sur case noire g5 · Pion blanc sur case blanche e4 · Pion blanc sur case blanche a2 · Pion blanc sur case noire b2 · Pion blanc sur case blanche c2 · Pion blanc sur case noire f2 · Pion blanc sur case blanche g2 · Pion blanc sur case noire h2 · Roi blanc sur case noire c1 | Cavalier noir sur case noire b8 · Tour blanche sur case noire d8 · Roi noir sur case blanche e8 · Fou noir sur case noire f8 · Tour noire sur case noire h8 · Pion noir sur case noire a7 · Pion noir sur case blanche f7 · Pion noir sur case noire g7 · Pion noir sur case blanche h7 · Dame noire sur case blanche e6 · Pion noir sur case noire e5 · Fou blanc sur case noire g5 · Pion blanc sur case blanche e4 · Pion blanc sur case blanche a2 · Pion blanc sur case noire b2 · Pion blanc sur case blanche c2 · Pion blanc sur case noire f2 · Pion blanc sur case blanche g2 · Pion blanc sur case noire h2 · Roi blanc sur case noire c1 | Cavalier noir sur case noire b8 · Tour blanche sur case noire d8 · Roi noir sur case blanche e8 · Fou noir sur case noire f8 · Tour noire sur case noire h8 · Pion noir sur case noire a7 · Pion noir sur case blanche f7 · Pion noir sur case noire g7 · Pion noir sur case blanche h7 · Dame noire sur case blanche e6 · Pion noir sur case noire e5 · Fou blanc sur case noire g5 · Pion blanc sur case blanche e4 · Pion blanc sur case blanche a2 · Pion blanc sur case noire b2 · Pion blanc sur case blanche c2 · Pion blanc sur case noire f2 · Pion blanc sur case blanche g2 · Pion blanc sur case noire h2 · Roi blanc sur case noire c1 | Cavalier noir sur case noire b8 · Tour blanche sur case noire d8 · Roi noir sur case blanche e8 · Fou noir sur case noire f8 · Tour noire sur case noire h8 · Pion noir sur case noire a7 · Pion noir sur case blanche f7 · Pion noir sur case noire g7 · Pion noir sur case blanche h7 · Dame noire sur case blanche e6 · Pion noir sur case noire e5 · Fou blanc sur case noire g5 · Pion blanc sur case blanche e4 · Pion blanc sur case blanche a2 · Pion blanc sur case noire b2 · Pion blanc sur case blanche c2 · Pion blanc sur case noire f2 · Pion blanc sur case blanche g2 · Pion blanc sur case noire h2 · Roi blanc sur case noire c1 | 7 |
| 6 | Cavalier noir sur case noire b8 · Tour blanche sur case noire d8 · Roi noir sur case blanche e8 · Fou noir sur case noire f8 · Tour noire sur case noire h8 · Pion noir sur case noire a7 · Pion noir sur case blanche f7 · Pion noir sur case noire g7 · Pion noir sur case blanche h7 · Dame noire sur case blanche e6 · Pion noir sur case noire e5 · Fou blanc sur case noire g5 · Pion blanc sur case blanche e4 · Pion blanc sur case blanche a2 · Pion blanc sur case noire b2 · Pion blanc sur case blanche c2 · Pion blanc sur case noire f2 · Pion blanc sur case blanche g2 · Pion blanc sur case noire h2 · Roi blanc sur case noire c1 | Cavalier noir sur case noire b8 · Tour blanche sur case noire d8 · Roi noir sur case blanche e8 · Fou noir sur case noire f8 · Tour noire sur case noire h8 · Pion noir sur case noire a7 · Pion noir sur case blanche f7 · Pion noir sur case noire g7 · Pion noir sur case blanche h7 · Dame noire sur case blanche e6 · Pion noir sur case noire e5 · Fou blanc sur case noire g5 · Pion blanc sur case blanche e4 · Pion blanc sur case blanche a2 · Pion blanc sur case noire b2 · Pion blanc sur case blanche c2 · Pion blanc sur case noire f2 · Pion blanc sur case blanche g2 · Pion blanc sur case noire h2 · Roi blanc sur case noire c1 | Cavalier noir sur case noire b8 · Tour blanche sur case noire d8 · Roi noir sur case blanche e8 · Fou noir sur case noire f8 · Tour noire sur case noire h8 · Pion noir sur case noire a7 · Pion noir sur case blanche f7 · Pion noir sur case noire g7 · Pion noir sur case blanche h7 · Dame noire sur case blanche e6 · Pion noir sur case noire e5 · Fou blanc sur case noire g5 · Pion blanc sur case blanche e4 · Pion blanc sur case blanche a2 · Pion blanc sur case noire b2 · Pion blanc sur case blanche c2 · Pion blanc sur case noire f2 · Pion blanc sur case blanche g2 · Pion blanc sur case noire h2 · Roi blanc sur case noire c1 | Cavalier noir sur case noire b8 · Tour blanche sur case noire d8 · Roi noir sur case blanche e8 · Fou noir sur case noire f8 · Tour noire sur case noire h8 · Pion noir sur case noire a7 · Pion noir sur case blanche f7 · Pion noir sur case noire g7 · Pion noir sur case blanche h7 · Dame noire sur case blanche e6 · Pion noir sur case noire e5 · Fou blanc sur case noire g5 · Pion blanc sur case blanche e4 · Pion blanc sur case blanche a2 · Pion blanc sur case noire b2 · Pion blanc sur case blanche c2 · Pion blanc sur case noire f2 · Pion blanc sur case blanche g2 · Pion blanc sur case noire h2 · Roi blanc sur case noire c1 | Cavalier noir sur case noire b8 · Tour blanche sur case noire d8 · Roi noir sur case blanche e8 · Fou noir sur case noire f8 · Tour noire sur case noire h8 · Pion noir sur case noire a7 · Pion noir sur case blanche f7 · Pion noir sur case noire g7 · Pion noir sur case blanche h7 · Dame noire sur case blanche e6 · Pion noir sur case noire e5 · Fou blanc sur case noire g5 · Pion blanc sur case blanche e4 · Pion blanc sur case blanche a2 · Pion blanc sur case noire b2 · Pion blanc sur case blanche c2 · Pion blanc sur case noire f2 · Pion blanc sur case blanche g2 · Pion blanc sur case noire h2 · Roi blanc sur case noire c1 | Cavalier noir sur case noire b8 · Tour blanche sur case noire d8 · Roi noir sur case blanche e8 · Fou noir sur case noire f8 · Tour noire sur case noire h8 · Pion noir sur case noire a7 · Pion noir sur case blanche f7 · Pion noir sur case noire g7 · Pion noir sur case blanche h7 · Dame noire sur case blanche e6 · Pion noir sur case noire e5 · Fou blanc sur case noire g5 · Pion blanc sur case blanche e4 · Pion blanc sur case blanche a2 · Pion blanc sur case noire b2 · Pion blanc sur case blanche c2 · Pion blanc sur case noire f2 · Pion blanc sur case blanche g2 · Pion blanc sur case noire h2 · Roi blanc sur case noire c1 | Cavalier noir sur case noire b8 · Tour blanche sur case noire d8 · Roi noir sur case blanche e8 · Fou noir sur case noire f8 · Tour noire sur case noire h8 · Pion noir sur case noire a7 · Pion noir sur case blanche f7 · Pion noir sur case noire g7 · Pion noir sur case blanche h7 · Dame noire sur case blanche e6 · Pion noir sur case noire e5 · Fou blanc sur case noire g5 · Pion blanc sur case blanche e4 · Pion blanc sur case blanche a2 · Pion blanc sur case noire b2 · Pion blanc sur case blanche c2 · Pion blanc sur case noire f2 · Pion blanc sur case blanche g2 · Pion blanc sur case noire h2 · Roi blanc sur case noire c1 | Cavalier noir sur case noire b8 · Tour blanche sur case noire d8 · Roi noir sur case blanche e8 · Fou noir sur case noire f8 · Tour noire sur case noire h8 · Pion noir sur case noire a7 · Pion noir sur case blanche f7 · Pion noir sur case noire g7 · Pion noir sur case blanche h7 · Dame noire sur case blanche e6 · Pion noir sur case noire e5 · Fou blanc sur case noire g5 · Pion blanc sur case blanche e4 · Pion blanc sur case blanche a2 · Pion blanc sur case noire b2 · Pion blanc sur case blanche c2 · Pion blanc sur case noire f2 · Pion blanc sur case blanche g2 · Pion blanc sur case noire h2 · Roi blanc sur case noire c1 | 6 |
| 5 | Cavalier noir sur case noire b8 · Tour blanche sur case noire d8 · Roi noir sur case blanche e8 · Fou noir sur case noire f8 · Tour noire sur case noire h8 · Pion noir sur case noire a7 · Pion noir sur case blanche f7 · Pion noir sur case noire g7 · Pion noir sur case blanche h7 · Dame noire sur case blanche e6 · Pion noir sur case noire e5 · Fou blanc sur case noire g5 · Pion blanc sur case blanche e4 · Pion blanc sur case blanche a2 · Pion blanc sur case noire b2 · Pion blanc sur case blanche c2 · Pion blanc sur case noire f2 · Pion blanc sur case blanche g2 · Pion blanc sur case noire h2 · Roi blanc sur case noire c1 | Cavalier noir sur case noire b8 · Tour blanche sur case noire d8 · Roi noir sur case blanche e8 · Fou noir sur case noire f8 · Tour noire sur case noire h8 · Pion noir sur case noire a7 · Pion noir sur case blanche f7 · Pion noir sur case noire g7 · Pion noir sur case blanche h7 · Dame noire sur case blanche e6 · Pion noir sur case noire e5 · Fou blanc sur case noire g5 · Pion blanc sur case blanche e4 · Pion blanc sur case blanche a2 · Pion blanc sur case noire b2 · Pion blanc sur case blanche c2 · Pion blanc sur case noire f2 · Pion blanc sur case blanche g2 · Pion blanc sur case noire h2 · Roi blanc sur case noire c1 | Cavalier noir sur case noire b8 · Tour blanche sur case noire d8 · Roi noir sur case blanche e8 · Fou noir sur case noire f8 · Tour noire sur case noire h8 · Pion noir sur case noire a7 · Pion noir sur case blanche f7 · Pion noir sur case noire g7 · Pion noir sur case blanche h7 · Dame noire sur case blanche e6 · Pion noir sur case noire e5 · Fou blanc sur case noire g5 · Pion blanc sur case blanche e4 · Pion blanc sur case blanche a2 · Pion blanc sur case noire b2 · Pion blanc sur case blanche c2 · Pion blanc sur case noire f2 · Pion blanc sur case blanche g2 · Pion blanc sur case noire h2 · Roi blanc sur case noire c1 | Cavalier noir sur case noire b8 · Tour blanche sur case noire d8 · Roi noir sur case blanche e8 · Fou noir sur case noire f8 · Tour noire sur case noire h8 · Pion noir sur case noire a7 · Pion noir sur case blanche f7 · Pion noir sur case noire g7 · Pion noir sur case blanche h7 · Dame noire sur case blanche e6 · Pion noir sur case noire e5 · Fou blanc sur case noire g5 · Pion blanc sur case blanche e4 · Pion blanc sur case blanche a2 · Pion blanc sur case noire b2 · Pion blanc sur case blanche c2 · Pion blanc sur case noire f2 · Pion blanc sur case blanche g2 · Pion blanc sur case noire h2 · Roi blanc sur case noire c1 | Cavalier noir sur case noire b8 · Tour blanche sur case noire d8 · Roi noir sur case blanche e8 · Fou noir sur case noire f8 · Tour noire sur case noire h8 · Pion noir sur case noire a7 · Pion noir sur case blanche f7 · Pion noir sur case noire g7 · Pion noir sur case blanche h7 · Dame noire sur case blanche e6 · Pion noir sur case noire e5 · Fou blanc sur case noire g5 · Pion blanc sur case blanche e4 · Pion blanc sur case blanche a2 · Pion blanc sur case noire b2 · Pion blanc sur case blanche c2 · Pion blanc sur case noire f2 · Pion blanc sur case blanche g2 · Pion blanc sur case noire h2 · Roi blanc sur case noire c1 | Cavalier noir sur case noire b8 · Tour blanche sur case noire d8 · Roi noir sur case blanche e8 · Fou noir sur case noire f8 · Tour noire sur case noire h8 · Pion noir sur case noire a7 · Pion noir sur case blanche f7 · Pion noir sur case noire g7 · Pion noir sur case blanche h7 · Dame noire sur case blanche e6 · Pion noir sur case noire e5 · Fou blanc sur case noire g5 · Pion blanc sur case blanche e4 · Pion blanc sur case blanche a2 · Pion blanc sur case noire b2 · Pion blanc sur case blanche c2 · Pion blanc sur case noire f2 · Pion blanc sur case blanche g2 · Pion blanc sur case noire h2 · Roi blanc sur case noire c1 | Cavalier noir sur case noire b8 · Tour blanche sur case noire d8 · Roi noir sur case blanche e8 · Fou noir sur case noire f8 · Tour noire sur case noire h8 · Pion noir sur case noire a7 · Pion noir sur case blanche f7 · Pion noir sur case noire g7 · Pion noir sur case blanche h7 · Dame noire sur case blanche e6 · Pion noir sur case noire e5 · Fou blanc sur case noire g5 · Pion blanc sur case blanche e4 · Pion blanc sur case blanche a2 · Pion blanc sur case noire b2 · Pion blanc sur case blanche c2 · Pion blanc sur case noire f2 · Pion blanc sur case blanche g2 · Pion blanc sur case noire h2 · Roi blanc sur case noire c1 | Cavalier noir sur case noire b8 · Tour blanche sur case noire d8 · Roi noir sur case blanche e8 · Fou noir sur case noire f8 · Tour noire sur case noire h8 · Pion noir sur case noire a7 · Pion noir sur case blanche f7 · Pion noir sur case noire g7 · Pion noir sur case blanche h7 · Dame noire sur case blanche e6 · Pion noir sur case noire e5 · Fou blanc sur case noire g5 · Pion blanc sur case blanche e4 · Pion blanc sur case blanche a2 · Pion blanc sur case noire b2 · Pion blanc sur case blanche c2 · Pion blanc sur case noire f2 · Pion blanc sur case blanche g2 · Pion blanc sur case noire h2 · Roi blanc sur case noire c1 | 5 |
| 4 | Cavalier noir sur case noire b8 · Tour blanche sur case noire d8 · Roi noir sur case blanche e8 · Fou noir sur case noire f8 · Tour noire sur case noire h8 · Pion noir sur case noire a7 · Pion noir sur case blanche f7 · Pion noir sur case noire g7 · Pion noir sur case blanche h7 · Dame noire sur case blanche e6 · Pion noir sur case noire e5 · Fou blanc sur case noire g5 · Pion blanc sur case blanche e4 · Pion blanc sur case blanche a2 · Pion blanc sur case noire b2 · Pion blanc sur case blanche c2 · Pion blanc sur case noire f2 · Pion blanc sur case blanche g2 · Pion blanc sur case noire h2 · Roi blanc sur case noire c1 | Cavalier noir sur case noire b8 · Tour blanche sur case noire d8 · Roi noir sur case blanche e8 · Fou noir sur case noire f8 · Tour noire sur case noire h8 · Pion noir sur case noire a7 · Pion noir sur case blanche f7 · Pion noir sur case noire g7 · Pion noir sur case blanche h7 · Dame noire sur case blanche e6 · Pion noir sur case noire e5 · Fou blanc sur case noire g5 · Pion blanc sur case blanche e4 · Pion blanc sur case blanche a2 · Pion blanc sur case noire b2 · Pion blanc sur case blanche c2 · Pion blanc sur case noire f2 · Pion blanc sur case blanche g2 · Pion blanc sur case noire h2 · Roi blanc sur case noire c1 | Cavalier noir sur case noire b8 · Tour blanche sur case noire d8 · Roi noir sur case blanche e8 · Fou noir sur case noire f8 · Tour noire sur case noire h8 · Pion noir sur case noire a7 · Pion noir sur case blanche f7 · Pion noir sur case noire g7 · Pion noir sur case blanche h7 · Dame noire sur case blanche e6 · Pion noir sur case noire e5 · Fou blanc sur case noire g5 · Pion blanc sur case blanche e4 · Pion blanc sur case blanche a2 · Pion blanc sur case noire b2 · Pion blanc sur case blanche c2 · Pion blanc sur case noire f2 · Pion blanc sur case blanche g2 · Pion blanc sur case noire h2 · Roi blanc sur case noire c1 | Cavalier noir sur case noire b8 · Tour blanche sur case noire d8 · Roi noir sur case blanche e8 · Fou noir sur case noire f8 · Tour noire sur case noire h8 · Pion noir sur case noire a7 · Pion noir sur case blanche f7 · Pion noir sur case noire g7 · Pion noir sur case blanche h7 · Dame noire sur case blanche e6 · Pion noir sur case noire e5 · Fou blanc sur case noire g5 · Pion blanc sur case blanche e4 · Pion blanc sur case blanche a2 · Pion blanc sur case noire b2 · Pion blanc sur case blanche c2 · Pion blanc sur case noire f2 · Pion blanc sur case blanche g2 · Pion blanc sur case noire h2 · Roi blanc sur case noire c1 | Cavalier noir sur case noire b8 · Tour blanche sur case noire d8 · Roi noir sur case blanche e8 · Fou noir sur case noire f8 · Tour noire sur case noire h8 · Pion noir sur case noire a7 · Pion noir sur case blanche f7 · Pion noir sur case noire g7 · Pion noir sur case blanche h7 · Dame noire sur case blanche e6 · Pion noir sur case noire e5 · Fou blanc sur case noire g5 · Pion blanc sur case blanche e4 · Pion blanc sur case blanche a2 · Pion blanc sur case noire b2 · Pion blanc sur case blanche c2 · Pion blanc sur case noire f2 · Pion blanc sur case blanche g2 · Pion blanc sur case noire h2 · Roi blanc sur case noire c1 | Cavalier noir sur case noire b8 · Tour blanche sur case noire d8 · Roi noir sur case blanche e8 · Fou noir sur case noire f8 · Tour noire sur case noire h8 · Pion noir sur case noire a7 · Pion noir sur case blanche f7 · Pion noir sur case noire g7 · Pion noir sur case blanche h7 · Dame noire sur case blanche e6 · Pion noir sur case noire e5 · Fou blanc sur case noire g5 · Pion blanc sur case blanche e4 · Pion blanc sur case blanche a2 · Pion blanc sur case noire b2 · Pion blanc sur case blanche c2 · Pion blanc sur case noire f2 · Pion blanc sur case blanche g2 · Pion blanc sur case noire h2 · Roi blanc sur case noire c1 | Cavalier noir sur case noire b8 · Tour blanche sur case noire d8 · Roi noir sur case blanche e8 · Fou noir sur case noire f8 · Tour noire sur case noire h8 · Pion noir sur case noire a7 · Pion noir sur case blanche f7 · Pion noir sur case noire g7 · Pion noir sur case blanche h7 · Dame noire sur case blanche e6 · Pion noir sur case noire e5 · Fou blanc sur case noire g5 · Pion blanc sur case blanche e4 · Pion blanc sur case blanche a2 · Pion blanc sur case noire b2 · Pion blanc sur case blanche c2 · Pion blanc sur case noire f2 · Pion blanc sur case blanche g2 · Pion blanc sur case noire h2 · Roi blanc sur case noire c1 | Cavalier noir sur case noire b8 · Tour blanche sur case noire d8 · Roi noir sur case blanche e8 · Fou noir sur case noire f8 · Tour noire sur case noire h8 · Pion noir sur case noire a7 · Pion noir sur case blanche f7 · Pion noir sur case noire g7 · Pion noir sur case blanche h7 · Dame noire sur case blanche e6 · Pion noir sur case noire e5 · Fou blanc sur case noire g5 · Pion blanc sur case blanche e4 · Pion blanc sur case blanche a2 · Pion blanc sur case noire b2 · Pion blanc sur case blanche c2 · Pion blanc sur case noire f2 · Pion blanc sur case blanche g2 · Pion blanc sur case noire h2 · Roi blanc sur case noire c1 | 4 |
| 3 | Cavalier noir sur case noire b8 · Tour blanche sur case noire d8 · Roi noir sur case blanche e8 · Fou noir sur case noire f8 · Tour noire sur case noire h8 · Pion noir sur case noire a7 · Pion noir sur case blanche f7 · Pion noir sur case noire g7 · Pion noir sur case blanche h7 · Dame noire sur case blanche e6 · Pion noir sur case noire e5 · Fou blanc sur case noire g5 · Pion blanc sur case blanche e4 · Pion blanc sur case blanche a2 · Pion blanc sur case noire b2 · Pion blanc sur case blanche c2 · Pion blanc sur case noire f2 · Pion blanc sur case blanche g2 · Pion blanc sur case noire h2 · Roi blanc sur case noire c1 | Cavalier noir sur case noire b8 · Tour blanche sur case noire d8 · Roi noir sur case blanche e8 · Fou noir sur case noire f8 · Tour noire sur case noire h8 · Pion noir sur case noire a7 · Pion noir sur case blanche f7 · Pion noir sur case noire g7 · Pion noir sur case blanche h7 · Dame noire sur case blanche e6 · Pion noir sur case noire e5 · Fou blanc sur case noire g5 · Pion blanc sur case blanche e4 · Pion blanc sur case blanche a2 · Pion blanc sur case noire b2 · Pion blanc sur case blanche c2 · Pion blanc sur case noire f2 · Pion blanc sur case blanche g2 · Pion blanc sur case noire h2 · Roi blanc sur case noire c1 | Cavalier noir sur case noire b8 · Tour blanche sur case noire d8 · Roi noir sur case blanche e8 · Fou noir sur case noire f8 · Tour noire sur case noire h8 · Pion noir sur case noire a7 · Pion noir sur case blanche f7 · Pion noir sur case noire g7 · Pion noir sur case blanche h7 · Dame noire sur case blanche e6 · Pion noir sur case noire e5 · Fou blanc sur case noire g5 · Pion blanc sur case blanche e4 · Pion blanc sur case blanche a2 · Pion blanc sur case noire b2 · Pion blanc sur case blanche c2 · Pion blanc sur case noire f2 · Pion blanc sur case blanche g2 · Pion blanc sur case noire h2 · Roi blanc sur case noire c1 | Cavalier noir sur case noire b8 · Tour blanche sur case noire d8 · Roi noir sur case blanche e8 · Fou noir sur case noire f8 · Tour noire sur case noire h8 · Pion noir sur case noire a7 · Pion noir sur case blanche f7 · Pion noir sur case noire g7 · Pion noir sur case blanche h7 · Dame noire sur case blanche e6 · Pion noir sur case noire e5 · Fou blanc sur case noire g5 · Pion blanc sur case blanche e4 · Pion blanc sur case blanche a2 · Pion blanc sur case noire b2 · Pion blanc sur case blanche c2 · Pion blanc sur case noire f2 · Pion blanc sur case blanche g2 · Pion blanc sur case noire h2 · Roi blanc sur case noire c1 | Cavalier noir sur case noire b8 · Tour blanche sur case noire d8 · Roi noir sur case blanche e8 · Fou noir sur case noire f8 · Tour noire sur case noire h8 · Pion noir sur case noire a7 · Pion noir sur case blanche f7 · Pion noir sur case noire g7 · Pion noir sur case blanche h7 · Dame noire sur case blanche e6 · Pion noir sur case noire e5 · Fou blanc sur case noire g5 · Pion blanc sur case blanche e4 · Pion blanc sur case blanche a2 · Pion blanc sur case noire b2 · Pion blanc sur case blanche c2 · Pion blanc sur case noire f2 · Pion blanc sur case blanche g2 · Pion blanc sur case noire h2 · Roi blanc sur case noire c1 | Cavalier noir sur case noire b8 · Tour blanche sur case noire d8 · Roi noir sur case blanche e8 · Fou noir sur case noire f8 · Tour noire sur case noire h8 · Pion noir sur case noire a7 · Pion noir sur case blanche f7 · Pion noir sur case noire g7 · Pion noir sur case blanche h7 · Dame noire sur case blanche e6 · Pion noir sur case noire e5 · Fou blanc sur case noire g5 · Pion blanc sur case blanche e4 · Pion blanc sur case blanche a2 · Pion blanc sur case noire b2 · Pion blanc sur case blanche c2 · Pion blanc sur case noire f2 · Pion blanc sur case blanche g2 · Pion blanc sur case noire h2 · Roi blanc sur case noire c1 | Cavalier noir sur case noire b8 · Tour blanche sur case noire d8 · Roi noir sur case blanche e8 · Fou noir sur case noire f8 · Tour noire sur case noire h8 · Pion noir sur case noire a7 · Pion noir sur case blanche f7 · Pion noir sur case noire g7 · Pion noir sur case blanche h7 · Dame noire sur case blanche e6 · Pion noir sur case noire e5 · Fou blanc sur case noire g5 · Pion blanc sur case blanche e4 · Pion blanc sur case blanche a2 · Pion blanc sur case noire b2 · Pion blanc sur case blanche c2 · Pion blanc sur case noire f2 · Pion blanc sur case blanche g2 · Pion blanc sur case noire h2 · Roi blanc sur case noire c1 | Cavalier noir sur case noire b8 · Tour blanche sur case noire d8 · Roi noir sur case blanche e8 · Fou noir sur case noire f8 · Tour noire sur case noire h8 · Pion noir sur case noire a7 · Pion noir sur case blanche f7 · Pion noir sur case noire g7 · Pion noir sur case blanche h7 · Dame noire sur case blanche e6 · Pion noir sur case noire e5 · Fou blanc sur case noire g5 · Pion blanc sur case blanche e4 · Pion blanc sur case blanche a2 · Pion blanc sur case noire b2 · Pion blanc sur case blanche c2 · Pion blanc sur case noire f2 · Pion blanc sur case blanche g2 · Pion blanc sur case noire h2 · Roi blanc sur case noire c1 | 3 |
| 2 | Cavalier noir sur case noire b8 · Tour blanche sur case noire d8 · Roi noir sur case blanche e8 · Fou noir sur case noire f8 · Tour noire sur case noire h8 · Pion noir sur case noire a7 · Pion noir sur case blanche f7 · Pion noir sur case noire g7 · Pion noir sur case blanche h7 · Dame noire sur case blanche e6 · Pion noir sur case noire e5 · Fou blanc sur case noire g5 · Pion blanc sur case blanche e4 · Pion blanc sur case blanche a2 · Pion blanc sur case noire b2 · Pion blanc sur case blanche c2 · Pion blanc sur case noire f2 · Pion blanc sur case blanche g2 · Pion blanc sur case noire h2 · Roi blanc sur case noire c1 | Cavalier noir sur case noire b8 · Tour blanche sur case noire d8 · Roi noir sur case blanche e8 · Fou noir sur case noire f8 · Tour noire sur case noire h8 · Pion noir sur case noire a7 · Pion noir sur case blanche f7 · Pion noir sur case noire g7 · Pion noir sur case blanche h7 · Dame noire sur case blanche e6 · Pion noir sur case noire e5 · Fou blanc sur case noire g5 · Pion blanc sur case blanche e4 · Pion blanc sur case blanche a2 · Pion blanc sur case noire b2 · Pion blanc sur case blanche c2 · Pion blanc sur case noire f2 · Pion blanc sur case blanche g2 · Pion blanc sur case noire h2 · Roi blanc sur case noire c1 | Cavalier noir sur case noire b8 · Tour blanche sur case noire d8 · Roi noir sur case blanche e8 · Fou noir sur case noire f8 · Tour noire sur case noire h8 · Pion noir sur case noire a7 · Pion noir sur case blanche f7 · Pion noir sur case noire g7 · Pion noir sur case blanche h7 · Dame noire sur case blanche e6 · Pion noir sur case noire e5 · Fou blanc sur case noire g5 · Pion blanc sur case blanche e4 · Pion blanc sur case blanche a2 · Pion blanc sur case noire b2 · Pion blanc sur case blanche c2 · Pion blanc sur case noire f2 · Pion blanc sur case blanche g2 · Pion blanc sur case noire h2 · Roi blanc sur case noire c1 | Cavalier noir sur case noire b8 · Tour blanche sur case noire d8 · Roi noir sur case blanche e8 · Fou noir sur case noire f8 · Tour noire sur case noire h8 · Pion noir sur case noire a7 · Pion noir sur case blanche f7 · Pion noir sur case noire g7 · Pion noir sur case blanche h7 · Dame noire sur case blanche e6 · Pion noir sur case noire e5 · Fou blanc sur case noire g5 · Pion blanc sur case blanche e4 · Pion blanc sur case blanche a2 · Pion blanc sur case noire b2 · Pion blanc sur case blanche c2 · Pion blanc sur case noire f2 · Pion blanc sur case blanche g2 · Pion blanc sur case noire h2 · Roi blanc sur case noire c1 | Cavalier noir sur case noire b8 · Tour blanche sur case noire d8 · Roi noir sur case blanche e8 · Fou noir sur case noire f8 · Tour noire sur case noire h8 · Pion noir sur case noire a7 · Pion noir sur case blanche f7 · Pion noir sur case noire g7 · Pion noir sur case blanche h7 · Dame noire sur case blanche e6 · Pion noir sur case noire e5 · Fou blanc sur case noire g5 · Pion blanc sur case blanche e4 · Pion blanc sur case blanche a2 · Pion blanc sur case noire b2 · Pion blanc sur case blanche c2 · Pion blanc sur case noire f2 · Pion blanc sur case blanche g2 · Pion blanc sur case noire h2 · Roi blanc sur case noire c1 | Cavalier noir sur case noire b8 · Tour blanche sur case noire d8 · Roi noir sur case blanche e8 · Fou noir sur case noire f8 · Tour noire sur case noire h8 · Pion noir sur case noire a7 · Pion noir sur case blanche f7 · Pion noir sur case noire g7 · Pion noir sur case blanche h7 · Dame noire sur case blanche e6 · Pion noir sur case noire e5 · Fou blanc sur case noire g5 · Pion blanc sur case blanche e4 · Pion blanc sur case blanche a2 · Pion blanc sur case noire b2 · Pion blanc sur case blanche c2 · Pion blanc sur case noire f2 · Pion blanc sur case blanche g2 · Pion blanc sur case noire h2 · Roi blanc sur case noire c1 | Cavalier noir sur case noire b8 · Tour blanche sur case noire d8 · Roi noir sur case blanche e8 · Fou noir sur case noire f8 · Tour noire sur case noire h8 · Pion noir sur case noire a7 · Pion noir sur case blanche f7 · Pion noir sur case noire g7 · Pion noir sur case blanche h7 · Dame noire sur case blanche e6 · Pion noir sur case noire e5 · Fou blanc sur case noire g5 · Pion blanc sur case blanche e4 · Pion blanc sur case blanche a2 · Pion blanc sur case noire b2 · Pion blanc sur case blanche c2 · Pion blanc sur case noire f2 · Pion blanc sur case blanche g2 · Pion blanc sur case noire h2 · Roi blanc sur case noire c1 | Cavalier noir sur case noire b8 · Tour blanche sur case noire d8 · Roi noir sur case blanche e8 · Fou noir sur case noire f8 · Tour noire sur case noire h8 · Pion noir sur case noire a7 · Pion noir sur case blanche f7 · Pion noir sur case noire g7 · Pion noir sur case blanche h7 · Dame noire sur case blanche e6 · Pion noir sur case noire e5 · Fou blanc sur case noire g5 · Pion blanc sur case blanche e4 · Pion blanc sur case blanche a2 · Pion blanc sur case noire b2 · Pion blanc sur case blanche c2 · Pion blanc sur case noire f2 · Pion blanc sur case blanche g2 · Pion blanc sur case noire h2 · Roi blanc sur case noire c1 | 2 |
| 1 | Cavalier noir sur case noire b8 · Tour blanche sur case noire d8 · Roi noir sur case blanche e8 · Fou noir sur case noire f8 · Tour noire sur case noire h8 · Pion noir sur case noire a7 · Pion noir sur case blanche f7 · Pion noir sur case noire g7 · Pion noir sur case blanche h7 · Dame noire sur case blanche e6 · Pion noir sur case noire e5 · Fou blanc sur case noire g5 · Pion blanc sur case blanche e4 · Pion blanc sur case blanche a2 · Pion blanc sur case noire b2 · Pion blanc sur case blanche c2 · Pion blanc sur case noire f2 · Pion blanc sur case blanche g2 · Pion blanc sur case noire h2 · Roi blanc sur case noire c1 | Cavalier noir sur case noire b8 · Tour blanche sur case noire d8 · Roi noir sur case blanche e8 · Fou noir sur case noire f8 · Tour noire sur case noire h8 · Pion noir sur case noire a7 · Pion noir sur case blanche f7 · Pion noir sur case noire g7 · Pion noir sur case blanche h7 · Dame noire sur case blanche e6 · Pion noir sur case noire e5 · Fou blanc sur case noire g5 · Pion blanc sur case blanche e4 · Pion blanc sur case blanche a2 · Pion blanc sur case noire b2 · Pion blanc sur case blanche c2 · Pion blanc sur case noire f2 · Pion blanc sur case blanche g2 · Pion blanc sur case noire h2 · Roi blanc sur case noire c1 | Cavalier noir sur case noire b8 · Tour blanche sur case noire d8 · Roi noir sur case blanche e8 · Fou noir sur case noire f8 · Tour noire sur case noire h8 · Pion noir sur case noire a7 · Pion noir sur case blanche f7 · Pion noir sur case noire g7 · Pion noir sur case blanche h7 · Dame noire sur case blanche e6 · Pion noir sur case noire e5 · Fou blanc sur case noire g5 · Pion blanc sur case blanche e4 · Pion blanc sur case blanche a2 · Pion blanc sur case noire b2 · Pion blanc sur case blanche c2 · Pion blanc sur case noire f2 · Pion blanc sur case blanche g2 · Pion blanc sur case noire h2 · Roi blanc sur case noire c1 | Cavalier noir sur case noire b8 · Tour blanche sur case noire d8 · Roi noir sur case blanche e8 · Fou noir sur case noire f8 · Tour noire sur case noire h8 · Pion noir sur case noire a7 · Pion noir sur case blanche f7 · Pion noir sur case noire g7 · Pion noir sur case blanche h7 · Dame noire sur case blanche e6 · Pion noir sur case noire e5 · Fou blanc sur case noire g5 · Pion blanc sur case blanche e4 · Pion blanc sur case blanche a2 · Pion blanc sur case noire b2 · Pion blanc sur case blanche c2 · Pion blanc sur case noire f2 · Pion blanc sur case blanche g2 · Pion blanc sur case noire h2 · Roi blanc sur case noire c1 | Cavalier noir sur case noire b8 · Tour blanche sur case noire d8 · Roi noir sur case blanche e8 · Fou noir sur case noire f8 · Tour noire sur case noire h8 · Pion noir sur case noire a7 · Pion noir sur case blanche f7 · Pion noir sur case noire g7 · Pion noir sur case blanche h7 · Dame noire sur case blanche e6 · Pion noir sur case noire e5 · Fou blanc sur case noire g5 · Pion blanc sur case blanche e4 · Pion blanc sur case blanche a2 · Pion blanc sur case noire b2 · Pion blanc sur case blanche c2 · Pion blanc sur case noire f2 · Pion blanc sur case blanche g2 · Pion blanc sur case noire h2 · Roi blanc sur case noire c1 | Cavalier noir sur case noire b8 · Tour blanche sur case noire d8 · Roi noir sur case blanche e8 · Fou noir sur case noire f8 · Tour noire sur case noire h8 · Pion noir sur case noire a7 · Pion noir sur case blanche f7 · Pion noir sur case noire g7 · Pion noir sur case blanche h7 · Dame noire sur case blanche e6 · Pion noir sur case noire e5 · Fou blanc sur case noire g5 · Pion blanc sur case blanche e4 · Pion blanc sur case blanche a2 · Pion blanc sur case noire b2 · Pion blanc sur case blanche c2 · Pion blanc sur case noire f2 · Pion blanc sur case blanche g2 · Pion blanc sur case noire h2 · Roi blanc sur case noire c1 | Cavalier noir sur case noire b8 · Tour blanche sur case noire d8 · Roi noir sur case blanche e8 · Fou noir sur case noire f8 · Tour noire sur case noire h8 · Pion noir sur case noire a7 · Pion noir sur case blanche f7 · Pion noir sur case noire g7 · Pion noir sur case blanche h7 · Dame noire sur case blanche e6 · Pion noir sur case noire e5 · Fou blanc sur case noire g5 · Pion blanc sur case blanche e4 · Pion blanc sur case blanche a2 · Pion blanc sur case noire b2 · Pion blanc sur case blanche c2 · Pion blanc sur case noire f2 · Pion blanc sur case blanche g2 · Pion blanc sur case noire h2 · Roi blanc sur case noire c1 | Cavalier noir sur case noire b8 · Tour blanche sur case noire d8 · Roi noir sur case blanche e8 · Fou noir sur case noire f8 · Tour noire sur case noire h8 · Pion noir sur case noire a7 · Pion noir sur case blanche f7 · Pion noir sur case noire g7 · Pion noir sur case blanche h7 · Dame noire sur case blanche e6 · Pion noir sur case noire e5 · Fou blanc sur case noire g5 · Pion blanc sur case blanche e4 · Pion blanc sur case blanche a2 · Pion blanc sur case noire b2 · Pion blanc sur case blanche c2 · Pion blanc sur case noire f2 · Pion blanc sur case blanche g2 · Pion blanc sur case noire h2 · Roi blanc sur case noire c1 | 1 |
|   | a | b | c | d | e | f | g | h |   |

|   | a | b | c | d | e | f | g | h |   |
| 8 | Tour noire sur case blanche a8 · Tour noire sur case noire f8 · Roi noir sur case blanche g8 · Pion noir sur case noire a7 · Pion noir sur case blanche b7 · Pion noir sur case noire g7 · Pion noir sur case blanche c6 · Pion noir sur case blanche d5 · Pion blanc sur case noire e5 · Cavalier blanc sur case noire g5 · Pion noir sur case blanche h5 · Pion blanc sur case blanche c4 · Roi blanc sur case blanche g4 · Fou blanc sur case blanche d3 · Pion blanc sur case noire g3 · Pion blanc sur case blanche a2 · Pion blanc sur case noire b2 · Dame noire sur case noire h2 · Tour blanche sur case noire a1 · Fou blanc sur case noire c1 · Dame blanche sur case blanche d1 · Tour blanche sur case blanche f1 · Cavalier blanc sur case noire g1 | Tour noire sur case blanche a8 · Tour noire sur case noire f8 · Roi noir sur case blanche g8 · Pion noir sur case noire a7 · Pion noir sur case blanche b7 · Pion noir sur case noire g7 · Pion noir sur case blanche c6 · Pion noir sur case blanche d5 · Pion blanc sur case noire e5 · Cavalier blanc sur case noire g5 · Pion noir sur case blanche h5 · Pion blanc sur case blanche c4 · Roi blanc sur case blanche g4 · Fou blanc sur case blanche d3 · Pion blanc sur case noire g3 · Pion blanc sur case blanche a2 · Pion blanc sur case noire b2 · Dame noire sur case noire h2 · Tour blanche sur case noire a1 · Fou blanc sur case noire c1 · Dame blanche sur case blanche d1 · Tour blanche sur case blanche f1 · Cavalier blanc sur case noire g1 | Tour noire sur case blanche a8 · Tour noire sur case noire f8 · Roi noir sur case blanche g8 · Pion noir sur case noire a7 · Pion noir sur case blanche b7 · Pion noir sur case noire g7 · Pion noir sur case blanche c6 · Pion noir sur case blanche d5 · Pion blanc sur case noire e5 · Cavalier blanc sur case noire g5 · Pion noir sur case blanche h5 · Pion blanc sur case blanche c4 · Roi blanc sur case blanche g4 · Fou blanc sur case blanche d3 · Pion blanc sur case noire g3 · Pion blanc sur case blanche a2 · Pion blanc sur case noire b2 · Dame noire sur case noire h2 · Tour blanche sur case noire a1 · Fou blanc sur case noire c1 · Dame blanche sur case blanche d1 · Tour blanche sur case blanche f1 · Cavalier blanc sur case noire g1 | Tour noire sur case blanche a8 · Tour noire sur case noire f8 · Roi noir sur case blanche g8 · Pion noir sur case noire a7 · Pion noir sur case blanche b7 · Pion noir sur case noire g7 · Pion noir sur case blanche c6 · Pion noir sur case blanche d5 · Pion blanc sur case noire e5 · Cavalier blanc sur case noire g5 · Pion noir sur case blanche h5 · Pion blanc sur case blanche c4 · Roi blanc sur case blanche g4 · Fou blanc sur case blanche d3 · Pion blanc sur case noire g3 · Pion blanc sur case blanche a2 · Pion blanc sur case noire b2 · Dame noire sur case noire h2 · Tour blanche sur case noire a1 · Fou blanc sur case noire c1 · Dame blanche sur case blanche d1 · Tour blanche sur case blanche f1 · Cavalier blanc sur case noire g1 | Tour noire sur case blanche a8 · Tour noire sur case noire f8 · Roi noir sur case blanche g8 · Pion noir sur case noire a7 · Pion noir sur case blanche b7 · Pion noir sur case noire g7 · Pion noir sur case blanche c6 · Pion noir sur case blanche d5 · Pion blanc sur case noire e5 · Cavalier blanc sur case noire g5 · Pion noir sur case blanche h5 · Pion blanc sur case blanche c4 · Roi blanc sur case blanche g4 · Fou blanc sur case blanche d3 · Pion blanc sur case noire g3 · Pion blanc sur case blanche a2 · Pion blanc sur case noire b2 · Dame noire sur case noire h2 · Tour blanche sur case noire a1 · Fou blanc sur case noire c1 · Dame blanche sur case blanche d1 · Tour blanche sur case blanche f1 · Cavalier blanc sur case noire g1 | Tour noire sur case blanche a8 · Tour noire sur case noire f8 · Roi noir sur case blanche g8 · Pion noir sur case noire a7 · Pion noir sur case blanche b7 · Pion noir sur case noire g7 · Pion noir sur case blanche c6 · Pion noir sur case blanche d5 · Pion blanc sur case noire e5 · Cavalier blanc sur case noire g5 · Pion noir sur case blanche h5 · Pion blanc sur case blanche c4 · Roi blanc sur case blanche g4 · Fou blanc sur case blanche d3 · Pion blanc sur case noire g3 · Pion blanc sur case blanche a2 · Pion blanc sur case noire b2 · Dame noire sur case noire h2 · Tour blanche sur case noire a1 · Fou blanc sur case noire c1 · Dame blanche sur case blanche d1 · Tour blanche sur case blanche f1 · Cavalier blanc sur case noire g1 | Tour noire sur case blanche a8 · Tour noire sur case noire f8 · Roi noir sur case blanche g8 · Pion noir sur case noire a7 · Pion noir sur case blanche b7 · Pion noir sur case noire g7 · Pion noir sur case blanche c6 · Pion noir sur case blanche d5 · Pion blanc sur case noire e5 · Cavalier blanc sur case noire g5 · Pion noir sur case blanche h5 · Pion blanc sur case blanche c4 · Roi blanc sur case blanche g4 · Fou blanc sur case blanche d3 · Pion blanc sur case noire g3 · Pion blanc sur case blanche a2 · Pion blanc sur case noire b2 · Dame noire sur case noire h2 · Tour blanche sur case noire a1 · Fou blanc sur case noire c1 · Dame blanche sur case blanche d1 · Tour blanche sur case blanche f1 · Cavalier blanc sur case noire g1 | Tour noire sur case blanche a8 · Tour noire sur case noire f8 · Roi noir sur case blanche g8 · Pion noir sur case noire a7 · Pion noir sur case blanche b7 · Pion noir sur case noire g7 · Pion noir sur case blanche c6 · Pion noir sur case blanche d5 · Pion blanc sur case noire e5 · Cavalier blanc sur case noire g5 · Pion noir sur case blanche h5 · Pion blanc sur case blanche c4 · Roi blanc sur case blanche g4 · Fou blanc sur case blanche d3 · Pion blanc sur case noire g3 · Pion blanc sur case blanche a2 · Pion blanc sur case noire b2 · Dame noire sur case noire h2 · Tour blanche sur case noire a1 · Fou blanc sur case noire c1 · Dame blanche sur case blanche d1 · Tour blanche sur case blanche f1 · Cavalier blanc sur case noire g1 | 8 |
| 7 | Tour noire sur case blanche a8 · Tour noire sur case noire f8 · Roi noir sur case blanche g8 · Pion noir sur case noire a7 · Pion noir sur case blanche b7 · Pion noir sur case noire g7 · Pion noir sur case blanche c6 · Pion noir sur case blanche d5 · Pion blanc sur case noire e5 · Cavalier blanc sur case noire g5 · Pion noir sur case blanche h5 · Pion blanc sur case blanche c4 · Roi blanc sur case blanche g4 · Fou blanc sur case blanche d3 · Pion blanc sur case noire g3 · Pion blanc sur case blanche a2 · Pion blanc sur case noire b2 · Dame noire sur case noire h2 · Tour blanche sur case noire a1 · Fou blanc sur case noire c1 · Dame blanche sur case blanche d1 · Tour blanche sur case blanche f1 · Cavalier blanc sur case noire g1 | Tour noire sur case blanche a8 · Tour noire sur case noire f8 · Roi noir sur case blanche g8 · Pion noir sur case noire a7 · Pion noir sur case blanche b7 · Pion noir sur case noire g7 · Pion noir sur case blanche c6 · Pion noir sur case blanche d5 · Pion blanc sur case noire e5 · Cavalier blanc sur case noire g5 · Pion noir sur case blanche h5 · Pion blanc sur case blanche c4 · Roi blanc sur case blanche g4 · Fou blanc sur case blanche d3 · Pion blanc sur case noire g3 · Pion blanc sur case blanche a2 · Pion blanc sur case noire b2 · Dame noire sur case noire h2 · Tour blanche sur case noire a1 · Fou blanc sur case noire c1 · Dame blanche sur case blanche d1 · Tour blanche sur case blanche f1 · Cavalier blanc sur case noire g1 | Tour noire sur case blanche a8 · Tour noire sur case noire f8 · Roi noir sur case blanche g8 · Pion noir sur case noire a7 · Pion noir sur case blanche b7 · Pion noir sur case noire g7 · Pion noir sur case blanche c6 · Pion noir sur case blanche d5 · Pion blanc sur case noire e5 · Cavalier blanc sur case noire g5 · Pion noir sur case blanche h5 · Pion blanc sur case blanche c4 · Roi blanc sur case blanche g4 · Fou blanc sur case blanche d3 · Pion blanc sur case noire g3 · Pion blanc sur case blanche a2 · Pion blanc sur case noire b2 · Dame noire sur case noire h2 · Tour blanche sur case noire a1 · Fou blanc sur case noire c1 · Dame blanche sur case blanche d1 · Tour blanche sur case blanche f1 · Cavalier blanc sur case noire g1 | Tour noire sur case blanche a8 · Tour noire sur case noire f8 · Roi noir sur case blanche g8 · Pion noir sur case noire a7 · Pion noir sur case blanche b7 · Pion noir sur case noire g7 · Pion noir sur case blanche c6 · Pion noir sur case blanche d5 · Pion blanc sur case noire e5 · Cavalier blanc sur case noire g5 · Pion noir sur case blanche h5 · Pion blanc sur case blanche c4 · Roi blanc sur case blanche g4 · Fou blanc sur case blanche d3 · Pion blanc sur case noire g3 · Pion blanc sur case blanche a2 · Pion blanc sur case noire b2 · Dame noire sur case noire h2 · Tour blanche sur case noire a1 · Fou blanc sur case noire c1 · Dame blanche sur case blanche d1 · Tour blanche sur case blanche f1 · Cavalier blanc sur case noire g1 | Tour noire sur case blanche a8 · Tour noire sur case noire f8 · Roi noir sur case blanche g8 · Pion noir sur case noire a7 · Pion noir sur case blanche b7 · Pion noir sur case noire g7 · Pion noir sur case blanche c6 · Pion noir sur case blanche d5 · Pion blanc sur case noire e5 · Cavalier blanc sur case noire g5 · Pion noir sur case blanche h5 · Pion blanc sur case blanche c4 · Roi blanc sur case blanche g4 · Fou blanc sur case blanche d3 · Pion blanc sur case noire g3 · Pion blanc sur case blanche a2 · Pion blanc sur case noire b2 · Dame noire sur case noire h2 · Tour blanche sur case noire a1 · Fou blanc sur case noire c1 · Dame blanche sur case blanche d1 · Tour blanche sur case blanche f1 · Cavalier blanc sur case noire g1 | Tour noire sur case blanche a8 · Tour noire sur case noire f8 · Roi noir sur case blanche g8 · Pion noir sur case noire a7 · Pion noir sur case blanche b7 · Pion noir sur case noire g7 · Pion noir sur case blanche c6 · Pion noir sur case blanche d5 · Pion blanc sur case noire e5 · Cavalier blanc sur case noire g5 · Pion noir sur case blanche h5 · Pion blanc sur case blanche c4 · Roi blanc sur case blanche g4 · Fou blanc sur case blanche d3 · Pion blanc sur case noire g3 · Pion blanc sur case blanche a2 · Pion blanc sur case noire b2 · Dame noire sur case noire h2 · Tour blanche sur case noire a1 · Fou blanc sur case noire c1 · Dame blanche sur case blanche d1 · Tour blanche sur case blanche f1 · Cavalier blanc sur case noire g1 | Tour noire sur case blanche a8 · Tour noire sur case noire f8 · Roi noir sur case blanche g8 · Pion noir sur case noire a7 · Pion noir sur case blanche b7 · Pion noir sur case noire g7 · Pion noir sur case blanche c6 · Pion noir sur case blanche d5 · Pion blanc sur case noire e5 · Cavalier blanc sur case noire g5 · Pion noir sur case blanche h5 · Pion blanc sur case blanche c4 · Roi blanc sur case blanche g4 · Fou blanc sur case blanche d3 · Pion blanc sur case noire g3 · Pion blanc sur case blanche a2 · Pion blanc sur case noire b2 · Dame noire sur case noire h2 · Tour blanche sur case noire a1 · Fou blanc sur case noire c1 · Dame blanche sur case blanche d1 · Tour blanche sur case blanche f1 · Cavalier blanc sur case noire g1 | Tour noire sur case blanche a8 · Tour noire sur case noire f8 · Roi noir sur case blanche g8 · Pion noir sur case noire a7 · Pion noir sur case blanche b7 · Pion noir sur case noire g7 · Pion noir sur case blanche c6 · Pion noir sur case blanche d5 · Pion blanc sur case noire e5 · Cavalier blanc sur case noire g5 · Pion noir sur case blanche h5 · Pion blanc sur case blanche c4 · Roi blanc sur case blanche g4 · Fou blanc sur case blanche d3 · Pion blanc sur case noire g3 · Pion blanc sur case blanche a2 · Pion blanc sur case noire b2 · Dame noire sur case noire h2 · Tour blanche sur case noire a1 · Fou blanc sur case noire c1 · Dame blanche sur case blanche d1 · Tour blanche sur case blanche f1 · Cavalier blanc sur case noire g1 | 7 |
| 6 | Tour noire sur case blanche a8 · Tour noire sur case noire f8 · Roi noir sur case blanche g8 · Pion noir sur case noire a7 · Pion noir sur case blanche b7 · Pion noir sur case noire g7 · Pion noir sur case blanche c6 · Pion noir sur case blanche d5 · Pion blanc sur case noire e5 · Cavalier blanc sur case noire g5 · Pion noir sur case blanche h5 · Pion blanc sur case blanche c4 · Roi blanc sur case blanche g4 · Fou blanc sur case blanche d3 · Pion blanc sur case noire g3 · Pion blanc sur case blanche a2 · Pion blanc sur case noire b2 · Dame noire sur case noire h2 · Tour blanche sur case noire a1 · Fou blanc sur case noire c1 · Dame blanche sur case blanche d1 · Tour blanche sur case blanche f1 · Cavalier blanc sur case noire g1 | Tour noire sur case blanche a8 · Tour noire sur case noire f8 · Roi noir sur case blanche g8 · Pion noir sur case noire a7 · Pion noir sur case blanche b7 · Pion noir sur case noire g7 · Pion noir sur case blanche c6 · Pion noir sur case blanche d5 · Pion blanc sur case noire e5 · Cavalier blanc sur case noire g5 · Pion noir sur case blanche h5 · Pion blanc sur case blanche c4 · Roi blanc sur case blanche g4 · Fou blanc sur case blanche d3 · Pion blanc sur case noire g3 · Pion blanc sur case blanche a2 · Pion blanc sur case noire b2 · Dame noire sur case noire h2 · Tour blanche sur case noire a1 · Fou blanc sur case noire c1 · Dame blanche sur case blanche d1 · Tour blanche sur case blanche f1 · Cavalier blanc sur case noire g1 | Tour noire sur case blanche a8 · Tour noire sur case noire f8 · Roi noir sur case blanche g8 · Pion noir sur case noire a7 · Pion noir sur case blanche b7 · Pion noir sur case noire g7 · Pion noir sur case blanche c6 · Pion noir sur case blanche d5 · Pion blanc sur case noire e5 · Cavalier blanc sur case noire g5 · Pion noir sur case blanche h5 · Pion blanc sur case blanche c4 · Roi blanc sur case blanche g4 · Fou blanc sur case blanche d3 · Pion blanc sur case noire g3 · Pion blanc sur case blanche a2 · Pion blanc sur case noire b2 · Dame noire sur case noire h2 · Tour blanche sur case noire a1 · Fou blanc sur case noire c1 · Dame blanche sur case blanche d1 · Tour blanche sur case blanche f1 · Cavalier blanc sur case noire g1 | Tour noire sur case blanche a8 · Tour noire sur case noire f8 · Roi noir sur case blanche g8 · Pion noir sur case noire a7 · Pion noir sur case blanche b7 · Pion noir sur case noire g7 · Pion noir sur case blanche c6 · Pion noir sur case blanche d5 · Pion blanc sur case noire e5 · Cavalier blanc sur case noire g5 · Pion noir sur case blanche h5 · Pion blanc sur case blanche c4 · Roi blanc sur case blanche g4 · Fou blanc sur case blanche d3 · Pion blanc sur case noire g3 · Pion blanc sur case blanche a2 · Pion blanc sur case noire b2 · Dame noire sur case noire h2 · Tour blanche sur case noire a1 · Fou blanc sur case noire c1 · Dame blanche sur case blanche d1 · Tour blanche sur case blanche f1 · Cavalier blanc sur case noire g1 | Tour noire sur case blanche a8 · Tour noire sur case noire f8 · Roi noir sur case blanche g8 · Pion noir sur case noire a7 · Pion noir sur case blanche b7 · Pion noir sur case noire g7 · Pion noir sur case blanche c6 · Pion noir sur case blanche d5 · Pion blanc sur case noire e5 · Cavalier blanc sur case noire g5 · Pion noir sur case blanche h5 · Pion blanc sur case blanche c4 · Roi blanc sur case blanche g4 · Fou blanc sur case blanche d3 · Pion blanc sur case noire g3 · Pion blanc sur case blanche a2 · Pion blanc sur case noire b2 · Dame noire sur case noire h2 · Tour blanche sur case noire a1 · Fou blanc sur case noire c1 · Dame blanche sur case blanche d1 · Tour blanche sur case blanche f1 · Cavalier blanc sur case noire g1 | Tour noire sur case blanche a8 · Tour noire sur case noire f8 · Roi noir sur case blanche g8 · Pion noir sur case noire a7 · Pion noir sur case blanche b7 · Pion noir sur case noire g7 · Pion noir sur case blanche c6 · Pion noir sur case blanche d5 · Pion blanc sur case noire e5 · Cavalier blanc sur case noire g5 · Pion noir sur case blanche h5 · Pion blanc sur case blanche c4 · Roi blanc sur case blanche g4 · Fou blanc sur case blanche d3 · Pion blanc sur case noire g3 · Pion blanc sur case blanche a2 · Pion blanc sur case noire b2 · Dame noire sur case noire h2 · Tour blanche sur case noire a1 · Fou blanc sur case noire c1 · Dame blanche sur case blanche d1 · Tour blanche sur case blanche f1 · Cavalier blanc sur case noire g1 | Tour noire sur case blanche a8 · Tour noire sur case noire f8 · Roi noir sur case blanche g8 · Pion noir sur case noire a7 · Pion noir sur case blanche b7 · Pion noir sur case noire g7 · Pion noir sur case blanche c6 · Pion noir sur case blanche d5 · Pion blanc sur case noire e5 · Cavalier blanc sur case noire g5 · Pion noir sur case blanche h5 · Pion blanc sur case blanche c4 · Roi blanc sur case blanche g4 · Fou blanc sur case blanche d3 · Pion blanc sur case noire g3 · Pion blanc sur case blanche a2 · Pion blanc sur case noire b2 · Dame noire sur case noire h2 · Tour blanche sur case noire a1 · Fou blanc sur case noire c1 · Dame blanche sur case blanche d1 · Tour blanche sur case blanche f1 · Cavalier blanc sur case noire g1 | Tour noire sur case blanche a8 · Tour noire sur case noire f8 · Roi noir sur case blanche g8 · Pion noir sur case noire a7 · Pion noir sur case blanche b7 · Pion noir sur case noire g7 · Pion noir sur case blanche c6 · Pion noir sur case blanche d5 · Pion blanc sur case noire e5 · Cavalier blanc sur case noire g5 · Pion noir sur case blanche h5 · Pion blanc sur case blanche c4 · Roi blanc sur case blanche g4 · Fou blanc sur case blanche d3 · Pion blanc sur case noire g3 · Pion blanc sur case blanche a2 · Pion blanc sur case noire b2 · Dame noire sur case noire h2 · Tour blanche sur case noire a1 · Fou blanc sur case noire c1 · Dame blanche sur case blanche d1 · Tour blanche sur case blanche f1 · Cavalier blanc sur case noire g1 | 6 |
| 5 | Tour noire sur case blanche a8 · Tour noire sur case noire f8 · Roi noir sur case blanche g8 · Pion noir sur case noire a7 · Pion noir sur case blanche b7 · Pion noir sur case noire g7 · Pion noir sur case blanche c6 · Pion noir sur case blanche d5 · Pion blanc sur case noire e5 · Cavalier blanc sur case noire g5 · Pion noir sur case blanche h5 · Pion blanc sur case blanche c4 · Roi blanc sur case blanche g4 · Fou blanc sur case blanche d3 · Pion blanc sur case noire g3 · Pion blanc sur case blanche a2 · Pion blanc sur case noire b2 · Dame noire sur case noire h2 · Tour blanche sur case noire a1 · Fou blanc sur case noire c1 · Dame blanche sur case blanche d1 · Tour blanche sur case blanche f1 · Cavalier blanc sur case noire g1 | Tour noire sur case blanche a8 · Tour noire sur case noire f8 · Roi noir sur case blanche g8 · Pion noir sur case noire a7 · Pion noir sur case blanche b7 · Pion noir sur case noire g7 · Pion noir sur case blanche c6 · Pion noir sur case blanche d5 · Pion blanc sur case noire e5 · Cavalier blanc sur case noire g5 · Pion noir sur case blanche h5 · Pion blanc sur case blanche c4 · Roi blanc sur case blanche g4 · Fou blanc sur case blanche d3 · Pion blanc sur case noire g3 · Pion blanc sur case blanche a2 · Pion blanc sur case noire b2 · Dame noire sur case noire h2 · Tour blanche sur case noire a1 · Fou blanc sur case noire c1 · Dame blanche sur case blanche d1 · Tour blanche sur case blanche f1 · Cavalier blanc sur case noire g1 | Tour noire sur case blanche a8 · Tour noire sur case noire f8 · Roi noir sur case blanche g8 · Pion noir sur case noire a7 · Pion noir sur case blanche b7 · Pion noir sur case noire g7 · Pion noir sur case blanche c6 · Pion noir sur case blanche d5 · Pion blanc sur case noire e5 · Cavalier blanc sur case noire g5 · Pion noir sur case blanche h5 · Pion blanc sur case blanche c4 · Roi blanc sur case blanche g4 · Fou blanc sur case blanche d3 · Pion blanc sur case noire g3 · Pion blanc sur case blanche a2 · Pion blanc sur case noire b2 · Dame noire sur case noire h2 · Tour blanche sur case noire a1 · Fou blanc sur case noire c1 · Dame blanche sur case blanche d1 · Tour blanche sur case blanche f1 · Cavalier blanc sur case noire g1 | Tour noire sur case blanche a8 · Tour noire sur case noire f8 · Roi noir sur case blanche g8 · Pion noir sur case noire a7 · Pion noir sur case blanche b7 · Pion noir sur case noire g7 · Pion noir sur case blanche c6 · Pion noir sur case blanche d5 · Pion blanc sur case noire e5 · Cavalier blanc sur case noire g5 · Pion noir sur case blanche h5 · Pion blanc sur case blanche c4 · Roi blanc sur case blanche g4 · Fou blanc sur case blanche d3 · Pion blanc sur case noire g3 · Pion blanc sur case blanche a2 · Pion blanc sur case noire b2 · Dame noire sur case noire h2 · Tour blanche sur case noire a1 · Fou blanc sur case noire c1 · Dame blanche sur case blanche d1 · Tour blanche sur case blanche f1 · Cavalier blanc sur case noire g1 | Tour noire sur case blanche a8 · Tour noire sur case noire f8 · Roi noir sur case blanche g8 · Pion noir sur case noire a7 · Pion noir sur case blanche b7 · Pion noir sur case noire g7 · Pion noir sur case blanche c6 · Pion noir sur case blanche d5 · Pion blanc sur case noire e5 · Cavalier blanc sur case noire g5 · Pion noir sur case blanche h5 · Pion blanc sur case blanche c4 · Roi blanc sur case blanche g4 · Fou blanc sur case blanche d3 · Pion blanc sur case noire g3 · Pion blanc sur case blanche a2 · Pion blanc sur case noire b2 · Dame noire sur case noire h2 · Tour blanche sur case noire a1 · Fou blanc sur case noire c1 · Dame blanche sur case blanche d1 · Tour blanche sur case blanche f1 · Cavalier blanc sur case noire g1 | Tour noire sur case blanche a8 · Tour noire sur case noire f8 · Roi noir sur case blanche g8 · Pion noir sur case noire a7 · Pion noir sur case blanche b7 · Pion noir sur case noire g7 · Pion noir sur case blanche c6 · Pion noir sur case blanche d5 · Pion blanc sur case noire e5 · Cavalier blanc sur case noire g5 · Pion noir sur case blanche h5 · Pion blanc sur case blanche c4 · Roi blanc sur case blanche g4 · Fou blanc sur case blanche d3 · Pion blanc sur case noire g3 · Pion blanc sur case blanche a2 · Pion blanc sur case noire b2 · Dame noire sur case noire h2 · Tour blanche sur case noire a1 · Fou blanc sur case noire c1 · Dame blanche sur case blanche d1 · Tour blanche sur case blanche f1 · Cavalier blanc sur case noire g1 | Tour noire sur case blanche a8 · Tour noire sur case noire f8 · Roi noir sur case blanche g8 · Pion noir sur case noire a7 · Pion noir sur case blanche b7 · Pion noir sur case noire g7 · Pion noir sur case blanche c6 · Pion noir sur case blanche d5 · Pion blanc sur case noire e5 · Cavalier blanc sur case noire g5 · Pion noir sur case blanche h5 · Pion blanc sur case blanche c4 · Roi blanc sur case blanche g4 · Fou blanc sur case blanche d3 · Pion blanc sur case noire g3 · Pion blanc sur case blanche a2 · Pion blanc sur case noire b2 · Dame noire sur case noire h2 · Tour blanche sur case noire a1 · Fou blanc sur case noire c1 · Dame blanche sur case blanche d1 · Tour blanche sur case blanche f1 · Cavalier blanc sur case noire g1 | Tour noire sur case blanche a8 · Tour noire sur case noire f8 · Roi noir sur case blanche g8 · Pion noir sur case noire a7 · Pion noir sur case blanche b7 · Pion noir sur case noire g7 · Pion noir sur case blanche c6 · Pion noir sur case blanche d5 · Pion blanc sur case noire e5 · Cavalier blanc sur case noire g5 · Pion noir sur case blanche h5 · Pion blanc sur case blanche c4 · Roi blanc sur case blanche g4 · Fou blanc sur case blanche d3 · Pion blanc sur case noire g3 · Pion blanc sur case blanche a2 · Pion blanc sur case noire b2 · Dame noire sur case noire h2 · Tour blanche sur case noire a1 · Fou blanc sur case noire c1 · Dame blanche sur case blanche d1 · Tour blanche sur case blanche f1 · Cavalier blanc sur case noire g1 | 5 |
| 4 | Tour noire sur case blanche a8 · Tour noire sur case noire f8 · Roi noir sur case blanche g8 · Pion noir sur case noire a7 · Pion noir sur case blanche b7 · Pion noir sur case noire g7 · Pion noir sur case blanche c6 · Pion noir sur case blanche d5 · Pion blanc sur case noire e5 · Cavalier blanc sur case noire g5 · Pion noir sur case blanche h5 · Pion blanc sur case blanche c4 · Roi blanc sur case blanche g4 · Fou blanc sur case blanche d3 · Pion blanc sur case noire g3 · Pion blanc sur case blanche a2 · Pion blanc sur case noire b2 · Dame noire sur case noire h2 · Tour blanche sur case noire a1 · Fou blanc sur case noire c1 · Dame blanche sur case blanche d1 · Tour blanche sur case blanche f1 · Cavalier blanc sur case noire g1 | Tour noire sur case blanche a8 · Tour noire sur case noire f8 · Roi noir sur case blanche g8 · Pion noir sur case noire a7 · Pion noir sur case blanche b7 · Pion noir sur case noire g7 · Pion noir sur case blanche c6 · Pion noir sur case blanche d5 · Pion blanc sur case noire e5 · Cavalier blanc sur case noire g5 · Pion noir sur case blanche h5 · Pion blanc sur case blanche c4 · Roi blanc sur case blanche g4 · Fou blanc sur case blanche d3 · Pion blanc sur case noire g3 · Pion blanc sur case blanche a2 · Pion blanc sur case noire b2 · Dame noire sur case noire h2 · Tour blanche sur case noire a1 · Fou blanc sur case noire c1 · Dame blanche sur case blanche d1 · Tour blanche sur case blanche f1 · Cavalier blanc sur case noire g1 | Tour noire sur case blanche a8 · Tour noire sur case noire f8 · Roi noir sur case blanche g8 · Pion noir sur case noire a7 · Pion noir sur case blanche b7 · Pion noir sur case noire g7 · Pion noir sur case blanche c6 · Pion noir sur case blanche d5 · Pion blanc sur case noire e5 · Cavalier blanc sur case noire g5 · Pion noir sur case blanche h5 · Pion blanc sur case blanche c4 · Roi blanc sur case blanche g4 · Fou blanc sur case blanche d3 · Pion blanc sur case noire g3 · Pion blanc sur case blanche a2 · Pion blanc sur case noire b2 · Dame noire sur case noire h2 · Tour blanche sur case noire a1 · Fou blanc sur case noire c1 · Dame blanche sur case blanche d1 · Tour blanche sur case blanche f1 · Cavalier blanc sur case noire g1 | Tour noire sur case blanche a8 · Tour noire sur case noire f8 · Roi noir sur case blanche g8 · Pion noir sur case noire a7 · Pion noir sur case blanche b7 · Pion noir sur case noire g7 · Pion noir sur case blanche c6 · Pion noir sur case blanche d5 · Pion blanc sur case noire e5 · Cavalier blanc sur case noire g5 · Pion noir sur case blanche h5 · Pion blanc sur case blanche c4 · Roi blanc sur case blanche g4 · Fou blanc sur case blanche d3 · Pion blanc sur case noire g3 · Pion blanc sur case blanche a2 · Pion blanc sur case noire b2 · Dame noire sur case noire h2 · Tour blanche sur case noire a1 · Fou blanc sur case noire c1 · Dame blanche sur case blanche d1 · Tour blanche sur case blanche f1 · Cavalier blanc sur case noire g1 | Tour noire sur case blanche a8 · Tour noire sur case noire f8 · Roi noir sur case blanche g8 · Pion noir sur case noire a7 · Pion noir sur case blanche b7 · Pion noir sur case noire g7 · Pion noir sur case blanche c6 · Pion noir sur case blanche d5 · Pion blanc sur case noire e5 · Cavalier blanc sur case noire g5 · Pion noir sur case blanche h5 · Pion blanc sur case blanche c4 · Roi blanc sur case blanche g4 · Fou blanc sur case blanche d3 · Pion blanc sur case noire g3 · Pion blanc sur case blanche a2 · Pion blanc sur case noire b2 · Dame noire sur case noire h2 · Tour blanche sur case noire a1 · Fou blanc sur case noire c1 · Dame blanche sur case blanche d1 · Tour blanche sur case blanche f1 · Cavalier blanc sur case noire g1 | Tour noire sur case blanche a8 · Tour noire sur case noire f8 · Roi noir sur case blanche g8 · Pion noir sur case noire a7 · Pion noir sur case blanche b7 · Pion noir sur case noire g7 · Pion noir sur case blanche c6 · Pion noir sur case blanche d5 · Pion blanc sur case noire e5 · Cavalier blanc sur case noire g5 · Pion noir sur case blanche h5 · Pion blanc sur case blanche c4 · Roi blanc sur case blanche g4 · Fou blanc sur case blanche d3 · Pion blanc sur case noire g3 · Pion blanc sur case blanche a2 · Pion blanc sur case noire b2 · Dame noire sur case noire h2 · Tour blanche sur case noire a1 · Fou blanc sur case noire c1 · Dame blanche sur case blanche d1 · Tour blanche sur case blanche f1 · Cavalier blanc sur case noire g1 | Tour noire sur case blanche a8 · Tour noire sur case noire f8 · Roi noir sur case blanche g8 · Pion noir sur case noire a7 · Pion noir sur case blanche b7 · Pion noir sur case noire g7 · Pion noir sur case blanche c6 · Pion noir sur case blanche d5 · Pion blanc sur case noire e5 · Cavalier blanc sur case noire g5 · Pion noir sur case blanche h5 · Pion blanc sur case blanche c4 · Roi blanc sur case blanche g4 · Fou blanc sur case blanche d3 · Pion blanc sur case noire g3 · Pion blanc sur case blanche a2 · Pion blanc sur case noire b2 · Dame noire sur case noire h2 · Tour blanche sur case noire a1 · Fou blanc sur case noire c1 · Dame blanche sur case blanche d1 · Tour blanche sur case blanche f1 · Cavalier blanc sur case noire g1 | Tour noire sur case blanche a8 · Tour noire sur case noire f8 · Roi noir sur case blanche g8 · Pion noir sur case noire a7 · Pion noir sur case blanche b7 · Pion noir sur case noire g7 · Pion noir sur case blanche c6 · Pion noir sur case blanche d5 · Pion blanc sur case noire e5 · Cavalier blanc sur case noire g5 · Pion noir sur case blanche h5 · Pion blanc sur case blanche c4 · Roi blanc sur case blanche g4 · Fou blanc sur case blanche d3 · Pion blanc sur case noire g3 · Pion blanc sur case blanche a2 · Pion blanc sur case noire b2 · Dame noire sur case noire h2 · Tour blanche sur case noire a1 · Fou blanc sur case noire c1 · Dame blanche sur case blanche d1 · Tour blanche sur case blanche f1 · Cavalier blanc sur case noire g1 | 4 |
| 3 | Tour noire sur case blanche a8 · Tour noire sur case noire f8 · Roi noir sur case blanche g8 · Pion noir sur case noire a7 · Pion noir sur case blanche b7 · Pion noir sur case noire g7 · Pion noir sur case blanche c6 · Pion noir sur case blanche d5 · Pion blanc sur case noire e5 · Cavalier blanc sur case noire g5 · Pion noir sur case blanche h5 · Pion blanc sur case blanche c4 · Roi blanc sur case blanche g4 · Fou blanc sur case blanche d3 · Pion blanc sur case noire g3 · Pion blanc sur case blanche a2 · Pion blanc sur case noire b2 · Dame noire sur case noire h2 · Tour blanche sur case noire a1 · Fou blanc sur case noire c1 · Dame blanche sur case blanche d1 · Tour blanche sur case blanche f1 · Cavalier blanc sur case noire g1 | Tour noire sur case blanche a8 · Tour noire sur case noire f8 · Roi noir sur case blanche g8 · Pion noir sur case noire a7 · Pion noir sur case blanche b7 · Pion noir sur case noire g7 · Pion noir sur case blanche c6 · Pion noir sur case blanche d5 · Pion blanc sur case noire e5 · Cavalier blanc sur case noire g5 · Pion noir sur case blanche h5 · Pion blanc sur case blanche c4 · Roi blanc sur case blanche g4 · Fou blanc sur case blanche d3 · Pion blanc sur case noire g3 · Pion blanc sur case blanche a2 · Pion blanc sur case noire b2 · Dame noire sur case noire h2 · Tour blanche sur case noire a1 · Fou blanc sur case noire c1 · Dame blanche sur case blanche d1 · Tour blanche sur case blanche f1 · Cavalier blanc sur case noire g1 | Tour noire sur case blanche a8 · Tour noire sur case noire f8 · Roi noir sur case blanche g8 · Pion noir sur case noire a7 · Pion noir sur case blanche b7 · Pion noir sur case noire g7 · Pion noir sur case blanche c6 · Pion noir sur case blanche d5 · Pion blanc sur case noire e5 · Cavalier blanc sur case noire g5 · Pion noir sur case blanche h5 · Pion blanc sur case blanche c4 · Roi blanc sur case blanche g4 · Fou blanc sur case blanche d3 · Pion blanc sur case noire g3 · Pion blanc sur case blanche a2 · Pion blanc sur case noire b2 · Dame noire sur case noire h2 · Tour blanche sur case noire a1 · Fou blanc sur case noire c1 · Dame blanche sur case blanche d1 · Tour blanche sur case blanche f1 · Cavalier blanc sur case noire g1 | Tour noire sur case blanche a8 · Tour noire sur case noire f8 · Roi noir sur case blanche g8 · Pion noir sur case noire a7 · Pion noir sur case blanche b7 · Pion noir sur case noire g7 · Pion noir sur case blanche c6 · Pion noir sur case blanche d5 · Pion blanc sur case noire e5 · Cavalier blanc sur case noire g5 · Pion noir sur case blanche h5 · Pion blanc sur case blanche c4 · Roi blanc sur case blanche g4 · Fou blanc sur case blanche d3 · Pion blanc sur case noire g3 · Pion blanc sur case blanche a2 · Pion blanc sur case noire b2 · Dame noire sur case noire h2 · Tour blanche sur case noire a1 · Fou blanc sur case noire c1 · Dame blanche sur case blanche d1 · Tour blanche sur case blanche f1 · Cavalier blanc sur case noire g1 | Tour noire sur case blanche a8 · Tour noire sur case noire f8 · Roi noir sur case blanche g8 · Pion noir sur case noire a7 · Pion noir sur case blanche b7 · Pion noir sur case noire g7 · Pion noir sur case blanche c6 · Pion noir sur case blanche d5 · Pion blanc sur case noire e5 · Cavalier blanc sur case noire g5 · Pion noir sur case blanche h5 · Pion blanc sur case blanche c4 · Roi blanc sur case blanche g4 · Fou blanc sur case blanche d3 · Pion blanc sur case noire g3 · Pion blanc sur case blanche a2 · Pion blanc sur case noire b2 · Dame noire sur case noire h2 · Tour blanche sur case noire a1 · Fou blanc sur case noire c1 · Dame blanche sur case blanche d1 · Tour blanche sur case blanche f1 · Cavalier blanc sur case noire g1 | Tour noire sur case blanche a8 · Tour noire sur case noire f8 · Roi noir sur case blanche g8 · Pion noir sur case noire a7 · Pion noir sur case blanche b7 · Pion noir sur case noire g7 · Pion noir sur case blanche c6 · Pion noir sur case blanche d5 · Pion blanc sur case noire e5 · Cavalier blanc sur case noire g5 · Pion noir sur case blanche h5 · Pion blanc sur case blanche c4 · Roi blanc sur case blanche g4 · Fou blanc sur case blanche d3 · Pion blanc sur case noire g3 · Pion blanc sur case blanche a2 · Pion blanc sur case noire b2 · Dame noire sur case noire h2 · Tour blanche sur case noire a1 · Fou blanc sur case noire c1 · Dame blanche sur case blanche d1 · Tour blanche sur case blanche f1 · Cavalier blanc sur case noire g1 | Tour noire sur case blanche a8 · Tour noire sur case noire f8 · Roi noir sur case blanche g8 · Pion noir sur case noire a7 · Pion noir sur case blanche b7 · Pion noir sur case noire g7 · Pion noir sur case blanche c6 · Pion noir sur case blanche d5 · Pion blanc sur case noire e5 · Cavalier blanc sur case noire g5 · Pion noir sur case blanche h5 · Pion blanc sur case blanche c4 · Roi blanc sur case blanche g4 · Fou blanc sur case blanche d3 · Pion blanc sur case noire g3 · Pion blanc sur case blanche a2 · Pion blanc sur case noire b2 · Dame noire sur case noire h2 · Tour blanche sur case noire a1 · Fou blanc sur case noire c1 · Dame blanche sur case blanche d1 · Tour blanche sur case blanche f1 · Cavalier blanc sur case noire g1 | Tour noire sur case blanche a8 · Tour noire sur case noire f8 · Roi noir sur case blanche g8 · Pion noir sur case noire a7 · Pion noir sur case blanche b7 · Pion noir sur case noire g7 · Pion noir sur case blanche c6 · Pion noir sur case blanche d5 · Pion blanc sur case noire e5 · Cavalier blanc sur case noire g5 · Pion noir sur case blanche h5 · Pion blanc sur case blanche c4 · Roi blanc sur case blanche g4 · Fou blanc sur case blanche d3 · Pion blanc sur case noire g3 · Pion blanc sur case blanche a2 · Pion blanc sur case noire b2 · Dame noire sur case noire h2 · Tour blanche sur case noire a1 · Fou blanc sur case noire c1 · Dame blanche sur case blanche d1 · Tour blanche sur case blanche f1 · Cavalier blanc sur case noire g1 | 3 |
| 2 | Tour noire sur case blanche a8 · Tour noire sur case noire f8 · Roi noir sur case blanche g8 · Pion noir sur case noire a7 · Pion noir sur case blanche b7 · Pion noir sur case noire g7 · Pion noir sur case blanche c6 · Pion noir sur case blanche d5 · Pion blanc sur case noire e5 · Cavalier blanc sur case noire g5 · Pion noir sur case blanche h5 · Pion blanc sur case blanche c4 · Roi blanc sur case blanche g4 · Fou blanc sur case blanche d3 · Pion blanc sur case noire g3 · Pion blanc sur case blanche a2 · Pion blanc sur case noire b2 · Dame noire sur case noire h2 · Tour blanche sur case noire a1 · Fou blanc sur case noire c1 · Dame blanche sur case blanche d1 · Tour blanche sur case blanche f1 · Cavalier blanc sur case noire g1 | Tour noire sur case blanche a8 · Tour noire sur case noire f8 · Roi noir sur case blanche g8 · Pion noir sur case noire a7 · Pion noir sur case blanche b7 · Pion noir sur case noire g7 · Pion noir sur case blanche c6 · Pion noir sur case blanche d5 · Pion blanc sur case noire e5 · Cavalier blanc sur case noire g5 · Pion noir sur case blanche h5 · Pion blanc sur case blanche c4 · Roi blanc sur case blanche g4 · Fou blanc sur case blanche d3 · Pion blanc sur case noire g3 · Pion blanc sur case blanche a2 · Pion blanc sur case noire b2 · Dame noire sur case noire h2 · Tour blanche sur case noire a1 · Fou blanc sur case noire c1 · Dame blanche sur case blanche d1 · Tour blanche sur case blanche f1 · Cavalier blanc sur case noire g1 | Tour noire sur case blanche a8 · Tour noire sur case noire f8 · Roi noir sur case blanche g8 · Pion noir sur case noire a7 · Pion noir sur case blanche b7 · Pion noir sur case noire g7 · Pion noir sur case blanche c6 · Pion noir sur case blanche d5 · Pion blanc sur case noire e5 · Cavalier blanc sur case noire g5 · Pion noir sur case blanche h5 · Pion blanc sur case blanche c4 · Roi blanc sur case blanche g4 · Fou blanc sur case blanche d3 · Pion blanc sur case noire g3 · Pion blanc sur case blanche a2 · Pion blanc sur case noire b2 · Dame noire sur case noire h2 · Tour blanche sur case noire a1 · Fou blanc sur case noire c1 · Dame blanche sur case blanche d1 · Tour blanche sur case blanche f1 · Cavalier blanc sur case noire g1 | Tour noire sur case blanche a8 · Tour noire sur case noire f8 · Roi noir sur case blanche g8 · Pion noir sur case noire a7 · Pion noir sur case blanche b7 · Pion noir sur case noire g7 · Pion noir sur case blanche c6 · Pion noir sur case blanche d5 · Pion blanc sur case noire e5 · Cavalier blanc sur case noire g5 · Pion noir sur case blanche h5 · Pion blanc sur case blanche c4 · Roi blanc sur case blanche g4 · Fou blanc sur case blanche d3 · Pion blanc sur case noire g3 · Pion blanc sur case blanche a2 · Pion blanc sur case noire b2 · Dame noire sur case noire h2 · Tour blanche sur case noire a1 · Fou blanc sur case noire c1 · Dame blanche sur case blanche d1 · Tour blanche sur case blanche f1 · Cavalier blanc sur case noire g1 | Tour noire sur case blanche a8 · Tour noire sur case noire f8 · Roi noir sur case blanche g8 · Pion noir sur case noire a7 · Pion noir sur case blanche b7 · Pion noir sur case noire g7 · Pion noir sur case blanche c6 · Pion noir sur case blanche d5 · Pion blanc sur case noire e5 · Cavalier blanc sur case noire g5 · Pion noir sur case blanche h5 · Pion blanc sur case blanche c4 · Roi blanc sur case blanche g4 · Fou blanc sur case blanche d3 · Pion blanc sur case noire g3 · Pion blanc sur case blanche a2 · Pion blanc sur case noire b2 · Dame noire sur case noire h2 · Tour blanche sur case noire a1 · Fou blanc sur case noire c1 · Dame blanche sur case blanche d1 · Tour blanche sur case blanche f1 · Cavalier blanc sur case noire g1 | Tour noire sur case blanche a8 · Tour noire sur case noire f8 · Roi noir sur case blanche g8 · Pion noir sur case noire a7 · Pion noir sur case blanche b7 · Pion noir sur case noire g7 · Pion noir sur case blanche c6 · Pion noir sur case blanche d5 · Pion blanc sur case noire e5 · Cavalier blanc sur case noire g5 · Pion noir sur case blanche h5 · Pion blanc sur case blanche c4 · Roi blanc sur case blanche g4 · Fou blanc sur case blanche d3 · Pion blanc sur case noire g3 · Pion blanc sur case blanche a2 · Pion blanc sur case noire b2 · Dame noire sur case noire h2 · Tour blanche sur case noire a1 · Fou blanc sur case noire c1 · Dame blanche sur case blanche d1 · Tour blanche sur case blanche f1 · Cavalier blanc sur case noire g1 | Tour noire sur case blanche a8 · Tour noire sur case noire f8 · Roi noir sur case blanche g8 · Pion noir sur case noire a7 · Pion noir sur case blanche b7 · Pion noir sur case noire g7 · Pion noir sur case blanche c6 · Pion noir sur case blanche d5 · Pion blanc sur case noire e5 · Cavalier blanc sur case noire g5 · Pion noir sur case blanche h5 · Pion blanc sur case blanche c4 · Roi blanc sur case blanche g4 · Fou blanc sur case blanche d3 · Pion blanc sur case noire g3 · Pion blanc sur case blanche a2 · Pion blanc sur case noire b2 · Dame noire sur case noire h2 · Tour blanche sur case noire a1 · Fou blanc sur case noire c1 · Dame blanche sur case blanche d1 · Tour blanche sur case blanche f1 · Cavalier blanc sur case noire g1 | Tour noire sur case blanche a8 · Tour noire sur case noire f8 · Roi noir sur case blanche g8 · Pion noir sur case noire a7 · Pion noir sur case blanche b7 · Pion noir sur case noire g7 · Pion noir sur case blanche c6 · Pion noir sur case blanche d5 · Pion blanc sur case noire e5 · Cavalier blanc sur case noire g5 · Pion noir sur case blanche h5 · Pion blanc sur case blanche c4 · Roi blanc sur case blanche g4 · Fou blanc sur case blanche d3 · Pion blanc sur case noire g3 · Pion blanc sur case blanche a2 · Pion blanc sur case noire b2 · Dame noire sur case noire h2 · Tour blanche sur case noire a1 · Fou blanc sur case noire c1 · Dame blanche sur case blanche d1 · Tour blanche sur case blanche f1 · Cavalier blanc sur case noire g1 | 2 |
| 1 | Tour noire sur case blanche a8 · Tour noire sur case noire f8 · Roi noir sur case blanche g8 · Pion noir sur case noire a7 · Pion noir sur case blanche b7 · Pion noir sur case noire g7 · Pion noir sur case blanche c6 · Pion noir sur case blanche d5 · Pion blanc sur case noire e5 · Cavalier blanc sur case noire g5 · Pion noir sur case blanche h5 · Pion blanc sur case blanche c4 · Roi blanc sur case blanche g4 · Fou blanc sur case blanche d3 · Pion blanc sur case noire g3 · Pion blanc sur case blanche a2 · Pion blanc sur case noire b2 · Dame noire sur case noire h2 · Tour blanche sur case noire a1 · Fou blanc sur case noire c1 · Dame blanche sur case blanche d1 · Tour blanche sur case blanche f1 · Cavalier blanc sur case noire g1 | Tour noire sur case blanche a8 · Tour noire sur case noire f8 · Roi noir sur case blanche g8 · Pion noir sur case noire a7 · Pion noir sur case blanche b7 · Pion noir sur case noire g7 · Pion noir sur case blanche c6 · Pion noir sur case blanche d5 · Pion blanc sur case noire e5 · Cavalier blanc sur case noire g5 · Pion noir sur case blanche h5 · Pion blanc sur case blanche c4 · Roi blanc sur case blanche g4 · Fou blanc sur case blanche d3 · Pion blanc sur case noire g3 · Pion blanc sur case blanche a2 · Pion blanc sur case noire b2 · Dame noire sur case noire h2 · Tour blanche sur case noire a1 · Fou blanc sur case noire c1 · Dame blanche sur case blanche d1 · Tour blanche sur case blanche f1 · Cavalier blanc sur case noire g1 | Tour noire sur case blanche a8 · Tour noire sur case noire f8 · Roi noir sur case blanche g8 · Pion noir sur case noire a7 · Pion noir sur case blanche b7 · Pion noir sur case noire g7 · Pion noir sur case blanche c6 · Pion noir sur case blanche d5 · Pion blanc sur case noire e5 · Cavalier blanc sur case noire g5 · Pion noir sur case blanche h5 · Pion blanc sur case blanche c4 · Roi blanc sur case blanche g4 · Fou blanc sur case blanche d3 · Pion blanc sur case noire g3 · Pion blanc sur case blanche a2 · Pion blanc sur case noire b2 · Dame noire sur case noire h2 · Tour blanche sur case noire a1 · Fou blanc sur case noire c1 · Dame blanche sur case blanche d1 · Tour blanche sur case blanche f1 · Cavalier blanc sur case noire g1 | Tour noire sur case blanche a8 · Tour noire sur case noire f8 · Roi noir sur case blanche g8 · Pion noir sur case noire a7 · Pion noir sur case blanche b7 · Pion noir sur case noire g7 · Pion noir sur case blanche c6 · Pion noir sur case blanche d5 · Pion blanc sur case noire e5 · Cavalier blanc sur case noire g5 · Pion noir sur case blanche h5 · Pion blanc sur case blanche c4 · Roi blanc sur case blanche g4 · Fou blanc sur case blanche d3 · Pion blanc sur case noire g3 · Pion blanc sur case blanche a2 · Pion blanc sur case noire b2 · Dame noire sur case noire h2 · Tour blanche sur case noire a1 · Fou blanc sur case noire c1 · Dame blanche sur case blanche d1 · Tour blanche sur case blanche f1 · Cavalier blanc sur case noire g1 | Tour noire sur case blanche a8 · Tour noire sur case noire f8 · Roi noir sur case blanche g8 · Pion noir sur case noire a7 · Pion noir sur case blanche b7 · Pion noir sur case noire g7 · Pion noir sur case blanche c6 · Pion noir sur case blanche d5 · Pion blanc sur case noire e5 · Cavalier blanc sur case noire g5 · Pion noir sur case blanche h5 · Pion blanc sur case blanche c4 · Roi blanc sur case blanche g4 · Fou blanc sur case blanche d3 · Pion blanc sur case noire g3 · Pion blanc sur case blanche a2 · Pion blanc sur case noire b2 · Dame noire sur case noire h2 · Tour blanche sur case noire a1 · Fou blanc sur case noire c1 · Dame blanche sur case blanche d1 · Tour blanche sur case blanche f1 · Cavalier blanc sur case noire g1 | Tour noire sur case blanche a8 · Tour noire sur case noire f8 · Roi noir sur case blanche g8 · Pion noir sur case noire a7 · Pion noir sur case blanche b7 · Pion noir sur case noire g7 · Pion noir sur case blanche c6 · Pion noir sur case blanche d5 · Pion blanc sur case noire e5 · Cavalier blanc sur case noire g5 · Pion noir sur case blanche h5 · Pion blanc sur case blanche c4 · Roi blanc sur case blanche g4 · Fou blanc sur case blanche d3 · Pion blanc sur case noire g3 · Pion blanc sur case blanche a2 · Pion blanc sur case noire b2 · Dame noire sur case noire h2 · Tour blanche sur case noire a1 · Fou blanc sur case noire c1 · Dame blanche sur case blanche d1 · Tour blanche sur case blanche f1 · Cavalier blanc sur case noire g1 | Tour noire sur case blanche a8 · Tour noire sur case noire f8 · Roi noir sur case blanche g8 · Pion noir sur case noire a7 · Pion noir sur case blanche b7 · Pion noir sur case noire g7 · Pion noir sur case blanche c6 · Pion noir sur case blanche d5 · Pion blanc sur case noire e5 · Cavalier blanc sur case noire g5 · Pion noir sur case blanche h5 · Pion blanc sur case blanche c4 · Roi blanc sur case blanche g4 · Fou blanc sur case blanche d3 · Pion blanc sur case noire g3 · Pion blanc sur case blanche a2 · Pion blanc sur case noire b2 · Dame noire sur case noire h2 · Tour blanche sur case noire a1 · Fou blanc sur case noire c1 · Dame blanche sur case blanche d1 · Tour blanche sur case blanche f1 · Cavalier blanc sur case noire g1 | Tour noire sur case blanche a8 · Tour noire sur case noire f8 · Roi noir sur case blanche g8 · Pion noir sur case noire a7 · Pion noir sur case blanche b7 · Pion noir sur case noire g7 · Pion noir sur case blanche c6 · Pion noir sur case blanche d5 · Pion blanc sur case noire e5 · Cavalier blanc sur case noire g5 · Pion noir sur case blanche h5 · Pion blanc sur case blanche c4 · Roi blanc sur case blanche g4 · Fou blanc sur case blanche d3 · Pion blanc sur case noire g3 · Pion blanc sur case blanche a2 · Pion blanc sur case noire b2 · Dame noire sur case noire h2 · Tour blanche sur case noire a1 · Fou blanc sur case noire c1 · Dame blanche sur case blanche d1 · Tour blanche sur case blanche f1 · Cavalier blanc sur case noire g1 | 1 |
|   | a | b | c | d | e | f | g | h |   |

|   | a | b | c | d | e | f | g | h |   |
| 8 | Dame blanche sur case noire b8 · Pion noir sur case blanche f7 · Roi noir sur case noire g7 · Pion noir sur case blanche c6 · Pion noir sur case blanche g6 · Pion noir sur case blanche b5 · Cavalier blanc sur case noire e5 · Pion noir sur case blanche h5 · Fou noir sur case noire b4 · Pion blanc sur case noire h4 · Fou noir sur case blanche b3 · Cavalier noir sur case noire c3 · Tour noire sur case blanche c2 · Pion blanc sur case blanche g2 · Roi blanc sur case noire c1 | Dame blanche sur case noire b8 · Pion noir sur case blanche f7 · Roi noir sur case noire g7 · Pion noir sur case blanche c6 · Pion noir sur case blanche g6 · Pion noir sur case blanche b5 · Cavalier blanc sur case noire e5 · Pion noir sur case blanche h5 · Fou noir sur case noire b4 · Pion blanc sur case noire h4 · Fou noir sur case blanche b3 · Cavalier noir sur case noire c3 · Tour noire sur case blanche c2 · Pion blanc sur case blanche g2 · Roi blanc sur case noire c1 | Dame blanche sur case noire b8 · Pion noir sur case blanche f7 · Roi noir sur case noire g7 · Pion noir sur case blanche c6 · Pion noir sur case blanche g6 · Pion noir sur case blanche b5 · Cavalier blanc sur case noire e5 · Pion noir sur case blanche h5 · Fou noir sur case noire b4 · Pion blanc sur case noire h4 · Fou noir sur case blanche b3 · Cavalier noir sur case noire c3 · Tour noire sur case blanche c2 · Pion blanc sur case blanche g2 · Roi blanc sur case noire c1 | Dame blanche sur case noire b8 · Pion noir sur case blanche f7 · Roi noir sur case noire g7 · Pion noir sur case blanche c6 · Pion noir sur case blanche g6 · Pion noir sur case blanche b5 · Cavalier blanc sur case noire e5 · Pion noir sur case blanche h5 · Fou noir sur case noire b4 · Pion blanc sur case noire h4 · Fou noir sur case blanche b3 · Cavalier noir sur case noire c3 · Tour noire sur case blanche c2 · Pion blanc sur case blanche g2 · Roi blanc sur case noire c1 | Dame blanche sur case noire b8 · Pion noir sur case blanche f7 · Roi noir sur case noire g7 · Pion noir sur case blanche c6 · Pion noir sur case blanche g6 · Pion noir sur case blanche b5 · Cavalier blanc sur case noire e5 · Pion noir sur case blanche h5 · Fou noir sur case noire b4 · Pion blanc sur case noire h4 · Fou noir sur case blanche b3 · Cavalier noir sur case noire c3 · Tour noire sur case blanche c2 · Pion blanc sur case blanche g2 · Roi blanc sur case noire c1 | Dame blanche sur case noire b8 · Pion noir sur case blanche f7 · Roi noir sur case noire g7 · Pion noir sur case blanche c6 · Pion noir sur case blanche g6 · Pion noir sur case blanche b5 · Cavalier blanc sur case noire e5 · Pion noir sur case blanche h5 · Fou noir sur case noire b4 · Pion blanc sur case noire h4 · Fou noir sur case blanche b3 · Cavalier noir sur case noire c3 · Tour noire sur case blanche c2 · Pion blanc sur case blanche g2 · Roi blanc sur case noire c1 | Dame blanche sur case noire b8 · Pion noir sur case blanche f7 · Roi noir sur case noire g7 · Pion noir sur case blanche c6 · Pion noir sur case blanche g6 · Pion noir sur case blanche b5 · Cavalier blanc sur case noire e5 · Pion noir sur case blanche h5 · Fou noir sur case noire b4 · Pion blanc sur case noire h4 · Fou noir sur case blanche b3 · Cavalier noir sur case noire c3 · Tour noire sur case blanche c2 · Pion blanc sur case blanche g2 · Roi blanc sur case noire c1 | Dame blanche sur case noire b8 · Pion noir sur case blanche f7 · Roi noir sur case noire g7 · Pion noir sur case blanche c6 · Pion noir sur case blanche g6 · Pion noir sur case blanche b5 · Cavalier blanc sur case noire e5 · Pion noir sur case blanche h5 · Fou noir sur case noire b4 · Pion blanc sur case noire h4 · Fou noir sur case blanche b3 · Cavalier noir sur case noire c3 · Tour noire sur case blanche c2 · Pion blanc sur case blanche g2 · Roi blanc sur case noire c1 | 8 |
| 7 | Dame blanche sur case noire b8 · Pion noir sur case blanche f7 · Roi noir sur case noire g7 · Pion noir sur case blanche c6 · Pion noir sur case blanche g6 · Pion noir sur case blanche b5 · Cavalier blanc sur case noire e5 · Pion noir sur case blanche h5 · Fou noir sur case noire b4 · Pion blanc sur case noire h4 · Fou noir sur case blanche b3 · Cavalier noir sur case noire c3 · Tour noire sur case blanche c2 · Pion blanc sur case blanche g2 · Roi blanc sur case noire c1 | Dame blanche sur case noire b8 · Pion noir sur case blanche f7 · Roi noir sur case noire g7 · Pion noir sur case blanche c6 · Pion noir sur case blanche g6 · Pion noir sur case blanche b5 · Cavalier blanc sur case noire e5 · Pion noir sur case blanche h5 · Fou noir sur case noire b4 · Pion blanc sur case noire h4 · Fou noir sur case blanche b3 · Cavalier noir sur case noire c3 · Tour noire sur case blanche c2 · Pion blanc sur case blanche g2 · Roi blanc sur case noire c1 | Dame blanche sur case noire b8 · Pion noir sur case blanche f7 · Roi noir sur case noire g7 · Pion noir sur case blanche c6 · Pion noir sur case blanche g6 · Pion noir sur case blanche b5 · Cavalier blanc sur case noire e5 · Pion noir sur case blanche h5 · Fou noir sur case noire b4 · Pion blanc sur case noire h4 · Fou noir sur case blanche b3 · Cavalier noir sur case noire c3 · Tour noire sur case blanche c2 · Pion blanc sur case blanche g2 · Roi blanc sur case noire c1 | Dame blanche sur case noire b8 · Pion noir sur case blanche f7 · Roi noir sur case noire g7 · Pion noir sur case blanche c6 · Pion noir sur case blanche g6 · Pion noir sur case blanche b5 · Cavalier blanc sur case noire e5 · Pion noir sur case blanche h5 · Fou noir sur case noire b4 · Pion blanc sur case noire h4 · Fou noir sur case blanche b3 · Cavalier noir sur case noire c3 · Tour noire sur case blanche c2 · Pion blanc sur case blanche g2 · Roi blanc sur case noire c1 | Dame blanche sur case noire b8 · Pion noir sur case blanche f7 · Roi noir sur case noire g7 · Pion noir sur case blanche c6 · Pion noir sur case blanche g6 · Pion noir sur case blanche b5 · Cavalier blanc sur case noire e5 · Pion noir sur case blanche h5 · Fou noir sur case noire b4 · Pion blanc sur case noire h4 · Fou noir sur case blanche b3 · Cavalier noir sur case noire c3 · Tour noire sur case blanche c2 · Pion blanc sur case blanche g2 · Roi blanc sur case noire c1 | Dame blanche sur case noire b8 · Pion noir sur case blanche f7 · Roi noir sur case noire g7 · Pion noir sur case blanche c6 · Pion noir sur case blanche g6 · Pion noir sur case blanche b5 · Cavalier blanc sur case noire e5 · Pion noir sur case blanche h5 · Fou noir sur case noire b4 · Pion blanc sur case noire h4 · Fou noir sur case blanche b3 · Cavalier noir sur case noire c3 · Tour noire sur case blanche c2 · Pion blanc sur case blanche g2 · Roi blanc sur case noire c1 | Dame blanche sur case noire b8 · Pion noir sur case blanche f7 · Roi noir sur case noire g7 · Pion noir sur case blanche c6 · Pion noir sur case blanche g6 · Pion noir sur case blanche b5 · Cavalier blanc sur case noire e5 · Pion noir sur case blanche h5 · Fou noir sur case noire b4 · Pion blanc sur case noire h4 · Fou noir sur case blanche b3 · Cavalier noir sur case noire c3 · Tour noire sur case blanche c2 · Pion blanc sur case blanche g2 · Roi blanc sur case noire c1 | Dame blanche sur case noire b8 · Pion noir sur case blanche f7 · Roi noir sur case noire g7 · Pion noir sur case blanche c6 · Pion noir sur case blanche g6 · Pion noir sur case blanche b5 · Cavalier blanc sur case noire e5 · Pion noir sur case blanche h5 · Fou noir sur case noire b4 · Pion blanc sur case noire h4 · Fou noir sur case blanche b3 · Cavalier noir sur case noire c3 · Tour noire sur case blanche c2 · Pion blanc sur case blanche g2 · Roi blanc sur case noire c1 | 7 |
| 6 | Dame blanche sur case noire b8 · Pion noir sur case blanche f7 · Roi noir sur case noire g7 · Pion noir sur case blanche c6 · Pion noir sur case blanche g6 · Pion noir sur case blanche b5 · Cavalier blanc sur case noire e5 · Pion noir sur case blanche h5 · Fou noir sur case noire b4 · Pion blanc sur case noire h4 · Fou noir sur case blanche b3 · Cavalier noir sur case noire c3 · Tour noire sur case blanche c2 · Pion blanc sur case blanche g2 · Roi blanc sur case noire c1 | Dame blanche sur case noire b8 · Pion noir sur case blanche f7 · Roi noir sur case noire g7 · Pion noir sur case blanche c6 · Pion noir sur case blanche g6 · Pion noir sur case blanche b5 · Cavalier blanc sur case noire e5 · Pion noir sur case blanche h5 · Fou noir sur case noire b4 · Pion blanc sur case noire h4 · Fou noir sur case blanche b3 · Cavalier noir sur case noire c3 · Tour noire sur case blanche c2 · Pion blanc sur case blanche g2 · Roi blanc sur case noire c1 | Dame blanche sur case noire b8 · Pion noir sur case blanche f7 · Roi noir sur case noire g7 · Pion noir sur case blanche c6 · Pion noir sur case blanche g6 · Pion noir sur case blanche b5 · Cavalier blanc sur case noire e5 · Pion noir sur case blanche h5 · Fou noir sur case noire b4 · Pion blanc sur case noire h4 · Fou noir sur case blanche b3 · Cavalier noir sur case noire c3 · Tour noire sur case blanche c2 · Pion blanc sur case blanche g2 · Roi blanc sur case noire c1 | Dame blanche sur case noire b8 · Pion noir sur case blanche f7 · Roi noir sur case noire g7 · Pion noir sur case blanche c6 · Pion noir sur case blanche g6 · Pion noir sur case blanche b5 · Cavalier blanc sur case noire e5 · Pion noir sur case blanche h5 · Fou noir sur case noire b4 · Pion blanc sur case noire h4 · Fou noir sur case blanche b3 · Cavalier noir sur case noire c3 · Tour noire sur case blanche c2 · Pion blanc sur case blanche g2 · Roi blanc sur case noire c1 | Dame blanche sur case noire b8 · Pion noir sur case blanche f7 · Roi noir sur case noire g7 · Pion noir sur case blanche c6 · Pion noir sur case blanche g6 · Pion noir sur case blanche b5 · Cavalier blanc sur case noire e5 · Pion noir sur case blanche h5 · Fou noir sur case noire b4 · Pion blanc sur case noire h4 · Fou noir sur case blanche b3 · Cavalier noir sur case noire c3 · Tour noire sur case blanche c2 · Pion blanc sur case blanche g2 · Roi blanc sur case noire c1 | Dame blanche sur case noire b8 · Pion noir sur case blanche f7 · Roi noir sur case noire g7 · Pion noir sur case blanche c6 · Pion noir sur case blanche g6 · Pion noir sur case blanche b5 · Cavalier blanc sur case noire e5 · Pion noir sur case blanche h5 · Fou noir sur case noire b4 · Pion blanc sur case noire h4 · Fou noir sur case blanche b3 · Cavalier noir sur case noire c3 · Tour noire sur case blanche c2 · Pion blanc sur case blanche g2 · Roi blanc sur case noire c1 | Dame blanche sur case noire b8 · Pion noir sur case blanche f7 · Roi noir sur case noire g7 · Pion noir sur case blanche c6 · Pion noir sur case blanche g6 · Pion noir sur case blanche b5 · Cavalier blanc sur case noire e5 · Pion noir sur case blanche h5 · Fou noir sur case noire b4 · Pion blanc sur case noire h4 · Fou noir sur case blanche b3 · Cavalier noir sur case noire c3 · Tour noire sur case blanche c2 · Pion blanc sur case blanche g2 · Roi blanc sur case noire c1 | Dame blanche sur case noire b8 · Pion noir sur case blanche f7 · Roi noir sur case noire g7 · Pion noir sur case blanche c6 · Pion noir sur case blanche g6 · Pion noir sur case blanche b5 · Cavalier blanc sur case noire e5 · Pion noir sur case blanche h5 · Fou noir sur case noire b4 · Pion blanc sur case noire h4 · Fou noir sur case blanche b3 · Cavalier noir sur case noire c3 · Tour noire sur case blanche c2 · Pion blanc sur case blanche g2 · Roi blanc sur case noire c1 | 6 |
| 5 | Dame blanche sur case noire b8 · Pion noir sur case blanche f7 · Roi noir sur case noire g7 · Pion noir sur case blanche c6 · Pion noir sur case blanche g6 · Pion noir sur case blanche b5 · Cavalier blanc sur case noire e5 · Pion noir sur case blanche h5 · Fou noir sur case noire b4 · Pion blanc sur case noire h4 · Fou noir sur case blanche b3 · Cavalier noir sur case noire c3 · Tour noire sur case blanche c2 · Pion blanc sur case blanche g2 · Roi blanc sur case noire c1 | Dame blanche sur case noire b8 · Pion noir sur case blanche f7 · Roi noir sur case noire g7 · Pion noir sur case blanche c6 · Pion noir sur case blanche g6 · Pion noir sur case blanche b5 · Cavalier blanc sur case noire e5 · Pion noir sur case blanche h5 · Fou noir sur case noire b4 · Pion blanc sur case noire h4 · Fou noir sur case blanche b3 · Cavalier noir sur case noire c3 · Tour noire sur case blanche c2 · Pion blanc sur case blanche g2 · Roi blanc sur case noire c1 | Dame blanche sur case noire b8 · Pion noir sur case blanche f7 · Roi noir sur case noire g7 · Pion noir sur case blanche c6 · Pion noir sur case blanche g6 · Pion noir sur case blanche b5 · Cavalier blanc sur case noire e5 · Pion noir sur case blanche h5 · Fou noir sur case noire b4 · Pion blanc sur case noire h4 · Fou noir sur case blanche b3 · Cavalier noir sur case noire c3 · Tour noire sur case blanche c2 · Pion blanc sur case blanche g2 · Roi blanc sur case noire c1 | Dame blanche sur case noire b8 · Pion noir sur case blanche f7 · Roi noir sur case noire g7 · Pion noir sur case blanche c6 · Pion noir sur case blanche g6 · Pion noir sur case blanche b5 · Cavalier blanc sur case noire e5 · Pion noir sur case blanche h5 · Fou noir sur case noire b4 · Pion blanc sur case noire h4 · Fou noir sur case blanche b3 · Cavalier noir sur case noire c3 · Tour noire sur case blanche c2 · Pion blanc sur case blanche g2 · Roi blanc sur case noire c1 | Dame blanche sur case noire b8 · Pion noir sur case blanche f7 · Roi noir sur case noire g7 · Pion noir sur case blanche c6 · Pion noir sur case blanche g6 · Pion noir sur case blanche b5 · Cavalier blanc sur case noire e5 · Pion noir sur case blanche h5 · Fou noir sur case noire b4 · Pion blanc sur case noire h4 · Fou noir sur case blanche b3 · Cavalier noir sur case noire c3 · Tour noire sur case blanche c2 · Pion blanc sur case blanche g2 · Roi blanc sur case noire c1 | Dame blanche sur case noire b8 · Pion noir sur case blanche f7 · Roi noir sur case noire g7 · Pion noir sur case blanche c6 · Pion noir sur case blanche g6 · Pion noir sur case blanche b5 · Cavalier blanc sur case noire e5 · Pion noir sur case blanche h5 · Fou noir sur case noire b4 · Pion blanc sur case noire h4 · Fou noir sur case blanche b3 · Cavalier noir sur case noire c3 · Tour noire sur case blanche c2 · Pion blanc sur case blanche g2 · Roi blanc sur case noire c1 | Dame blanche sur case noire b8 · Pion noir sur case blanche f7 · Roi noir sur case noire g7 · Pion noir sur case blanche c6 · Pion noir sur case blanche g6 · Pion noir sur case blanche b5 · Cavalier blanc sur case noire e5 · Pion noir sur case blanche h5 · Fou noir sur case noire b4 · Pion blanc sur case noire h4 · Fou noir sur case blanche b3 · Cavalier noir sur case noire c3 · Tour noire sur case blanche c2 · Pion blanc sur case blanche g2 · Roi blanc sur case noire c1 | Dame blanche sur case noire b8 · Pion noir sur case blanche f7 · Roi noir sur case noire g7 · Pion noir sur case blanche c6 · Pion noir sur case blanche g6 · Pion noir sur case blanche b5 · Cavalier blanc sur case noire e5 · Pion noir sur case blanche h5 · Fou noir sur case noire b4 · Pion blanc sur case noire h4 · Fou noir sur case blanche b3 · Cavalier noir sur case noire c3 · Tour noire sur case blanche c2 · Pion blanc sur case blanche g2 · Roi blanc sur case noire c1 | 5 |
| 4 | Dame blanche sur case noire b8 · Pion noir sur case blanche f7 · Roi noir sur case noire g7 · Pion noir sur case blanche c6 · Pion noir sur case blanche g6 · Pion noir sur case blanche b5 · Cavalier blanc sur case noire e5 · Pion noir sur case blanche h5 · Fou noir sur case noire b4 · Pion blanc sur case noire h4 · Fou noir sur case blanche b3 · Cavalier noir sur case noire c3 · Tour noire sur case blanche c2 · Pion blanc sur case blanche g2 · Roi blanc sur case noire c1 | Dame blanche sur case noire b8 · Pion noir sur case blanche f7 · Roi noir sur case noire g7 · Pion noir sur case blanche c6 · Pion noir sur case blanche g6 · Pion noir sur case blanche b5 · Cavalier blanc sur case noire e5 · Pion noir sur case blanche h5 · Fou noir sur case noire b4 · Pion blanc sur case noire h4 · Fou noir sur case blanche b3 · Cavalier noir sur case noire c3 · Tour noire sur case blanche c2 · Pion blanc sur case blanche g2 · Roi blanc sur case noire c1 | Dame blanche sur case noire b8 · Pion noir sur case blanche f7 · Roi noir sur case noire g7 · Pion noir sur case blanche c6 · Pion noir sur case blanche g6 · Pion noir sur case blanche b5 · Cavalier blanc sur case noire e5 · Pion noir sur case blanche h5 · Fou noir sur case noire b4 · Pion blanc sur case noire h4 · Fou noir sur case blanche b3 · Cavalier noir sur case noire c3 · Tour noire sur case blanche c2 · Pion blanc sur case blanche g2 · Roi blanc sur case noire c1 | Dame blanche sur case noire b8 · Pion noir sur case blanche f7 · Roi noir sur case noire g7 · Pion noir sur case blanche c6 · Pion noir sur case blanche g6 · Pion noir sur case blanche b5 · Cavalier blanc sur case noire e5 · Pion noir sur case blanche h5 · Fou noir sur case noire b4 · Pion blanc sur case noire h4 · Fou noir sur case blanche b3 · Cavalier noir sur case noire c3 · Tour noire sur case blanche c2 · Pion blanc sur case blanche g2 · Roi blanc sur case noire c1 | Dame blanche sur case noire b8 · Pion noir sur case blanche f7 · Roi noir sur case noire g7 · Pion noir sur case blanche c6 · Pion noir sur case blanche g6 · Pion noir sur case blanche b5 · Cavalier blanc sur case noire e5 · Pion noir sur case blanche h5 · Fou noir sur case noire b4 · Pion blanc sur case noire h4 · Fou noir sur case blanche b3 · Cavalier noir sur case noire c3 · Tour noire sur case blanche c2 · Pion blanc sur case blanche g2 · Roi blanc sur case noire c1 | Dame blanche sur case noire b8 · Pion noir sur case blanche f7 · Roi noir sur case noire g7 · Pion noir sur case blanche c6 · Pion noir sur case blanche g6 · Pion noir sur case blanche b5 · Cavalier blanc sur case noire e5 · Pion noir sur case blanche h5 · Fou noir sur case noire b4 · Pion blanc sur case noire h4 · Fou noir sur case blanche b3 · Cavalier noir sur case noire c3 · Tour noire sur case blanche c2 · Pion blanc sur case blanche g2 · Roi blanc sur case noire c1 | Dame blanche sur case noire b8 · Pion noir sur case blanche f7 · Roi noir sur case noire g7 · Pion noir sur case blanche c6 · Pion noir sur case blanche g6 · Pion noir sur case blanche b5 · Cavalier blanc sur case noire e5 · Pion noir sur case blanche h5 · Fou noir sur case noire b4 · Pion blanc sur case noire h4 · Fou noir sur case blanche b3 · Cavalier noir sur case noire c3 · Tour noire sur case blanche c2 · Pion blanc sur case blanche g2 · Roi blanc sur case noire c1 | Dame blanche sur case noire b8 · Pion noir sur case blanche f7 · Roi noir sur case noire g7 · Pion noir sur case blanche c6 · Pion noir sur case blanche g6 · Pion noir sur case blanche b5 · Cavalier blanc sur case noire e5 · Pion noir sur case blanche h5 · Fou noir sur case noire b4 · Pion blanc sur case noire h4 · Fou noir sur case blanche b3 · Cavalier noir sur case noire c3 · Tour noire sur case blanche c2 · Pion blanc sur case blanche g2 · Roi blanc sur case noire c1 | 4 |
| 3 | Dame blanche sur case noire b8 · Pion noir sur case blanche f7 · Roi noir sur case noire g7 · Pion noir sur case blanche c6 · Pion noir sur case blanche g6 · Pion noir sur case blanche b5 · Cavalier blanc sur case noire e5 · Pion noir sur case blanche h5 · Fou noir sur case noire b4 · Pion blanc sur case noire h4 · Fou noir sur case blanche b3 · Cavalier noir sur case noire c3 · Tour noire sur case blanche c2 · Pion blanc sur case blanche g2 · Roi blanc sur case noire c1 | Dame blanche sur case noire b8 · Pion noir sur case blanche f7 · Roi noir sur case noire g7 · Pion noir sur case blanche c6 · Pion noir sur case blanche g6 · Pion noir sur case blanche b5 · Cavalier blanc sur case noire e5 · Pion noir sur case blanche h5 · Fou noir sur case noire b4 · Pion blanc sur case noire h4 · Fou noir sur case blanche b3 · Cavalier noir sur case noire c3 · Tour noire sur case blanche c2 · Pion blanc sur case blanche g2 · Roi blanc sur case noire c1 | Dame blanche sur case noire b8 · Pion noir sur case blanche f7 · Roi noir sur case noire g7 · Pion noir sur case blanche c6 · Pion noir sur case blanche g6 · Pion noir sur case blanche b5 · Cavalier blanc sur case noire e5 · Pion noir sur case blanche h5 · Fou noir sur case noire b4 · Pion blanc sur case noire h4 · Fou noir sur case blanche b3 · Cavalier noir sur case noire c3 · Tour noire sur case blanche c2 · Pion blanc sur case blanche g2 · Roi blanc sur case noire c1 | Dame blanche sur case noire b8 · Pion noir sur case blanche f7 · Roi noir sur case noire g7 · Pion noir sur case blanche c6 · Pion noir sur case blanche g6 · Pion noir sur case blanche b5 · Cavalier blanc sur case noire e5 · Pion noir sur case blanche h5 · Fou noir sur case noire b4 · Pion blanc sur case noire h4 · Fou noir sur case blanche b3 · Cavalier noir sur case noire c3 · Tour noire sur case blanche c2 · Pion blanc sur case blanche g2 · Roi blanc sur case noire c1 | Dame blanche sur case noire b8 · Pion noir sur case blanche f7 · Roi noir sur case noire g7 · Pion noir sur case blanche c6 · Pion noir sur case blanche g6 · Pion noir sur case blanche b5 · Cavalier blanc sur case noire e5 · Pion noir sur case blanche h5 · Fou noir sur case noire b4 · Pion blanc sur case noire h4 · Fou noir sur case blanche b3 · Cavalier noir sur case noire c3 · Tour noire sur case blanche c2 · Pion blanc sur case blanche g2 · Roi blanc sur case noire c1 | Dame blanche sur case noire b8 · Pion noir sur case blanche f7 · Roi noir sur case noire g7 · Pion noir sur case blanche c6 · Pion noir sur case blanche g6 · Pion noir sur case blanche b5 · Cavalier blanc sur case noire e5 · Pion noir sur case blanche h5 · Fou noir sur case noire b4 · Pion blanc sur case noire h4 · Fou noir sur case blanche b3 · Cavalier noir sur case noire c3 · Tour noire sur case blanche c2 · Pion blanc sur case blanche g2 · Roi blanc sur case noire c1 | Dame blanche sur case noire b8 · Pion noir sur case blanche f7 · Roi noir sur case noire g7 · Pion noir sur case blanche c6 · Pion noir sur case blanche g6 · Pion noir sur case blanche b5 · Cavalier blanc sur case noire e5 · Pion noir sur case blanche h5 · Fou noir sur case noire b4 · Pion blanc sur case noire h4 · Fou noir sur case blanche b3 · Cavalier noir sur case noire c3 · Tour noire sur case blanche c2 · Pion blanc sur case blanche g2 · Roi blanc sur case noire c1 | Dame blanche sur case noire b8 · Pion noir sur case blanche f7 · Roi noir sur case noire g7 · Pion noir sur case blanche c6 · Pion noir sur case blanche g6 · Pion noir sur case blanche b5 · Cavalier blanc sur case noire e5 · Pion noir sur case blanche h5 · Fou noir sur case noire b4 · Pion blanc sur case noire h4 · Fou noir sur case blanche b3 · Cavalier noir sur case noire c3 · Tour noire sur case blanche c2 · Pion blanc sur case blanche g2 · Roi blanc sur case noire c1 | 3 |
| 2 | Dame blanche sur case noire b8 · Pion noir sur case blanche f7 · Roi noir sur case noire g7 · Pion noir sur case blanche c6 · Pion noir sur case blanche g6 · Pion noir sur case blanche b5 · Cavalier blanc sur case noire e5 · Pion noir sur case blanche h5 · Fou noir sur case noire b4 · Pion blanc sur case noire h4 · Fou noir sur case blanche b3 · Cavalier noir sur case noire c3 · Tour noire sur case blanche c2 · Pion blanc sur case blanche g2 · Roi blanc sur case noire c1 | Dame blanche sur case noire b8 · Pion noir sur case blanche f7 · Roi noir sur case noire g7 · Pion noir sur case blanche c6 · Pion noir sur case blanche g6 · Pion noir sur case blanche b5 · Cavalier blanc sur case noire e5 · Pion noir sur case blanche h5 · Fou noir sur case noire b4 · Pion blanc sur case noire h4 · Fou noir sur case blanche b3 · Cavalier noir sur case noire c3 · Tour noire sur case blanche c2 · Pion blanc sur case blanche g2 · Roi blanc sur case noire c1 | Dame blanche sur case noire b8 · Pion noir sur case blanche f7 · Roi noir sur case noire g7 · Pion noir sur case blanche c6 · Pion noir sur case blanche g6 · Pion noir sur case blanche b5 · Cavalier blanc sur case noire e5 · Pion noir sur case blanche h5 · Fou noir sur case noire b4 · Pion blanc sur case noire h4 · Fou noir sur case blanche b3 · Cavalier noir sur case noire c3 · Tour noire sur case blanche c2 · Pion blanc sur case blanche g2 · Roi blanc sur case noire c1 | Dame blanche sur case noire b8 · Pion noir sur case blanche f7 · Roi noir sur case noire g7 · Pion noir sur case blanche c6 · Pion noir sur case blanche g6 · Pion noir sur case blanche b5 · Cavalier blanc sur case noire e5 · Pion noir sur case blanche h5 · Fou noir sur case noire b4 · Pion blanc sur case noire h4 · Fou noir sur case blanche b3 · Cavalier noir sur case noire c3 · Tour noire sur case blanche c2 · Pion blanc sur case blanche g2 · Roi blanc sur case noire c1 | Dame blanche sur case noire b8 · Pion noir sur case blanche f7 · Roi noir sur case noire g7 · Pion noir sur case blanche c6 · Pion noir sur case blanche g6 · Pion noir sur case blanche b5 · Cavalier blanc sur case noire e5 · Pion noir sur case blanche h5 · Fou noir sur case noire b4 · Pion blanc sur case noire h4 · Fou noir sur case blanche b3 · Cavalier noir sur case noire c3 · Tour noire sur case blanche c2 · Pion blanc sur case blanche g2 · Roi blanc sur case noire c1 | Dame blanche sur case noire b8 · Pion noir sur case blanche f7 · Roi noir sur case noire g7 · Pion noir sur case blanche c6 · Pion noir sur case blanche g6 · Pion noir sur case blanche b5 · Cavalier blanc sur case noire e5 · Pion noir sur case blanche h5 · Fou noir sur case noire b4 · Pion blanc sur case noire h4 · Fou noir sur case blanche b3 · Cavalier noir sur case noire c3 · Tour noire sur case blanche c2 · Pion blanc sur case blanche g2 · Roi blanc sur case noire c1 | Dame blanche sur case noire b8 · Pion noir sur case blanche f7 · Roi noir sur case noire g7 · Pion noir sur case blanche c6 · Pion noir sur case blanche g6 · Pion noir sur case blanche b5 · Cavalier blanc sur case noire e5 · Pion noir sur case blanche h5 · Fou noir sur case noire b4 · Pion blanc sur case noire h4 · Fou noir sur case blanche b3 · Cavalier noir sur case noire c3 · Tour noire sur case blanche c2 · Pion blanc sur case blanche g2 · Roi blanc sur case noire c1 | Dame blanche sur case noire b8 · Pion noir sur case blanche f7 · Roi noir sur case noire g7 · Pion noir sur case blanche c6 · Pion noir sur case blanche g6 · Pion noir sur case blanche b5 · Cavalier blanc sur case noire e5 · Pion noir sur case blanche h5 · Fou noir sur case noire b4 · Pion blanc sur case noire h4 · Fou noir sur case blanche b3 · Cavalier noir sur case noire c3 · Tour noire sur case blanche c2 · Pion blanc sur case blanche g2 · Roi blanc sur case noire c1 | 2 |
| 1 | Dame blanche sur case noire b8 · Pion noir sur case blanche f7 · Roi noir sur case noire g7 · Pion noir sur case blanche c6 · Pion noir sur case blanche g6 · Pion noir sur case blanche b5 · Cavalier blanc sur case noire e5 · Pion noir sur case blanche h5 · Fou noir sur case noire b4 · Pion blanc sur case noire h4 · Fou noir sur case blanche b3 · Cavalier noir sur case noire c3 · Tour noire sur case blanche c2 · Pion blanc sur case blanche g2 · Roi blanc sur case noire c1 | Dame blanche sur case noire b8 · Pion noir sur case blanche f7 · Roi noir sur case noire g7 · Pion noir sur case blanche c6 · Pion noir sur case blanche g6 · Pion noir sur case blanche b5 · Cavalier blanc sur case noire e5 · Pion noir sur case blanche h5 · Fou noir sur case noire b4 · Pion blanc sur case noire h4 · Fou noir sur case blanche b3 · Cavalier noir sur case noire c3 · Tour noire sur case blanche c2 · Pion blanc sur case blanche g2 · Roi blanc sur case noire c1 | Dame blanche sur case noire b8 · Pion noir sur case blanche f7 · Roi noir sur case noire g7 · Pion noir sur case blanche c6 · Pion noir sur case blanche g6 · Pion noir sur case blanche b5 · Cavalier blanc sur case noire e5 · Pion noir sur case blanche h5 · Fou noir sur case noire b4 · Pion blanc sur case noire h4 · Fou noir sur case blanche b3 · Cavalier noir sur case noire c3 · Tour noire sur case blanche c2 · Pion blanc sur case blanche g2 · Roi blanc sur case noire c1 | Dame blanche sur case noire b8 · Pion noir sur case blanche f7 · Roi noir sur case noire g7 · Pion noir sur case blanche c6 · Pion noir sur case blanche g6 · Pion noir sur case blanche b5 · Cavalier blanc sur case noire e5 · Pion noir sur case blanche h5 · Fou noir sur case noire b4 · Pion blanc sur case noire h4 · Fou noir sur case blanche b3 · Cavalier noir sur case noire c3 · Tour noire sur case blanche c2 · Pion blanc sur case blanche g2 · Roi blanc sur case noire c1 | Dame blanche sur case noire b8 · Pion noir sur case blanche f7 · Roi noir sur case noire g7 · Pion noir sur case blanche c6 · Pion noir sur case blanche g6 · Pion noir sur case blanche b5 · Cavalier blanc sur case noire e5 · Pion noir sur case blanche h5 · Fou noir sur case noire b4 · Pion blanc sur case noire h4 · Fou noir sur case blanche b3 · Cavalier noir sur case noire c3 · Tour noire sur case blanche c2 · Pion blanc sur case blanche g2 · Roi blanc sur case noire c1 | Dame blanche sur case noire b8 · Pion noir sur case blanche f7 · Roi noir sur case noire g7 · Pion noir sur case blanche c6 · Pion noir sur case blanche g6 · Pion noir sur case blanche b5 · Cavalier blanc sur case noire e5 · Pion noir sur case blanche h5 · Fou noir sur case noire b4 · Pion blanc sur case noire h4 · Fou noir sur case blanche b3 · Cavalier noir sur case noire c3 · Tour noire sur case blanche c2 · Pion blanc sur case blanche g2 · Roi blanc sur case noire c1 | Dame blanche sur case noire b8 · Pion noir sur case blanche f7 · Roi noir sur case noire g7 · Pion noir sur case blanche c6 · Pion noir sur case blanche g6 · Pion noir sur case blanche b5 · Cavalier blanc sur case noire e5 · Pion noir sur case blanche h5 · Fou noir sur case noire b4 · Pion blanc sur case noire h4 · Fou noir sur case blanche b3 · Cavalier noir sur case noire c3 · Tour noire sur case blanche c2 · Pion blanc sur case blanche g2 · Roi blanc sur case noire c1 | Dame blanche sur case noire b8 · Pion noir sur case blanche f7 · Roi noir sur case noire g7 · Pion noir sur case blanche c6 · Pion noir sur case blanche g6 · Pion noir sur case blanche b5 · Cavalier blanc sur case noire e5 · Pion noir sur case blanche h5 · Fou noir sur case noire b4 · Pion blanc sur case noire h4 · Fou noir sur case blanche b3 · Cavalier noir sur case noire c3 · Tour noire sur case blanche c2 · Pion blanc sur case blanche g2 · Roi blanc sur case noire c1 | 1 |
|   | a | b | c | d | e | f | g | h |   |

Certaines dispositions de pièces, appelées tableau de mat, jouent un rôle dans des combinaisons.
|   | a | b | c | d | e | f | g | h |   |
| 8 | Tour noire sur case blanche g8 · Roi noir sur case noire h8 · Cavalier blanc sur case blanche f7 · Pion noir sur case noire g7 · Pion noir sur case blanche h7 | Tour noire sur case blanche g8 · Roi noir sur case noire h8 · Cavalier blanc sur case blanche f7 · Pion noir sur case noire g7 · Pion noir sur case blanche h7 | Tour noire sur case blanche g8 · Roi noir sur case noire h8 · Cavalier blanc sur case blanche f7 · Pion noir sur case noire g7 · Pion noir sur case blanche h7 | Tour noire sur case blanche g8 · Roi noir sur case noire h8 · Cavalier blanc sur case blanche f7 · Pion noir sur case noire g7 · Pion noir sur case blanche h7 | Tour noire sur case blanche g8 · Roi noir sur case noire h8 · Cavalier blanc sur case blanche f7 · Pion noir sur case noire g7 · Pion noir sur case blanche h7 | Tour noire sur case blanche g8 · Roi noir sur case noire h8 · Cavalier blanc sur case blanche f7 · Pion noir sur case noire g7 · Pion noir sur case blanche h7 | Tour noire sur case blanche g8 · Roi noir sur case noire h8 · Cavalier blanc sur case blanche f7 · Pion noir sur case noire g7 · Pion noir sur case blanche h7 | Tour noire sur case blanche g8 · Roi noir sur case noire h8 · Cavalier blanc sur case blanche f7 · Pion noir sur case noire g7 · Pion noir sur case blanche h7 | 8 |
| 7 | Tour noire sur case blanche g8 · Roi noir sur case noire h8 · Cavalier blanc sur case blanche f7 · Pion noir sur case noire g7 · Pion noir sur case blanche h7 | Tour noire sur case blanche g8 · Roi noir sur case noire h8 · Cavalier blanc sur case blanche f7 · Pion noir sur case noire g7 · Pion noir sur case blanche h7 | Tour noire sur case blanche g8 · Roi noir sur case noire h8 · Cavalier blanc sur case blanche f7 · Pion noir sur case noire g7 · Pion noir sur case blanche h7 | Tour noire sur case blanche g8 · Roi noir sur case noire h8 · Cavalier blanc sur case blanche f7 · Pion noir sur case noire g7 · Pion noir sur case blanche h7 | Tour noire sur case blanche g8 · Roi noir sur case noire h8 · Cavalier blanc sur case blanche f7 · Pion noir sur case noire g7 · Pion noir sur case blanche h7 | Tour noire sur case blanche g8 · Roi noir sur case noire h8 · Cavalier blanc sur case blanche f7 · Pion noir sur case noire g7 · Pion noir sur case blanche h7 | Tour noire sur case blanche g8 · Roi noir sur case noire h8 · Cavalier blanc sur case blanche f7 · Pion noir sur case noire g7 · Pion noir sur case blanche h7 | Tour noire sur case blanche g8 · Roi noir sur case noire h8 · Cavalier blanc sur case blanche f7 · Pion noir sur case noire g7 · Pion noir sur case blanche h7 | 7 |
| 6 | Tour noire sur case blanche g8 · Roi noir sur case noire h8 · Cavalier blanc sur case blanche f7 · Pion noir sur case noire g7 · Pion noir sur case blanche h7 | Tour noire sur case blanche g8 · Roi noir sur case noire h8 · Cavalier blanc sur case blanche f7 · Pion noir sur case noire g7 · Pion noir sur case blanche h7 | Tour noire sur case blanche g8 · Roi noir sur case noire h8 · Cavalier blanc sur case blanche f7 · Pion noir sur case noire g7 · Pion noir sur case blanche h7 | Tour noire sur case blanche g8 · Roi noir sur case noire h8 · Cavalier blanc sur case blanche f7 · Pion noir sur case noire g7 · Pion noir sur case blanche h7 | Tour noire sur case blanche g8 · Roi noir sur case noire h8 · Cavalier blanc sur case blanche f7 · Pion noir sur case noire g7 · Pion noir sur case blanche h7 | Tour noire sur case blanche g8 · Roi noir sur case noire h8 · Cavalier blanc sur case blanche f7 · Pion noir sur case noire g7 · Pion noir sur case blanche h7 | Tour noire sur case blanche g8 · Roi noir sur case noire h8 · Cavalier blanc sur case blanche f7 · Pion noir sur case noire g7 · Pion noir sur case blanche h7 | Tour noire sur case blanche g8 · Roi noir sur case noire h8 · Cavalier blanc sur case blanche f7 · Pion noir sur case noire g7 · Pion noir sur case blanche h7 | 6 |
| 5 | Tour noire sur case blanche g8 · Roi noir sur case noire h8 · Cavalier blanc sur case blanche f7 · Pion noir sur case noire g7 · Pion noir sur case blanche h7 | Tour noire sur case blanche g8 · Roi noir sur case noire h8 · Cavalier blanc sur case blanche f7 · Pion noir sur case noire g7 · Pion noir sur case blanche h7 | Tour noire sur case blanche g8 · Roi noir sur case noire h8 · Cavalier blanc sur case blanche f7 · Pion noir sur case noire g7 · Pion noir sur case blanche h7 | Tour noire sur case blanche g8 · Roi noir sur case noire h8 · Cavalier blanc sur case blanche f7 · Pion noir sur case noire g7 · Pion noir sur case blanche h7 | Tour noire sur case blanche g8 · Roi noir sur case noire h8 · Cavalier blanc sur case blanche f7 · Pion noir sur case noire g7 · Pion noir sur case blanche h7 | Tour noire sur case blanche g8 · Roi noir sur case noire h8 · Cavalier blanc sur case blanche f7 · Pion noir sur case noire g7 · Pion noir sur case blanche h7 | Tour noire sur case blanche g8 · Roi noir sur case noire h8 · Cavalier blanc sur case blanche f7 · Pion noir sur case noire g7 · Pion noir sur case blanche h7 | Tour noire sur case blanche g8 · Roi noir sur case noire h8 · Cavalier blanc sur case blanche f7 · Pion noir sur case noire g7 · Pion noir sur case blanche h7 | 5 |
| 4 | Tour noire sur case blanche g8 · Roi noir sur case noire h8 · Cavalier blanc sur case blanche f7 · Pion noir sur case noire g7 · Pion noir sur case blanche h7 | Tour noire sur case blanche g8 · Roi noir sur case noire h8 · Cavalier blanc sur case blanche f7 · Pion noir sur case noire g7 · Pion noir sur case blanche h7 | Tour noire sur case blanche g8 · Roi noir sur case noire h8 · Cavalier blanc sur case blanche f7 · Pion noir sur case noire g7 · Pion noir sur case blanche h7 | Tour noire sur case blanche g8 · Roi noir sur case noire h8 · Cavalier blanc sur case blanche f7 · Pion noir sur case noire g7 · Pion noir sur case blanche h7 | Tour noire sur case blanche g8 · Roi noir sur case noire h8 · Cavalier blanc sur case blanche f7 · Pion noir sur case noire g7 · Pion noir sur case blanche h7 | Tour noire sur case blanche g8 · Roi noir sur case noire h8 · Cavalier blanc sur case blanche f7 · Pion noir sur case noire g7 · Pion noir sur case blanche h7 | Tour noire sur case blanche g8 · Roi noir sur case noire h8 · Cavalier blanc sur case blanche f7 · Pion noir sur case noire g7 · Pion noir sur case blanche h7 | Tour noire sur case blanche g8 · Roi noir sur case noire h8 · Cavalier blanc sur case blanche f7 · Pion noir sur case noire g7 · Pion noir sur case blanche h7 | 4 |
| 3 | Tour noire sur case blanche g8 · Roi noir sur case noire h8 · Cavalier blanc sur case blanche f7 · Pion noir sur case noire g7 · Pion noir sur case blanche h7 | Tour noire sur case blanche g8 · Roi noir sur case noire h8 · Cavalier blanc sur case blanche f7 · Pion noir sur case noire g7 · Pion noir sur case blanche h7 | Tour noire sur case blanche g8 · Roi noir sur case noire h8 · Cavalier blanc sur case blanche f7 · Pion noir sur case noire g7 · Pion noir sur case blanche h7 | Tour noire sur case blanche g8 · Roi noir sur case noire h8 · Cavalier blanc sur case blanche f7 · Pion noir sur case noire g7 · Pion noir sur case blanche h7 | Tour noire sur case blanche g8 · Roi noir sur case noire h8 · Cavalier blanc sur case blanche f7 · Pion noir sur case noire g7 · Pion noir sur case blanche h7 | Tour noire sur case blanche g8 · Roi noir sur case noire h8 · Cavalier blanc sur case blanche f7 · Pion noir sur case noire g7 · Pion noir sur case blanche h7 | Tour noire sur case blanche g8 · Roi noir sur case noire h8 · Cavalier blanc sur case blanche f7 · Pion noir sur case noire g7 · Pion noir sur case blanche h7 | Tour noire sur case blanche g8 · Roi noir sur case noire h8 · Cavalier blanc sur case blanche f7 · Pion noir sur case noire g7 · Pion noir sur case blanche h7 | 3 |
| 2 | Tour noire sur case blanche g8 · Roi noir sur case noire h8 · Cavalier blanc sur case blanche f7 · Pion noir sur case noire g7 · Pion noir sur case blanche h7 | Tour noire sur case blanche g8 · Roi noir sur case noire h8 · Cavalier blanc sur case blanche f7 · Pion noir sur case noire g7 · Pion noir sur case blanche h7 | Tour noire sur case blanche g8 · Roi noir sur case noire h8 · Cavalier blanc sur case blanche f7 · Pion noir sur case noire g7 · Pion noir sur case blanche h7 | Tour noire sur case blanche g8 · Roi noir sur case noire h8 · Cavalier blanc sur case blanche f7 · Pion noir sur case noire g7 · Pion noir sur case blanche h7 | Tour noire sur case blanche g8 · Roi noir sur case noire h8 · Cavalier blanc sur case blanche f7 · Pion noir sur case noire g7 · Pion noir sur case blanche h7 | Tour noire sur case blanche g8 · Roi noir sur case noire h8 · Cavalier blanc sur case blanche f7 · Pion noir sur case noire g7 · Pion noir sur case blanche h7 | Tour noire sur case blanche g8 · Roi noir sur case noire h8 · Cavalier blanc sur case blanche f7 · Pion noir sur case noire g7 · Pion noir sur case blanche h7 | Tour noire sur case blanche g8 · Roi noir sur case noire h8 · Cavalier blanc sur case blanche f7 · Pion noir sur case noire g7 · Pion noir sur case blanche h7 | 2 |
| 1 | Tour noire sur case blanche g8 · Roi noir sur case noire h8 · Cavalier blanc sur case blanche f7 · Pion noir sur case noire g7 · Pion noir sur case blanche h7 | Tour noire sur case blanche g8 · Roi noir sur case noire h8 · Cavalier blanc sur case blanche f7 · Pion noir sur case noire g7 · Pion noir sur case blanche h7 | Tour noire sur case blanche g8 · Roi noir sur case noire h8 · Cavalier blanc sur case blanche f7 · Pion noir sur case noire g7 · Pion noir sur case blanche h7 | Tour noire sur case blanche g8 · Roi noir sur case noire h8 · Cavalier blanc sur case blanche f7 · Pion noir sur case noire g7 · Pion noir sur case blanche h7 | Tour noire sur case blanche g8 · Roi noir sur case noire h8 · Cavalier blanc sur case blanche f7 · Pion noir sur case noire g7 · Pion noir sur case blanche h7 | Tour noire sur case blanche g8 · Roi noir sur case noire h8 · Cavalier blanc sur case blanche f7 · Pion noir sur case noire g7 · Pion noir sur case blanche h7 | Tour noire sur case blanche g8 · Roi noir sur case noire h8 · Cavalier blanc sur case blanche f7 · Pion noir sur case noire g7 · Pion noir sur case blanche h7 | Tour noire sur case blanche g8 · Roi noir sur case noire h8 · Cavalier blanc sur case blanche f7 · Pion noir sur case noire g7 · Pion noir sur case blanche h7 | 1 |
|   | a | b | c | d | e | f | g | h |   |

|   | a | b | c | d | e | f | g | h |   |
| 8 | Roi noir sur case blanche c8 · Tour noire sur case noire d8 · Pion noir sur case noire a7 · Cavalier noir sur case blanche d7 · Fou blanc sur case blanche a6 · Fou blanc sur case noire f4 | Roi noir sur case blanche c8 · Tour noire sur case noire d8 · Pion noir sur case noire a7 · Cavalier noir sur case blanche d7 · Fou blanc sur case blanche a6 · Fou blanc sur case noire f4 | Roi noir sur case blanche c8 · Tour noire sur case noire d8 · Pion noir sur case noire a7 · Cavalier noir sur case blanche d7 · Fou blanc sur case blanche a6 · Fou blanc sur case noire f4 | Roi noir sur case blanche c8 · Tour noire sur case noire d8 · Pion noir sur case noire a7 · Cavalier noir sur case blanche d7 · Fou blanc sur case blanche a6 · Fou blanc sur case noire f4 | Roi noir sur case blanche c8 · Tour noire sur case noire d8 · Pion noir sur case noire a7 · Cavalier noir sur case blanche d7 · Fou blanc sur case blanche a6 · Fou blanc sur case noire f4 | Roi noir sur case blanche c8 · Tour noire sur case noire d8 · Pion noir sur case noire a7 · Cavalier noir sur case blanche d7 · Fou blanc sur case blanche a6 · Fou blanc sur case noire f4 | Roi noir sur case blanche c8 · Tour noire sur case noire d8 · Pion noir sur case noire a7 · Cavalier noir sur case blanche d7 · Fou blanc sur case blanche a6 · Fou blanc sur case noire f4 | Roi noir sur case blanche c8 · Tour noire sur case noire d8 · Pion noir sur case noire a7 · Cavalier noir sur case blanche d7 · Fou blanc sur case blanche a6 · Fou blanc sur case noire f4 | 8 |
| 7 | Roi noir sur case blanche c8 · Tour noire sur case noire d8 · Pion noir sur case noire a7 · Cavalier noir sur case blanche d7 · Fou blanc sur case blanche a6 · Fou blanc sur case noire f4 | Roi noir sur case blanche c8 · Tour noire sur case noire d8 · Pion noir sur case noire a7 · Cavalier noir sur case blanche d7 · Fou blanc sur case blanche a6 · Fou blanc sur case noire f4 | Roi noir sur case blanche c8 · Tour noire sur case noire d8 · Pion noir sur case noire a7 · Cavalier noir sur case blanche d7 · Fou blanc sur case blanche a6 · Fou blanc sur case noire f4 | Roi noir sur case blanche c8 · Tour noire sur case noire d8 · Pion noir sur case noire a7 · Cavalier noir sur case blanche d7 · Fou blanc sur case blanche a6 · Fou blanc sur case noire f4 | Roi noir sur case blanche c8 · Tour noire sur case noire d8 · Pion noir sur case noire a7 · Cavalier noir sur case blanche d7 · Fou blanc sur case blanche a6 · Fou blanc sur case noire f4 | Roi noir sur case blanche c8 · Tour noire sur case noire d8 · Pion noir sur case noire a7 · Cavalier noir sur case blanche d7 · Fou blanc sur case blanche a6 · Fou blanc sur case noire f4 | Roi noir sur case blanche c8 · Tour noire sur case noire d8 · Pion noir sur case noire a7 · Cavalier noir sur case blanche d7 · Fou blanc sur case blanche a6 · Fou blanc sur case noire f4 | Roi noir sur case blanche c8 · Tour noire sur case noire d8 · Pion noir sur case noire a7 · Cavalier noir sur case blanche d7 · Fou blanc sur case blanche a6 · Fou blanc sur case noire f4 | 7 |
| 6 | Roi noir sur case blanche c8 · Tour noire sur case noire d8 · Pion noir sur case noire a7 · Cavalier noir sur case blanche d7 · Fou blanc sur case blanche a6 · Fou blanc sur case noire f4 | Roi noir sur case blanche c8 · Tour noire sur case noire d8 · Pion noir sur case noire a7 · Cavalier noir sur case blanche d7 · Fou blanc sur case blanche a6 · Fou blanc sur case noire f4 | Roi noir sur case blanche c8 · Tour noire sur case noire d8 · Pion noir sur case noire a7 · Cavalier noir sur case blanche d7 · Fou blanc sur case blanche a6 · Fou blanc sur case noire f4 | Roi noir sur case blanche c8 · Tour noire sur case noire d8 · Pion noir sur case noire a7 · Cavalier noir sur case blanche d7 · Fou blanc sur case blanche a6 · Fou blanc sur case noire f4 | Roi noir sur case blanche c8 · Tour noire sur case noire d8 · Pion noir sur case noire a7 · Cavalier noir sur case blanche d7 · Fou blanc sur case blanche a6 · Fou blanc sur case noire f4 | Roi noir sur case blanche c8 · Tour noire sur case noire d8 · Pion noir sur case noire a7 · Cavalier noir sur case blanche d7 · Fou blanc sur case blanche a6 · Fou blanc sur case noire f4 | Roi noir sur case blanche c8 · Tour noire sur case noire d8 · Pion noir sur case noire a7 · Cavalier noir sur case blanche d7 · Fou blanc sur case blanche a6 · Fou blanc sur case noire f4 | Roi noir sur case blanche c8 · Tour noire sur case noire d8 · Pion noir sur case noire a7 · Cavalier noir sur case blanche d7 · Fou blanc sur case blanche a6 · Fou blanc sur case noire f4 | 6 |
| 5 | Roi noir sur case blanche c8 · Tour noire sur case noire d8 · Pion noir sur case noire a7 · Cavalier noir sur case blanche d7 · Fou blanc sur case blanche a6 · Fou blanc sur case noire f4 | Roi noir sur case blanche c8 · Tour noire sur case noire d8 · Pion noir sur case noire a7 · Cavalier noir sur case blanche d7 · Fou blanc sur case blanche a6 · Fou blanc sur case noire f4 | Roi noir sur case blanche c8 · Tour noire sur case noire d8 · Pion noir sur case noire a7 · Cavalier noir sur case blanche d7 · Fou blanc sur case blanche a6 · Fou blanc sur case noire f4 | Roi noir sur case blanche c8 · Tour noire sur case noire d8 · Pion noir sur case noire a7 · Cavalier noir sur case blanche d7 · Fou blanc sur case blanche a6 · Fou blanc sur case noire f4 | Roi noir sur case blanche c8 · Tour noire sur case noire d8 · Pion noir sur case noire a7 · Cavalier noir sur case blanche d7 · Fou blanc sur case blanche a6 · Fou blanc sur case noire f4 | Roi noir sur case blanche c8 · Tour noire sur case noire d8 · Pion noir sur case noire a7 · Cavalier noir sur case blanche d7 · Fou blanc sur case blanche a6 · Fou blanc sur case noire f4 | Roi noir sur case blanche c8 · Tour noire sur case noire d8 · Pion noir sur case noire a7 · Cavalier noir sur case blanche d7 · Fou blanc sur case blanche a6 · Fou blanc sur case noire f4 | Roi noir sur case blanche c8 · Tour noire sur case noire d8 · Pion noir sur case noire a7 · Cavalier noir sur case blanche d7 · Fou blanc sur case blanche a6 · Fou blanc sur case noire f4 | 5 |
| 4 | Roi noir sur case blanche c8 · Tour noire sur case noire d8 · Pion noir sur case noire a7 · Cavalier noir sur case blanche d7 · Fou blanc sur case blanche a6 · Fou blanc sur case noire f4 | Roi noir sur case blanche c8 · Tour noire sur case noire d8 · Pion noir sur case noire a7 · Cavalier noir sur case blanche d7 · Fou blanc sur case blanche a6 · Fou blanc sur case noire f4 | Roi noir sur case blanche c8 · Tour noire sur case noire d8 · Pion noir sur case noire a7 · Cavalier noir sur case blanche d7 · Fou blanc sur case blanche a6 · Fou blanc sur case noire f4 | Roi noir sur case blanche c8 · Tour noire sur case noire d8 · Pion noir sur case noire a7 · Cavalier noir sur case blanche d7 · Fou blanc sur case blanche a6 · Fou blanc sur case noire f4 | Roi noir sur case blanche c8 · Tour noire sur case noire d8 · Pion noir sur case noire a7 · Cavalier noir sur case blanche d7 · Fou blanc sur case blanche a6 · Fou blanc sur case noire f4 | Roi noir sur case blanche c8 · Tour noire sur case noire d8 · Pion noir sur case noire a7 · Cavalier noir sur case blanche d7 · Fou blanc sur case blanche a6 · Fou blanc sur case noire f4 | Roi noir sur case blanche c8 · Tour noire sur case noire d8 · Pion noir sur case noire a7 · Cavalier noir sur case blanche d7 · Fou blanc sur case blanche a6 · Fou blanc sur case noire f4 | Roi noir sur case blanche c8 · Tour noire sur case noire d8 · Pion noir sur case noire a7 · Cavalier noir sur case blanche d7 · Fou blanc sur case blanche a6 · Fou blanc sur case noire f4 | 4 |
| 3 | Roi noir sur case blanche c8 · Tour noire sur case noire d8 · Pion noir sur case noire a7 · Cavalier noir sur case blanche d7 · Fou blanc sur case blanche a6 · Fou blanc sur case noire f4 | Roi noir sur case blanche c8 · Tour noire sur case noire d8 · Pion noir sur case noire a7 · Cavalier noir sur case blanche d7 · Fou blanc sur case blanche a6 · Fou blanc sur case noire f4 | Roi noir sur case blanche c8 · Tour noire sur case noire d8 · Pion noir sur case noire a7 · Cavalier noir sur case blanche d7 · Fou blanc sur case blanche a6 · Fou blanc sur case noire f4 | Roi noir sur case blanche c8 · Tour noire sur case noire d8 · Pion noir sur case noire a7 · Cavalier noir sur case blanche d7 · Fou blanc sur case blanche a6 · Fou blanc sur case noire f4 | Roi noir sur case blanche c8 · Tour noire sur case noire d8 · Pion noir sur case noire a7 · Cavalier noir sur case blanche d7 · Fou blanc sur case blanche a6 · Fou blanc sur case noire f4 | Roi noir sur case blanche c8 · Tour noire sur case noire d8 · Pion noir sur case noire a7 · Cavalier noir sur case blanche d7 · Fou blanc sur case blanche a6 · Fou blanc sur case noire f4 | Roi noir sur case blanche c8 · Tour noire sur case noire d8 · Pion noir sur case noire a7 · Cavalier noir sur case blanche d7 · Fou blanc sur case blanche a6 · Fou blanc sur case noire f4 | Roi noir sur case blanche c8 · Tour noire sur case noire d8 · Pion noir sur case noire a7 · Cavalier noir sur case blanche d7 · Fou blanc sur case blanche a6 · Fou blanc sur case noire f4 | 3 |
| 2 | Roi noir sur case blanche c8 · Tour noire sur case noire d8 · Pion noir sur case noire a7 · Cavalier noir sur case blanche d7 · Fou blanc sur case blanche a6 · Fou blanc sur case noire f4 | Roi noir sur case blanche c8 · Tour noire sur case noire d8 · Pion noir sur case noire a7 · Cavalier noir sur case blanche d7 · Fou blanc sur case blanche a6 · Fou blanc sur case noire f4 | Roi noir sur case blanche c8 · Tour noire sur case noire d8 · Pion noir sur case noire a7 · Cavalier noir sur case blanche d7 · Fou blanc sur case blanche a6 · Fou blanc sur case noire f4 | Roi noir sur case blanche c8 · Tour noire sur case noire d8 · Pion noir sur case noire a7 · Cavalier noir sur case blanche d7 · Fou blanc sur case blanche a6 · Fou blanc sur case noire f4 | Roi noir sur case blanche c8 · Tour noire sur case noire d8 · Pion noir sur case noire a7 · Cavalier noir sur case blanche d7 · Fou blanc sur case blanche a6 · Fou blanc sur case noire f4 | Roi noir sur case blanche c8 · Tour noire sur case noire d8 · Pion noir sur case noire a7 · Cavalier noir sur case blanche d7 · Fou blanc sur case blanche a6 · Fou blanc sur case noire f4 | Roi noir sur case blanche c8 · Tour noire sur case noire d8 · Pion noir sur case noire a7 · Cavalier noir sur case blanche d7 · Fou blanc sur case blanche a6 · Fou blanc sur case noire f4 | Roi noir sur case blanche c8 · Tour noire sur case noire d8 · Pion noir sur case noire a7 · Cavalier noir sur case blanche d7 · Fou blanc sur case blanche a6 · Fou blanc sur case noire f4 | 2 |
| 1 | Roi noir sur case blanche c8 · Tour noire sur case noire d8 · Pion noir sur case noire a7 · Cavalier noir sur case blanche d7 · Fou blanc sur case blanche a6 · Fou blanc sur case noire f4 | Roi noir sur case blanche c8 · Tour noire sur case noire d8 · Pion noir sur case noire a7 · Cavalier noir sur case blanche d7 · Fou blanc sur case blanche a6 · Fou blanc sur case noire f4 | Roi noir sur case blanche c8 · Tour noire sur case noire d8 · Pion noir sur case noire a7 · Cavalier noir sur case blanche d7 · Fou blanc sur case blanche a6 · Fou blanc sur case noire f4 | Roi noir sur case blanche c8 · Tour noire sur case noire d8 · Pion noir sur case noire a7 · Cavalier noir sur case blanche d7 · Fou blanc sur case blanche a6 · Fou blanc sur case noire f4 | Roi noir sur case blanche c8 · Tour noire sur case noire d8 · Pion noir sur case noire a7 · Cavalier noir sur case blanche d7 · Fou blanc sur case blanche a6 · Fou blanc sur case noire f4 | Roi noir sur case blanche c8 · Tour noire sur case noire d8 · Pion noir sur case noire a7 · Cavalier noir sur case blanche d7 · Fou blanc sur case blanche a6 · Fou blanc sur case noire f4 | Roi noir sur case blanche c8 · Tour noire sur case noire d8 · Pion noir sur case noire a7 · Cavalier noir sur case blanche d7 · Fou blanc sur case blanche a6 · Fou blanc sur case noire f4 | Roi noir sur case blanche c8 · Tour noire sur case noire d8 · Pion noir sur case noire a7 · Cavalier noir sur case blanche d7 · Fou blanc sur case blanche a6 · Fou blanc sur case noire f4 | 1 |
|   | a | b | c | d | e | f | g | h |   |

|   | a | b | c | d | e | f | g | h |   |
| 8 | Tour noire sur case noire f8 · Roi noir sur case blanche g8 · Pion noir sur case blanche f7 · Dame blanche sur case noire g7 · Pion noir sur case blanche h7 · Pion blanc sur case noire f6 · Pion noir sur case blanche g6 | Tour noire sur case noire f8 · Roi noir sur case blanche g8 · Pion noir sur case blanche f7 · Dame blanche sur case noire g7 · Pion noir sur case blanche h7 · Pion blanc sur case noire f6 · Pion noir sur case blanche g6 | Tour noire sur case noire f8 · Roi noir sur case blanche g8 · Pion noir sur case blanche f7 · Dame blanche sur case noire g7 · Pion noir sur case blanche h7 · Pion blanc sur case noire f6 · Pion noir sur case blanche g6 | Tour noire sur case noire f8 · Roi noir sur case blanche g8 · Pion noir sur case blanche f7 · Dame blanche sur case noire g7 · Pion noir sur case blanche h7 · Pion blanc sur case noire f6 · Pion noir sur case blanche g6 | Tour noire sur case noire f8 · Roi noir sur case blanche g8 · Pion noir sur case blanche f7 · Dame blanche sur case noire g7 · Pion noir sur case blanche h7 · Pion blanc sur case noire f6 · Pion noir sur case blanche g6 | Tour noire sur case noire f8 · Roi noir sur case blanche g8 · Pion noir sur case blanche f7 · Dame blanche sur case noire g7 · Pion noir sur case blanche h7 · Pion blanc sur case noire f6 · Pion noir sur case blanche g6 | Tour noire sur case noire f8 · Roi noir sur case blanche g8 · Pion noir sur case blanche f7 · Dame blanche sur case noire g7 · Pion noir sur case blanche h7 · Pion blanc sur case noire f6 · Pion noir sur case blanche g6 | Tour noire sur case noire f8 · Roi noir sur case blanche g8 · Pion noir sur case blanche f7 · Dame blanche sur case noire g7 · Pion noir sur case blanche h7 · Pion blanc sur case noire f6 · Pion noir sur case blanche g6 | 8 |
| 7 | Tour noire sur case noire f8 · Roi noir sur case blanche g8 · Pion noir sur case blanche f7 · Dame blanche sur case noire g7 · Pion noir sur case blanche h7 · Pion blanc sur case noire f6 · Pion noir sur case blanche g6 | Tour noire sur case noire f8 · Roi noir sur case blanche g8 · Pion noir sur case blanche f7 · Dame blanche sur case noire g7 · Pion noir sur case blanche h7 · Pion blanc sur case noire f6 · Pion noir sur case blanche g6 | Tour noire sur case noire f8 · Roi noir sur case blanche g8 · Pion noir sur case blanche f7 · Dame blanche sur case noire g7 · Pion noir sur case blanche h7 · Pion blanc sur case noire f6 · Pion noir sur case blanche g6 | Tour noire sur case noire f8 · Roi noir sur case blanche g8 · Pion noir sur case blanche f7 · Dame blanche sur case noire g7 · Pion noir sur case blanche h7 · Pion blanc sur case noire f6 · Pion noir sur case blanche g6 | Tour noire sur case noire f8 · Roi noir sur case blanche g8 · Pion noir sur case blanche f7 · Dame blanche sur case noire g7 · Pion noir sur case blanche h7 · Pion blanc sur case noire f6 · Pion noir sur case blanche g6 | Tour noire sur case noire f8 · Roi noir sur case blanche g8 · Pion noir sur case blanche f7 · Dame blanche sur case noire g7 · Pion noir sur case blanche h7 · Pion blanc sur case noire f6 · Pion noir sur case blanche g6 | Tour noire sur case noire f8 · Roi noir sur case blanche g8 · Pion noir sur case blanche f7 · Dame blanche sur case noire g7 · Pion noir sur case blanche h7 · Pion blanc sur case noire f6 · Pion noir sur case blanche g6 | Tour noire sur case noire f8 · Roi noir sur case blanche g8 · Pion noir sur case blanche f7 · Dame blanche sur case noire g7 · Pion noir sur case blanche h7 · Pion blanc sur case noire f6 · Pion noir sur case blanche g6 | 7 |
| 6 | Tour noire sur case noire f8 · Roi noir sur case blanche g8 · Pion noir sur case blanche f7 · Dame blanche sur case noire g7 · Pion noir sur case blanche h7 · Pion blanc sur case noire f6 · Pion noir sur case blanche g6 | Tour noire sur case noire f8 · Roi noir sur case blanche g8 · Pion noir sur case blanche f7 · Dame blanche sur case noire g7 · Pion noir sur case blanche h7 · Pion blanc sur case noire f6 · Pion noir sur case blanche g6 | Tour noire sur case noire f8 · Roi noir sur case blanche g8 · Pion noir sur case blanche f7 · Dame blanche sur case noire g7 · Pion noir sur case blanche h7 · Pion blanc sur case noire f6 · Pion noir sur case blanche g6 | Tour noire sur case noire f8 · Roi noir sur case blanche g8 · Pion noir sur case blanche f7 · Dame blanche sur case noire g7 · Pion noir sur case blanche h7 · Pion blanc sur case noire f6 · Pion noir sur case blanche g6 | Tour noire sur case noire f8 · Roi noir sur case blanche g8 · Pion noir sur case blanche f7 · Dame blanche sur case noire g7 · Pion noir sur case blanche h7 · Pion blanc sur case noire f6 · Pion noir sur case blanche g6 | Tour noire sur case noire f8 · Roi noir sur case blanche g8 · Pion noir sur case blanche f7 · Dame blanche sur case noire g7 · Pion noir sur case blanche h7 · Pion blanc sur case noire f6 · Pion noir sur case blanche g6 | Tour noire sur case noire f8 · Roi noir sur case blanche g8 · Pion noir sur case blanche f7 · Dame blanche sur case noire g7 · Pion noir sur case blanche h7 · Pion blanc sur case noire f6 · Pion noir sur case blanche g6 | Tour noire sur case noire f8 · Roi noir sur case blanche g8 · Pion noir sur case blanche f7 · Dame blanche sur case noire g7 · Pion noir sur case blanche h7 · Pion blanc sur case noire f6 · Pion noir sur case blanche g6 | 6 |
| 5 | Tour noire sur case noire f8 · Roi noir sur case blanche g8 · Pion noir sur case blanche f7 · Dame blanche sur case noire g7 · Pion noir sur case blanche h7 · Pion blanc sur case noire f6 · Pion noir sur case blanche g6 | Tour noire sur case noire f8 · Roi noir sur case blanche g8 · Pion noir sur case blanche f7 · Dame blanche sur case noire g7 · Pion noir sur case blanche h7 · Pion blanc sur case noire f6 · Pion noir sur case blanche g6 | Tour noire sur case noire f8 · Roi noir sur case blanche g8 · Pion noir sur case blanche f7 · Dame blanche sur case noire g7 · Pion noir sur case blanche h7 · Pion blanc sur case noire f6 · Pion noir sur case blanche g6 | Tour noire sur case noire f8 · Roi noir sur case blanche g8 · Pion noir sur case blanche f7 · Dame blanche sur case noire g7 · Pion noir sur case blanche h7 · Pion blanc sur case noire f6 · Pion noir sur case blanche g6 | Tour noire sur case noire f8 · Roi noir sur case blanche g8 · Pion noir sur case blanche f7 · Dame blanche sur case noire g7 · Pion noir sur case blanche h7 · Pion blanc sur case noire f6 · Pion noir sur case blanche g6 | Tour noire sur case noire f8 · Roi noir sur case blanche g8 · Pion noir sur case blanche f7 · Dame blanche sur case noire g7 · Pion noir sur case blanche h7 · Pion blanc sur case noire f6 · Pion noir sur case blanche g6 | Tour noire sur case noire f8 · Roi noir sur case blanche g8 · Pion noir sur case blanche f7 · Dame blanche sur case noire g7 · Pion noir sur case blanche h7 · Pion blanc sur case noire f6 · Pion noir sur case blanche g6 | Tour noire sur case noire f8 · Roi noir sur case blanche g8 · Pion noir sur case blanche f7 · Dame blanche sur case noire g7 · Pion noir sur case blanche h7 · Pion blanc sur case noire f6 · Pion noir sur case blanche g6 | 5 |
| 4 | Tour noire sur case noire f8 · Roi noir sur case blanche g8 · Pion noir sur case blanche f7 · Dame blanche sur case noire g7 · Pion noir sur case blanche h7 · Pion blanc sur case noire f6 · Pion noir sur case blanche g6 | Tour noire sur case noire f8 · Roi noir sur case blanche g8 · Pion noir sur case blanche f7 · Dame blanche sur case noire g7 · Pion noir sur case blanche h7 · Pion blanc sur case noire f6 · Pion noir sur case blanche g6 | Tour noire sur case noire f8 · Roi noir sur case blanche g8 · Pion noir sur case blanche f7 · Dame blanche sur case noire g7 · Pion noir sur case blanche h7 · Pion blanc sur case noire f6 · Pion noir sur case blanche g6 | Tour noire sur case noire f8 · Roi noir sur case blanche g8 · Pion noir sur case blanche f7 · Dame blanche sur case noire g7 · Pion noir sur case blanche h7 · Pion blanc sur case noire f6 · Pion noir sur case blanche g6 | Tour noire sur case noire f8 · Roi noir sur case blanche g8 · Pion noir sur case blanche f7 · Dame blanche sur case noire g7 · Pion noir sur case blanche h7 · Pion blanc sur case noire f6 · Pion noir sur case blanche g6 | Tour noire sur case noire f8 · Roi noir sur case blanche g8 · Pion noir sur case blanche f7 · Dame blanche sur case noire g7 · Pion noir sur case blanche h7 · Pion blanc sur case noire f6 · Pion noir sur case blanche g6 | Tour noire sur case noire f8 · Roi noir sur case blanche g8 · Pion noir sur case blanche f7 · Dame blanche sur case noire g7 · Pion noir sur case blanche h7 · Pion blanc sur case noire f6 · Pion noir sur case blanche g6 | Tour noire sur case noire f8 · Roi noir sur case blanche g8 · Pion noir sur case blanche f7 · Dame blanche sur case noire g7 · Pion noir sur case blanche h7 · Pion blanc sur case noire f6 · Pion noir sur case blanche g6 | 4 |
| 3 | Tour noire sur case noire f8 · Roi noir sur case blanche g8 · Pion noir sur case blanche f7 · Dame blanche sur case noire g7 · Pion noir sur case blanche h7 · Pion blanc sur case noire f6 · Pion noir sur case blanche g6 | Tour noire sur case noire f8 · Roi noir sur case blanche g8 · Pion noir sur case blanche f7 · Dame blanche sur case noire g7 · Pion noir sur case blanche h7 · Pion blanc sur case noire f6 · Pion noir sur case blanche g6 | Tour noire sur case noire f8 · Roi noir sur case blanche g8 · Pion noir sur case blanche f7 · Dame blanche sur case noire g7 · Pion noir sur case blanche h7 · Pion blanc sur case noire f6 · Pion noir sur case blanche g6 | Tour noire sur case noire f8 · Roi noir sur case blanche g8 · Pion noir sur case blanche f7 · Dame blanche sur case noire g7 · Pion noir sur case blanche h7 · Pion blanc sur case noire f6 · Pion noir sur case blanche g6 | Tour noire sur case noire f8 · Roi noir sur case blanche g8 · Pion noir sur case blanche f7 · Dame blanche sur case noire g7 · Pion noir sur case blanche h7 · Pion blanc sur case noire f6 · Pion noir sur case blanche g6 | Tour noire sur case noire f8 · Roi noir sur case blanche g8 · Pion noir sur case blanche f7 · Dame blanche sur case noire g7 · Pion noir sur case blanche h7 · Pion blanc sur case noire f6 · Pion noir sur case blanche g6 | Tour noire sur case noire f8 · Roi noir sur case blanche g8 · Pion noir sur case blanche f7 · Dame blanche sur case noire g7 · Pion noir sur case blanche h7 · Pion blanc sur case noire f6 · Pion noir sur case blanche g6 | Tour noire sur case noire f8 · Roi noir sur case blanche g8 · Pion noir sur case blanche f7 · Dame blanche sur case noire g7 · Pion noir sur case blanche h7 · Pion blanc sur case noire f6 · Pion noir sur case blanche g6 | 3 |
| 2 | Tour noire sur case noire f8 · Roi noir sur case blanche g8 · Pion noir sur case blanche f7 · Dame blanche sur case noire g7 · Pion noir sur case blanche h7 · Pion blanc sur case noire f6 · Pion noir sur case blanche g6 | Tour noire sur case noire f8 · Roi noir sur case blanche g8 · Pion noir sur case blanche f7 · Dame blanche sur case noire g7 · Pion noir sur case blanche h7 · Pion blanc sur case noire f6 · Pion noir sur case blanche g6 | Tour noire sur case noire f8 · Roi noir sur case blanche g8 · Pion noir sur case blanche f7 · Dame blanche sur case noire g7 · Pion noir sur case blanche h7 · Pion blanc sur case noire f6 · Pion noir sur case blanche g6 | Tour noire sur case noire f8 · Roi noir sur case blanche g8 · Pion noir sur case blanche f7 · Dame blanche sur case noire g7 · Pion noir sur case blanche h7 · Pion blanc sur case noire f6 · Pion noir sur case blanche g6 | Tour noire sur case noire f8 · Roi noir sur case blanche g8 · Pion noir sur case blanche f7 · Dame blanche sur case noire g7 · Pion noir sur case blanche h7 · Pion blanc sur case noire f6 · Pion noir sur case blanche g6 | Tour noire sur case noire f8 · Roi noir sur case blanche g8 · Pion noir sur case blanche f7 · Dame blanche sur case noire g7 · Pion noir sur case blanche h7 · Pion blanc sur case noire f6 · Pion noir sur case blanche g6 | Tour noire sur case noire f8 · Roi noir sur case blanche g8 · Pion noir sur case blanche f7 · Dame blanche sur case noire g7 · Pion noir sur case blanche h7 · Pion blanc sur case noire f6 · Pion noir sur case blanche g6 | Tour noire sur case noire f8 · Roi noir sur case blanche g8 · Pion noir sur case blanche f7 · Dame blanche sur case noire g7 · Pion noir sur case blanche h7 · Pion blanc sur case noire f6 · Pion noir sur case blanche g6 | 2 |
| 1 | Tour noire sur case noire f8 · Roi noir sur case blanche g8 · Pion noir sur case blanche f7 · Dame blanche sur case noire g7 · Pion noir sur case blanche h7 · Pion blanc sur case noire f6 · Pion noir sur case blanche g6 | Tour noire sur case noire f8 · Roi noir sur case blanche g8 · Pion noir sur case blanche f7 · Dame blanche sur case noire g7 · Pion noir sur case blanche h7 · Pion blanc sur case noire f6 · Pion noir sur case blanche g6 | Tour noire sur case noire f8 · Roi noir sur case blanche g8 · Pion noir sur case blanche f7 · Dame blanche sur case noire g7 · Pion noir sur case blanche h7 · Pion blanc sur case noire f6 · Pion noir sur case blanche g6 | Tour noire sur case noire f8 · Roi noir sur case blanche g8 · Pion noir sur case blanche f7 · Dame blanche sur case noire g7 · Pion noir sur case blanche h7 · Pion blanc sur case noire f6 · Pion noir sur case blanche g6 | Tour noire sur case noire f8 · Roi noir sur case blanche g8 · Pion noir sur case blanche f7 · Dame blanche sur case noire g7 · Pion noir sur case blanche h7 · Pion blanc sur case noire f6 · Pion noir sur case blanche g6 | Tour noire sur case noire f8 · Roi noir sur case blanche g8 · Pion noir sur case blanche f7 · Dame blanche sur case noire g7 · Pion noir sur case blanche h7 · Pion blanc sur case noire f6 · Pion noir sur case blanche g6 | Tour noire sur case noire f8 · Roi noir sur case blanche g8 · Pion noir sur case blanche f7 · Dame blanche sur case noire g7 · Pion noir sur case blanche h7 · Pion blanc sur case noire f6 · Pion noir sur case blanche g6 | Tour noire sur case noire f8 · Roi noir sur case blanche g8 · Pion noir sur case blanche f7 · Dame blanche sur case noire g7 · Pion noir sur case blanche h7 · Pion blanc sur case noire f6 · Pion noir sur case blanche g6 | 1 |
|   | a | b | c | d | e | f | g | h |   |

|   | a | b | c | d | e | f | g | h |   |
| 8 | Tour noire sur case noire d8 · Fou noir sur case noire f8 · Roi noir sur case noire e7 · Dame blanche sur case blanche e6 · Pion blanc sur case blanche d5 | Tour noire sur case noire d8 · Fou noir sur case noire f8 · Roi noir sur case noire e7 · Dame blanche sur case blanche e6 · Pion blanc sur case blanche d5 | Tour noire sur case noire d8 · Fou noir sur case noire f8 · Roi noir sur case noire e7 · Dame blanche sur case blanche e6 · Pion blanc sur case blanche d5 | Tour noire sur case noire d8 · Fou noir sur case noire f8 · Roi noir sur case noire e7 · Dame blanche sur case blanche e6 · Pion blanc sur case blanche d5 | Tour noire sur case noire d8 · Fou noir sur case noire f8 · Roi noir sur case noire e7 · Dame blanche sur case blanche e6 · Pion blanc sur case blanche d5 | Tour noire sur case noire d8 · Fou noir sur case noire f8 · Roi noir sur case noire e7 · Dame blanche sur case blanche e6 · Pion blanc sur case blanche d5 | Tour noire sur case noire d8 · Fou noir sur case noire f8 · Roi noir sur case noire e7 · Dame blanche sur case blanche e6 · Pion blanc sur case blanche d5 | Tour noire sur case noire d8 · Fou noir sur case noire f8 · Roi noir sur case noire e7 · Dame blanche sur case blanche e6 · Pion blanc sur case blanche d5 | 8 |
| 7 | Tour noire sur case noire d8 · Fou noir sur case noire f8 · Roi noir sur case noire e7 · Dame blanche sur case blanche e6 · Pion blanc sur case blanche d5 | Tour noire sur case noire d8 · Fou noir sur case noire f8 · Roi noir sur case noire e7 · Dame blanche sur case blanche e6 · Pion blanc sur case blanche d5 | Tour noire sur case noire d8 · Fou noir sur case noire f8 · Roi noir sur case noire e7 · Dame blanche sur case blanche e6 · Pion blanc sur case blanche d5 | Tour noire sur case noire d8 · Fou noir sur case noire f8 · Roi noir sur case noire e7 · Dame blanche sur case blanche e6 · Pion blanc sur case blanche d5 | Tour noire sur case noire d8 · Fou noir sur case noire f8 · Roi noir sur case noire e7 · Dame blanche sur case blanche e6 · Pion blanc sur case blanche d5 | Tour noire sur case noire d8 · Fou noir sur case noire f8 · Roi noir sur case noire e7 · Dame blanche sur case blanche e6 · Pion blanc sur case blanche d5 | Tour noire sur case noire d8 · Fou noir sur case noire f8 · Roi noir sur case noire e7 · Dame blanche sur case blanche e6 · Pion blanc sur case blanche d5 | Tour noire sur case noire d8 · Fou noir sur case noire f8 · Roi noir sur case noire e7 · Dame blanche sur case blanche e6 · Pion blanc sur case blanche d5 | 7 |
| 6 | Tour noire sur case noire d8 · Fou noir sur case noire f8 · Roi noir sur case noire e7 · Dame blanche sur case blanche e6 · Pion blanc sur case blanche d5 | Tour noire sur case noire d8 · Fou noir sur case noire f8 · Roi noir sur case noire e7 · Dame blanche sur case blanche e6 · Pion blanc sur case blanche d5 | Tour noire sur case noire d8 · Fou noir sur case noire f8 · Roi noir sur case noire e7 · Dame blanche sur case blanche e6 · Pion blanc sur case blanche d5 | Tour noire sur case noire d8 · Fou noir sur case noire f8 · Roi noir sur case noire e7 · Dame blanche sur case blanche e6 · Pion blanc sur case blanche d5 | Tour noire sur case noire d8 · Fou noir sur case noire f8 · Roi noir sur case noire e7 · Dame blanche sur case blanche e6 · Pion blanc sur case blanche d5 | Tour noire sur case noire d8 · Fou noir sur case noire f8 · Roi noir sur case noire e7 · Dame blanche sur case blanche e6 · Pion blanc sur case blanche d5 | Tour noire sur case noire d8 · Fou noir sur case noire f8 · Roi noir sur case noire e7 · Dame blanche sur case blanche e6 · Pion blanc sur case blanche d5 | Tour noire sur case noire d8 · Fou noir sur case noire f8 · Roi noir sur case noire e7 · Dame blanche sur case blanche e6 · Pion blanc sur case blanche d5 | 6 |
| 5 | Tour noire sur case noire d8 · Fou noir sur case noire f8 · Roi noir sur case noire e7 · Dame blanche sur case blanche e6 · Pion blanc sur case blanche d5 | Tour noire sur case noire d8 · Fou noir sur case noire f8 · Roi noir sur case noire e7 · Dame blanche sur case blanche e6 · Pion blanc sur case blanche d5 | Tour noire sur case noire d8 · Fou noir sur case noire f8 · Roi noir sur case noire e7 · Dame blanche sur case blanche e6 · Pion blanc sur case blanche d5 | Tour noire sur case noire d8 · Fou noir sur case noire f8 · Roi noir sur case noire e7 · Dame blanche sur case blanche e6 · Pion blanc sur case blanche d5 | Tour noire sur case noire d8 · Fou noir sur case noire f8 · Roi noir sur case noire e7 · Dame blanche sur case blanche e6 · Pion blanc sur case blanche d5 | Tour noire sur case noire d8 · Fou noir sur case noire f8 · Roi noir sur case noire e7 · Dame blanche sur case blanche e6 · Pion blanc sur case blanche d5 | Tour noire sur case noire d8 · Fou noir sur case noire f8 · Roi noir sur case noire e7 · Dame blanche sur case blanche e6 · Pion blanc sur case blanche d5 | Tour noire sur case noire d8 · Fou noir sur case noire f8 · Roi noir sur case noire e7 · Dame blanche sur case blanche e6 · Pion blanc sur case blanche d5 | 5 |
| 4 | Tour noire sur case noire d8 · Fou noir sur case noire f8 · Roi noir sur case noire e7 · Dame blanche sur case blanche e6 · Pion blanc sur case blanche d5 | Tour noire sur case noire d8 · Fou noir sur case noire f8 · Roi noir sur case noire e7 · Dame blanche sur case blanche e6 · Pion blanc sur case blanche d5 | Tour noire sur case noire d8 · Fou noir sur case noire f8 · Roi noir sur case noire e7 · Dame blanche sur case blanche e6 · Pion blanc sur case blanche d5 | Tour noire sur case noire d8 · Fou noir sur case noire f8 · Roi noir sur case noire e7 · Dame blanche sur case blanche e6 · Pion blanc sur case blanche d5 | Tour noire sur case noire d8 · Fou noir sur case noire f8 · Roi noir sur case noire e7 · Dame blanche sur case blanche e6 · Pion blanc sur case blanche d5 | Tour noire sur case noire d8 · Fou noir sur case noire f8 · Roi noir sur case noire e7 · Dame blanche sur case blanche e6 · Pion blanc sur case blanche d5 | Tour noire sur case noire d8 · Fou noir sur case noire f8 · Roi noir sur case noire e7 · Dame blanche sur case blanche e6 · Pion blanc sur case blanche d5 | Tour noire sur case noire d8 · Fou noir sur case noire f8 · Roi noir sur case noire e7 · Dame blanche sur case blanche e6 · Pion blanc sur case blanche d5 | 4 |
| 3 | Tour noire sur case noire d8 · Fou noir sur case noire f8 · Roi noir sur case noire e7 · Dame blanche sur case blanche e6 · Pion blanc sur case blanche d5 | Tour noire sur case noire d8 · Fou noir sur case noire f8 · Roi noir sur case noire e7 · Dame blanche sur case blanche e6 · Pion blanc sur case blanche d5 | Tour noire sur case noire d8 · Fou noir sur case noire f8 · Roi noir sur case noire e7 · Dame blanche sur case blanche e6 · Pion blanc sur case blanche d5 | Tour noire sur case noire d8 · Fou noir sur case noire f8 · Roi noir sur case noire e7 · Dame blanche sur case blanche e6 · Pion blanc sur case blanche d5 | Tour noire sur case noire d8 · Fou noir sur case noire f8 · Roi noir sur case noire e7 · Dame blanche sur case blanche e6 · Pion blanc sur case blanche d5 | Tour noire sur case noire d8 · Fou noir sur case noire f8 · Roi noir sur case noire e7 · Dame blanche sur case blanche e6 · Pion blanc sur case blanche d5 | Tour noire sur case noire d8 · Fou noir sur case noire f8 · Roi noir sur case noire e7 · Dame blanche sur case blanche e6 · Pion blanc sur case blanche d5 | Tour noire sur case noire d8 · Fou noir sur case noire f8 · Roi noir sur case noire e7 · Dame blanche sur case blanche e6 · Pion blanc sur case blanche d5 | 3 |
| 2 | Tour noire sur case noire d8 · Fou noir sur case noire f8 · Roi noir sur case noire e7 · Dame blanche sur case blanche e6 · Pion blanc sur case blanche d5 | Tour noire sur case noire d8 · Fou noir sur case noire f8 · Roi noir sur case noire e7 · Dame blanche sur case blanche e6 · Pion blanc sur case blanche d5 | Tour noire sur case noire d8 · Fou noir sur case noire f8 · Roi noir sur case noire e7 · Dame blanche sur case blanche e6 · Pion blanc sur case blanche d5 | Tour noire sur case noire d8 · Fou noir sur case noire f8 · Roi noir sur case noire e7 · Dame blanche sur case blanche e6 · Pion blanc sur case blanche d5 | Tour noire sur case noire d8 · Fou noir sur case noire f8 · Roi noir sur case noire e7 · Dame blanche sur case blanche e6 · Pion blanc sur case blanche d5 | Tour noire sur case noire d8 · Fou noir sur case noire f8 · Roi noir sur case noire e7 · Dame blanche sur case blanche e6 · Pion blanc sur case blanche d5 | Tour noire sur case noire d8 · Fou noir sur case noire f8 · Roi noir sur case noire e7 · Dame blanche sur case blanche e6 · Pion blanc sur case blanche d5 | Tour noire sur case noire d8 · Fou noir sur case noire f8 · Roi noir sur case noire e7 · Dame blanche sur case blanche e6 · Pion blanc sur case blanche d5 | 2 |
| 1 | Tour noire sur case noire d8 · Fou noir sur case noire f8 · Roi noir sur case noire e7 · Dame blanche sur case blanche e6 · Pion blanc sur case blanche d5 | Tour noire sur case noire d8 · Fou noir sur case noire f8 · Roi noir sur case noire e7 · Dame blanche sur case blanche e6 · Pion blanc sur case blanche d5 | Tour noire sur case noire d8 · Fou noir sur case noire f8 · Roi noir sur case noire e7 · Dame blanche sur case blanche e6 · Pion blanc sur case blanche d5 | Tour noire sur case noire d8 · Fou noir sur case noire f8 · Roi noir sur case noire e7 · Dame blanche sur case blanche e6 · Pion blanc sur case blanche d5 | Tour noire sur case noire d8 · Fou noir sur case noire f8 · Roi noir sur case noire e7 · Dame blanche sur case blanche e6 · Pion blanc sur case blanche d5 | Tour noire sur case noire d8 · Fou noir sur case noire f8 · Roi noir sur case noire e7 · Dame blanche sur case blanche e6 · Pion blanc sur case blanche d5 | Tour noire sur case noire d8 · Fou noir sur case noire f8 · Roi noir sur case noire e7 · Dame blanche sur case blanche e6 · Pion blanc sur case blanche d5 | Tour noire sur case noire d8 · Fou noir sur case noire f8 · Roi noir sur case noire e7 · Dame blanche sur case blanche e6 · Pion blanc sur case blanche d5 | 1 |
|   | a | b | c | d | e | f | g | h |   |

|   | a | b | c | d | e | f | g | h |   |
| 8 | Roi noir sur case noire b8 · Tour blanche sur case noire f8 · Pion noir sur case noire a7 · Pion noir sur case blanche b7 · Pion noir sur case noire c7 | Roi noir sur case noire b8 · Tour blanche sur case noire f8 · Pion noir sur case noire a7 · Pion noir sur case blanche b7 · Pion noir sur case noire c7 | Roi noir sur case noire b8 · Tour blanche sur case noire f8 · Pion noir sur case noire a7 · Pion noir sur case blanche b7 · Pion noir sur case noire c7 | Roi noir sur case noire b8 · Tour blanche sur case noire f8 · Pion noir sur case noire a7 · Pion noir sur case blanche b7 · Pion noir sur case noire c7 | Roi noir sur case noire b8 · Tour blanche sur case noire f8 · Pion noir sur case noire a7 · Pion noir sur case blanche b7 · Pion noir sur case noire c7 | Roi noir sur case noire b8 · Tour blanche sur case noire f8 · Pion noir sur case noire a7 · Pion noir sur case blanche b7 · Pion noir sur case noire c7 | Roi noir sur case noire b8 · Tour blanche sur case noire f8 · Pion noir sur case noire a7 · Pion noir sur case blanche b7 · Pion noir sur case noire c7 | Roi noir sur case noire b8 · Tour blanche sur case noire f8 · Pion noir sur case noire a7 · Pion noir sur case blanche b7 · Pion noir sur case noire c7 | 8 |
| 7 | Roi noir sur case noire b8 · Tour blanche sur case noire f8 · Pion noir sur case noire a7 · Pion noir sur case blanche b7 · Pion noir sur case noire c7 | Roi noir sur case noire b8 · Tour blanche sur case noire f8 · Pion noir sur case noire a7 · Pion noir sur case blanche b7 · Pion noir sur case noire c7 | Roi noir sur case noire b8 · Tour blanche sur case noire f8 · Pion noir sur case noire a7 · Pion noir sur case blanche b7 · Pion noir sur case noire c7 | Roi noir sur case noire b8 · Tour blanche sur case noire f8 · Pion noir sur case noire a7 · Pion noir sur case blanche b7 · Pion noir sur case noire c7 | Roi noir sur case noire b8 · Tour blanche sur case noire f8 · Pion noir sur case noire a7 · Pion noir sur case blanche b7 · Pion noir sur case noire c7 | Roi noir sur case noire b8 · Tour blanche sur case noire f8 · Pion noir sur case noire a7 · Pion noir sur case blanche b7 · Pion noir sur case noire c7 | Roi noir sur case noire b8 · Tour blanche sur case noire f8 · Pion noir sur case noire a7 · Pion noir sur case blanche b7 · Pion noir sur case noire c7 | Roi noir sur case noire b8 · Tour blanche sur case noire f8 · Pion noir sur case noire a7 · Pion noir sur case blanche b7 · Pion noir sur case noire c7 | 7 |
| 6 | Roi noir sur case noire b8 · Tour blanche sur case noire f8 · Pion noir sur case noire a7 · Pion noir sur case blanche b7 · Pion noir sur case noire c7 | Roi noir sur case noire b8 · Tour blanche sur case noire f8 · Pion noir sur case noire a7 · Pion noir sur case blanche b7 · Pion noir sur case noire c7 | Roi noir sur case noire b8 · Tour blanche sur case noire f8 · Pion noir sur case noire a7 · Pion noir sur case blanche b7 · Pion noir sur case noire c7 | Roi noir sur case noire b8 · Tour blanche sur case noire f8 · Pion noir sur case noire a7 · Pion noir sur case blanche b7 · Pion noir sur case noire c7 | Roi noir sur case noire b8 · Tour blanche sur case noire f8 · Pion noir sur case noire a7 · Pion noir sur case blanche b7 · Pion noir sur case noire c7 | Roi noir sur case noire b8 · Tour blanche sur case noire f8 · Pion noir sur case noire a7 · Pion noir sur case blanche b7 · Pion noir sur case noire c7 | Roi noir sur case noire b8 · Tour blanche sur case noire f8 · Pion noir sur case noire a7 · Pion noir sur case blanche b7 · Pion noir sur case noire c7 | Roi noir sur case noire b8 · Tour blanche sur case noire f8 · Pion noir sur case noire a7 · Pion noir sur case blanche b7 · Pion noir sur case noire c7 | 6 |
| 5 | Roi noir sur case noire b8 · Tour blanche sur case noire f8 · Pion noir sur case noire a7 · Pion noir sur case blanche b7 · Pion noir sur case noire c7 | Roi noir sur case noire b8 · Tour blanche sur case noire f8 · Pion noir sur case noire a7 · Pion noir sur case blanche b7 · Pion noir sur case noire c7 | Roi noir sur case noire b8 · Tour blanche sur case noire f8 · Pion noir sur case noire a7 · Pion noir sur case blanche b7 · Pion noir sur case noire c7 | Roi noir sur case noire b8 · Tour blanche sur case noire f8 · Pion noir sur case noire a7 · Pion noir sur case blanche b7 · Pion noir sur case noire c7 | Roi noir sur case noire b8 · Tour blanche sur case noire f8 · Pion noir sur case noire a7 · Pion noir sur case blanche b7 · Pion noir sur case noire c7 | Roi noir sur case noire b8 · Tour blanche sur case noire f8 · Pion noir sur case noire a7 · Pion noir sur case blanche b7 · Pion noir sur case noire c7 | Roi noir sur case noire b8 · Tour blanche sur case noire f8 · Pion noir sur case noire a7 · Pion noir sur case blanche b7 · Pion noir sur case noire c7 | Roi noir sur case noire b8 · Tour blanche sur case noire f8 · Pion noir sur case noire a7 · Pion noir sur case blanche b7 · Pion noir sur case noire c7 | 5 |
| 4 | Roi noir sur case noire b8 · Tour blanche sur case noire f8 · Pion noir sur case noire a7 · Pion noir sur case blanche b7 · Pion noir sur case noire c7 | Roi noir sur case noire b8 · Tour blanche sur case noire f8 · Pion noir sur case noire a7 · Pion noir sur case blanche b7 · Pion noir sur case noire c7 | Roi noir sur case noire b8 · Tour blanche sur case noire f8 · Pion noir sur case noire a7 · Pion noir sur case blanche b7 · Pion noir sur case noire c7 | Roi noir sur case noire b8 · Tour blanche sur case noire f8 · Pion noir sur case noire a7 · Pion noir sur case blanche b7 · Pion noir sur case noire c7 | Roi noir sur case noire b8 · Tour blanche sur case noire f8 · Pion noir sur case noire a7 · Pion noir sur case blanche b7 · Pion noir sur case noire c7 | Roi noir sur case noire b8 · Tour blanche sur case noire f8 · Pion noir sur case noire a7 · Pion noir sur case blanche b7 · Pion noir sur case noire c7 | Roi noir sur case noire b8 · Tour blanche sur case noire f8 · Pion noir sur case noire a7 · Pion noir sur case blanche b7 · Pion noir sur case noire c7 | Roi noir sur case noire b8 · Tour blanche sur case noire f8 · Pion noir sur case noire a7 · Pion noir sur case blanche b7 · Pion noir sur case noire c7 | 4 |
| 3 | Roi noir sur case noire b8 · Tour blanche sur case noire f8 · Pion noir sur case noire a7 · Pion noir sur case blanche b7 · Pion noir sur case noire c7 | Roi noir sur case noire b8 · Tour blanche sur case noire f8 · Pion noir sur case noire a7 · Pion noir sur case blanche b7 · Pion noir sur case noire c7 | Roi noir sur case noire b8 · Tour blanche sur case noire f8 · Pion noir sur case noire a7 · Pion noir sur case blanche b7 · Pion noir sur case noire c7 | Roi noir sur case noire b8 · Tour blanche sur case noire f8 · Pion noir sur case noire a7 · Pion noir sur case blanche b7 · Pion noir sur case noire c7 | Roi noir sur case noire b8 · Tour blanche sur case noire f8 · Pion noir sur case noire a7 · Pion noir sur case blanche b7 · Pion noir sur case noire c7 | Roi noir sur case noire b8 · Tour blanche sur case noire f8 · Pion noir sur case noire a7 · Pion noir sur case blanche b7 · Pion noir sur case noire c7 | Roi noir sur case noire b8 · Tour blanche sur case noire f8 · Pion noir sur case noire a7 · Pion noir sur case blanche b7 · Pion noir sur case noire c7 | Roi noir sur case noire b8 · Tour blanche sur case noire f8 · Pion noir sur case noire a7 · Pion noir sur case blanche b7 · Pion noir sur case noire c7 | 3 |
| 2 | Roi noir sur case noire b8 · Tour blanche sur case noire f8 · Pion noir sur case noire a7 · Pion noir sur case blanche b7 · Pion noir sur case noire c7 | Roi noir sur case noire b8 · Tour blanche sur case noire f8 · Pion noir sur case noire a7 · Pion noir sur case blanche b7 · Pion noir sur case noire c7 | Roi noir sur case noire b8 · Tour blanche sur case noire f8 · Pion noir sur case noire a7 · Pion noir sur case blanche b7 · Pion noir sur case noire c7 | Roi noir sur case noire b8 · Tour blanche sur case noire f8 · Pion noir sur case noire a7 · Pion noir sur case blanche b7 · Pion noir sur case noire c7 | Roi noir sur case noire b8 · Tour blanche sur case noire f8 · Pion noir sur case noire a7 · Pion noir sur case blanche b7 · Pion noir sur case noire c7 | Roi noir sur case noire b8 · Tour blanche sur case noire f8 · Pion noir sur case noire a7 · Pion noir sur case blanche b7 · Pion noir sur case noire c7 | Roi noir sur case noire b8 · Tour blanche sur case noire f8 · Pion noir sur case noire a7 · Pion noir sur case blanche b7 · Pion noir sur case noire c7 | Roi noir sur case noire b8 · Tour blanche sur case noire f8 · Pion noir sur case noire a7 · Pion noir sur case blanche b7 · Pion noir sur case noire c7 | 2 |
| 1 | Roi noir sur case noire b8 · Tour blanche sur case noire f8 · Pion noir sur case noire a7 · Pion noir sur case blanche b7 · Pion noir sur case noire c7 | Roi noir sur case noire b8 · Tour blanche sur case noire f8 · Pion noir sur case noire a7 · Pion noir sur case blanche b7 · Pion noir sur case noire c7 | Roi noir sur case noire b8 · Tour blanche sur case noire f8 · Pion noir sur case noire a7 · Pion noir sur case blanche b7 · Pion noir sur case noire c7 | Roi noir sur case noire b8 · Tour blanche sur case noire f8 · Pion noir sur case noire a7 · Pion noir sur case blanche b7 · Pion noir sur case noire c7 | Roi noir sur case noire b8 · Tour blanche sur case noire f8 · Pion noir sur case noire a7 · Pion noir sur case blanche b7 · Pion noir sur case noire c7 | Roi noir sur case noire b8 · Tour blanche sur case noire f8 · Pion noir sur case noire a7 · Pion noir sur case blanche b7 · Pion noir sur case noire c7 | Roi noir sur case noire b8 · Tour blanche sur case noire f8 · Pion noir sur case noire a7 · Pion noir sur case blanche b7 · Pion noir sur case noire c7 | Roi noir sur case noire b8 · Tour blanche sur case noire f8 · Pion noir sur case noire a7 · Pion noir sur case blanche b7 · Pion noir sur case noire c7 | 1 |
|   | a | b | c | d | e | f | g | h |   |

## En tournoi
Faire échec et mat est le but du jeu d'échecs, cependant la plupart des parties se terminent avant le mat par l'abandon de l'un des deux joueurs, qui reconnaît ainsi qu'il sera mis mat de façon inévitable. Rares sont donc les parties qui se poursuivent jusqu'à l'exécution du mat.
En compétition, la poursuite d'une partie dont l'issue ne fait plus de doute en raison d'un grand déséquilibre matériel est parfois considérée comme manquant de courtoisie. Les débutants poursuivent parfois la partie en espérant qu'une maladresse de l'adversaire aboutira au pat. C'est pourquoi l'abandon est une marque de politesse, puisque de ce fait le gagnant n'aura pas besoin de prendre la peine de finir une partie dont le sort est déjà scellé.
Une partie se termine par la nulle lorsque le mat ne peut être infligé par aucun des deux camps.
Le temps restant à chaque joueur peut aussi être pris en compte lors de l'une de ces décisions.

## Dans le problème d'échecs
Le mat est un thème fréquent des problèmes d'échecs. Il s'agit de compositions dont le but est de trouver le coup qui donne mat (en admettant que l'adversaire joue le mieux possible). La disposition des pièces et le tableau de mat sont généralement éloignés de ce que l'on rencontre dans les parties de tournoi, ainsi il n'est pas rare que la solution résulte d'un sacrifice peu évident à trouver.
|   | a | b | c | d | e | f | g | h |   |
| 8 | Roi blanc sur case blanche g8 · Pion noir sur case noire a7 · Cavalier blanc sur case blanche b7 · Tour blanche sur case noire e7 · Pion blanc sur case noire g7 · Dame blanche sur case blanche h7 · Pion noir sur case blanche a6 · Tour noire sur case noire a5 · Roi noir sur case blanche d5 · Tour noire sur case blanche h5 · Cavalier blanc sur case blanche a4 · Cavalier noir sur case noire d4 · Pion blanc sur case blanche b3 · Pion noir sur case noire e3 · Fou blanc sur case blanche a2 · Fou blanc sur case noire b2 · Pion noir sur case noire h2 · Tour blanche sur case noire c1 · Fou noir sur case blanche d1 · Fou noir sur case noire g1 · Dame noire sur case blanche h1 | Roi blanc sur case blanche g8 · Pion noir sur case noire a7 · Cavalier blanc sur case blanche b7 · Tour blanche sur case noire e7 · Pion blanc sur case noire g7 · Dame blanche sur case blanche h7 · Pion noir sur case blanche a6 · Tour noire sur case noire a5 · Roi noir sur case blanche d5 · Tour noire sur case blanche h5 · Cavalier blanc sur case blanche a4 · Cavalier noir sur case noire d4 · Pion blanc sur case blanche b3 · Pion noir sur case noire e3 · Fou blanc sur case blanche a2 · Fou blanc sur case noire b2 · Pion noir sur case noire h2 · Tour blanche sur case noire c1 · Fou noir sur case blanche d1 · Fou noir sur case noire g1 · Dame noire sur case blanche h1 | Roi blanc sur case blanche g8 · Pion noir sur case noire a7 · Cavalier blanc sur case blanche b7 · Tour blanche sur case noire e7 · Pion blanc sur case noire g7 · Dame blanche sur case blanche h7 · Pion noir sur case blanche a6 · Tour noire sur case noire a5 · Roi noir sur case blanche d5 · Tour noire sur case blanche h5 · Cavalier blanc sur case blanche a4 · Cavalier noir sur case noire d4 · Pion blanc sur case blanche b3 · Pion noir sur case noire e3 · Fou blanc sur case blanche a2 · Fou blanc sur case noire b2 · Pion noir sur case noire h2 · Tour blanche sur case noire c1 · Fou noir sur case blanche d1 · Fou noir sur case noire g1 · Dame noire sur case blanche h1 | Roi blanc sur case blanche g8 · Pion noir sur case noire a7 · Cavalier blanc sur case blanche b7 · Tour blanche sur case noire e7 · Pion blanc sur case noire g7 · Dame blanche sur case blanche h7 · Pion noir sur case blanche a6 · Tour noire sur case noire a5 · Roi noir sur case blanche d5 · Tour noire sur case blanche h5 · Cavalier blanc sur case blanche a4 · Cavalier noir sur case noire d4 · Pion blanc sur case blanche b3 · Pion noir sur case noire e3 · Fou blanc sur case blanche a2 · Fou blanc sur case noire b2 · Pion noir sur case noire h2 · Tour blanche sur case noire c1 · Fou noir sur case blanche d1 · Fou noir sur case noire g1 · Dame noire sur case blanche h1 | Roi blanc sur case blanche g8 · Pion noir sur case noire a7 · Cavalier blanc sur case blanche b7 · Tour blanche sur case noire e7 · Pion blanc sur case noire g7 · Dame blanche sur case blanche h7 · Pion noir sur case blanche a6 · Tour noire sur case noire a5 · Roi noir sur case blanche d5 · Tour noire sur case blanche h5 · Cavalier blanc sur case blanche a4 · Cavalier noir sur case noire d4 · Pion blanc sur case blanche b3 · Pion noir sur case noire e3 · Fou blanc sur case blanche a2 · Fou blanc sur case noire b2 · Pion noir sur case noire h2 · Tour blanche sur case noire c1 · Fou noir sur case blanche d1 · Fou noir sur case noire g1 · Dame noire sur case blanche h1 | Roi blanc sur case blanche g8 · Pion noir sur case noire a7 · Cavalier blanc sur case blanche b7 · Tour blanche sur case noire e7 · Pion blanc sur case noire g7 · Dame blanche sur case blanche h7 · Pion noir sur case blanche a6 · Tour noire sur case noire a5 · Roi noir sur case blanche d5 · Tour noire sur case blanche h5 · Cavalier blanc sur case blanche a4 · Cavalier noir sur case noire d4 · Pion blanc sur case blanche b3 · Pion noir sur case noire e3 · Fou blanc sur case blanche a2 · Fou blanc sur case noire b2 · Pion noir sur case noire h2 · Tour blanche sur case noire c1 · Fou noir sur case blanche d1 · Fou noir sur case noire g1 · Dame noire sur case blanche h1 | Roi blanc sur case blanche g8 · Pion noir sur case noire a7 · Cavalier blanc sur case blanche b7 · Tour blanche sur case noire e7 · Pion blanc sur case noire g7 · Dame blanche sur case blanche h7 · Pion noir sur case blanche a6 · Tour noire sur case noire a5 · Roi noir sur case blanche d5 · Tour noire sur case blanche h5 · Cavalier blanc sur case blanche a4 · Cavalier noir sur case noire d4 · Pion blanc sur case blanche b3 · Pion noir sur case noire e3 · Fou blanc sur case blanche a2 · Fou blanc sur case noire b2 · Pion noir sur case noire h2 · Tour blanche sur case noire c1 · Fou noir sur case blanche d1 · Fou noir sur case noire g1 · Dame noire sur case blanche h1 | Roi blanc sur case blanche g8 · Pion noir sur case noire a7 · Cavalier blanc sur case blanche b7 · Tour blanche sur case noire e7 · Pion blanc sur case noire g7 · Dame blanche sur case blanche h7 · Pion noir sur case blanche a6 · Tour noire sur case noire a5 · Roi noir sur case blanche d5 · Tour noire sur case blanche h5 · Cavalier blanc sur case blanche a4 · Cavalier noir sur case noire d4 · Pion blanc sur case blanche b3 · Pion noir sur case noire e3 · Fou blanc sur case blanche a2 · Fou blanc sur case noire b2 · Pion noir sur case noire h2 · Tour blanche sur case noire c1 · Fou noir sur case blanche d1 · Fou noir sur case noire g1 · Dame noire sur case blanche h1 | 8 |
| 7 | Roi blanc sur case blanche g8 · Pion noir sur case noire a7 · Cavalier blanc sur case blanche b7 · Tour blanche sur case noire e7 · Pion blanc sur case noire g7 · Dame blanche sur case blanche h7 · Pion noir sur case blanche a6 · Tour noire sur case noire a5 · Roi noir sur case blanche d5 · Tour noire sur case blanche h5 · Cavalier blanc sur case blanche a4 · Cavalier noir sur case noire d4 · Pion blanc sur case blanche b3 · Pion noir sur case noire e3 · Fou blanc sur case blanche a2 · Fou blanc sur case noire b2 · Pion noir sur case noire h2 · Tour blanche sur case noire c1 · Fou noir sur case blanche d1 · Fou noir sur case noire g1 · Dame noire sur case blanche h1 | Roi blanc sur case blanche g8 · Pion noir sur case noire a7 · Cavalier blanc sur case blanche b7 · Tour blanche sur case noire e7 · Pion blanc sur case noire g7 · Dame blanche sur case blanche h7 · Pion noir sur case blanche a6 · Tour noire sur case noire a5 · Roi noir sur case blanche d5 · Tour noire sur case blanche h5 · Cavalier blanc sur case blanche a4 · Cavalier noir sur case noire d4 · Pion blanc sur case blanche b3 · Pion noir sur case noire e3 · Fou blanc sur case blanche a2 · Fou blanc sur case noire b2 · Pion noir sur case noire h2 · Tour blanche sur case noire c1 · Fou noir sur case blanche d1 · Fou noir sur case noire g1 · Dame noire sur case blanche h1 | Roi blanc sur case blanche g8 · Pion noir sur case noire a7 · Cavalier blanc sur case blanche b7 · Tour blanche sur case noire e7 · Pion blanc sur case noire g7 · Dame blanche sur case blanche h7 · Pion noir sur case blanche a6 · Tour noire sur case noire a5 · Roi noir sur case blanche d5 · Tour noire sur case blanche h5 · Cavalier blanc sur case blanche a4 · Cavalier noir sur case noire d4 · Pion blanc sur case blanche b3 · Pion noir sur case noire e3 · Fou blanc sur case blanche a2 · Fou blanc sur case noire b2 · Pion noir sur case noire h2 · Tour blanche sur case noire c1 · Fou noir sur case blanche d1 · Fou noir sur case noire g1 · Dame noire sur case blanche h1 | Roi blanc sur case blanche g8 · Pion noir sur case noire a7 · Cavalier blanc sur case blanche b7 · Tour blanche sur case noire e7 · Pion blanc sur case noire g7 · Dame blanche sur case blanche h7 · Pion noir sur case blanche a6 · Tour noire sur case noire a5 · Roi noir sur case blanche d5 · Tour noire sur case blanche h5 · Cavalier blanc sur case blanche a4 · Cavalier noir sur case noire d4 · Pion blanc sur case blanche b3 · Pion noir sur case noire e3 · Fou blanc sur case blanche a2 · Fou blanc sur case noire b2 · Pion noir sur case noire h2 · Tour blanche sur case noire c1 · Fou noir sur case blanche d1 · Fou noir sur case noire g1 · Dame noire sur case blanche h1 | Roi blanc sur case blanche g8 · Pion noir sur case noire a7 · Cavalier blanc sur case blanche b7 · Tour blanche sur case noire e7 · Pion blanc sur case noire g7 · Dame blanche sur case blanche h7 · Pion noir sur case blanche a6 · Tour noire sur case noire a5 · Roi noir sur case blanche d5 · Tour noire sur case blanche h5 · Cavalier blanc sur case blanche a4 · Cavalier noir sur case noire d4 · Pion blanc sur case blanche b3 · Pion noir sur case noire e3 · Fou blanc sur case blanche a2 · Fou blanc sur case noire b2 · Pion noir sur case noire h2 · Tour blanche sur case noire c1 · Fou noir sur case blanche d1 · Fou noir sur case noire g1 · Dame noire sur case blanche h1 | Roi blanc sur case blanche g8 · Pion noir sur case noire a7 · Cavalier blanc sur case blanche b7 · Tour blanche sur case noire e7 · Pion blanc sur case noire g7 · Dame blanche sur case blanche h7 · Pion noir sur case blanche a6 · Tour noire sur case noire a5 · Roi noir sur case blanche d5 · Tour noire sur case blanche h5 · Cavalier blanc sur case blanche a4 · Cavalier noir sur case noire d4 · Pion blanc sur case blanche b3 · Pion noir sur case noire e3 · Fou blanc sur case blanche a2 · Fou blanc sur case noire b2 · Pion noir sur case noire h2 · Tour blanche sur case noire c1 · Fou noir sur case blanche d1 · Fou noir sur case noire g1 · Dame noire sur case blanche h1 | Roi blanc sur case blanche g8 · Pion noir sur case noire a7 · Cavalier blanc sur case blanche b7 · Tour blanche sur case noire e7 · Pion blanc sur case noire g7 · Dame blanche sur case blanche h7 · Pion noir sur case blanche a6 · Tour noire sur case noire a5 · Roi noir sur case blanche d5 · Tour noire sur case blanche h5 · Cavalier blanc sur case blanche a4 · Cavalier noir sur case noire d4 · Pion blanc sur case blanche b3 · Pion noir sur case noire e3 · Fou blanc sur case blanche a2 · Fou blanc sur case noire b2 · Pion noir sur case noire h2 · Tour blanche sur case noire c1 · Fou noir sur case blanche d1 · Fou noir sur case noire g1 · Dame noire sur case blanche h1 | Roi blanc sur case blanche g8 · Pion noir sur case noire a7 · Cavalier blanc sur case blanche b7 · Tour blanche sur case noire e7 · Pion blanc sur case noire g7 · Dame blanche sur case blanche h7 · Pion noir sur case blanche a6 · Tour noire sur case noire a5 · Roi noir sur case blanche d5 · Tour noire sur case blanche h5 · Cavalier blanc sur case blanche a4 · Cavalier noir sur case noire d4 · Pion blanc sur case blanche b3 · Pion noir sur case noire e3 · Fou blanc sur case blanche a2 · Fou blanc sur case noire b2 · Pion noir sur case noire h2 · Tour blanche sur case noire c1 · Fou noir sur case blanche d1 · Fou noir sur case noire g1 · Dame noire sur case blanche h1 | 7 |
| 6 | Roi blanc sur case blanche g8 · Pion noir sur case noire a7 · Cavalier blanc sur case blanche b7 · Tour blanche sur case noire e7 · Pion blanc sur case noire g7 · Dame blanche sur case blanche h7 · Pion noir sur case blanche a6 · Tour noire sur case noire a5 · Roi noir sur case blanche d5 · Tour noire sur case blanche h5 · Cavalier blanc sur case blanche a4 · Cavalier noir sur case noire d4 · Pion blanc sur case blanche b3 · Pion noir sur case noire e3 · Fou blanc sur case blanche a2 · Fou blanc sur case noire b2 · Pion noir sur case noire h2 · Tour blanche sur case noire c1 · Fou noir sur case blanche d1 · Fou noir sur case noire g1 · Dame noire sur case blanche h1 | Roi blanc sur case blanche g8 · Pion noir sur case noire a7 · Cavalier blanc sur case blanche b7 · Tour blanche sur case noire e7 · Pion blanc sur case noire g7 · Dame blanche sur case blanche h7 · Pion noir sur case blanche a6 · Tour noire sur case noire a5 · Roi noir sur case blanche d5 · Tour noire sur case blanche h5 · Cavalier blanc sur case blanche a4 · Cavalier noir sur case noire d4 · Pion blanc sur case blanche b3 · Pion noir sur case noire e3 · Fou blanc sur case blanche a2 · Fou blanc sur case noire b2 · Pion noir sur case noire h2 · Tour blanche sur case noire c1 · Fou noir sur case blanche d1 · Fou noir sur case noire g1 · Dame noire sur case blanche h1 | Roi blanc sur case blanche g8 · Pion noir sur case noire a7 · Cavalier blanc sur case blanche b7 · Tour blanche sur case noire e7 · Pion blanc sur case noire g7 · Dame blanche sur case blanche h7 · Pion noir sur case blanche a6 · Tour noire sur case noire a5 · Roi noir sur case blanche d5 · Tour noire sur case blanche h5 · Cavalier blanc sur case blanche a4 · Cavalier noir sur case noire d4 · Pion blanc sur case blanche b3 · Pion noir sur case noire e3 · Fou blanc sur case blanche a2 · Fou blanc sur case noire b2 · Pion noir sur case noire h2 · Tour blanche sur case noire c1 · Fou noir sur case blanche d1 · Fou noir sur case noire g1 · Dame noire sur case blanche h1 | Roi blanc sur case blanche g8 · Pion noir sur case noire a7 · Cavalier blanc sur case blanche b7 · Tour blanche sur case noire e7 · Pion blanc sur case noire g7 · Dame blanche sur case blanche h7 · Pion noir sur case blanche a6 · Tour noire sur case noire a5 · Roi noir sur case blanche d5 · Tour noire sur case blanche h5 · Cavalier blanc sur case blanche a4 · Cavalier noir sur case noire d4 · Pion blanc sur case blanche b3 · Pion noir sur case noire e3 · Fou blanc sur case blanche a2 · Fou blanc sur case noire b2 · Pion noir sur case noire h2 · Tour blanche sur case noire c1 · Fou noir sur case blanche d1 · Fou noir sur case noire g1 · Dame noire sur case blanche h1 | Roi blanc sur case blanche g8 · Pion noir sur case noire a7 · Cavalier blanc sur case blanche b7 · Tour blanche sur case noire e7 · Pion blanc sur case noire g7 · Dame blanche sur case blanche h7 · Pion noir sur case blanche a6 · Tour noire sur case noire a5 · Roi noir sur case blanche d5 · Tour noire sur case blanche h5 · Cavalier blanc sur case blanche a4 · Cavalier noir sur case noire d4 · Pion blanc sur case blanche b3 · Pion noir sur case noire e3 · Fou blanc sur case blanche a2 · Fou blanc sur case noire b2 · Pion noir sur case noire h2 · Tour blanche sur case noire c1 · Fou noir sur case blanche d1 · Fou noir sur case noire g1 · Dame noire sur case blanche h1 | Roi blanc sur case blanche g8 · Pion noir sur case noire a7 · Cavalier blanc sur case blanche b7 · Tour blanche sur case noire e7 · Pion blanc sur case noire g7 · Dame blanche sur case blanche h7 · Pion noir sur case blanche a6 · Tour noire sur case noire a5 · Roi noir sur case blanche d5 · Tour noire sur case blanche h5 · Cavalier blanc sur case blanche a4 · Cavalier noir sur case noire d4 · Pion blanc sur case blanche b3 · Pion noir sur case noire e3 · Fou blanc sur case blanche a2 · Fou blanc sur case noire b2 · Pion noir sur case noire h2 · Tour blanche sur case noire c1 · Fou noir sur case blanche d1 · Fou noir sur case noire g1 · Dame noire sur case blanche h1 | Roi blanc sur case blanche g8 · Pion noir sur case noire a7 · Cavalier blanc sur case blanche b7 · Tour blanche sur case noire e7 · Pion blanc sur case noire g7 · Dame blanche sur case blanche h7 · Pion noir sur case blanche a6 · Tour noire sur case noire a5 · Roi noir sur case blanche d5 · Tour noire sur case blanche h5 · Cavalier blanc sur case blanche a4 · Cavalier noir sur case noire d4 · Pion blanc sur case blanche b3 · Pion noir sur case noire e3 · Fou blanc sur case blanche a2 · Fou blanc sur case noire b2 · Pion noir sur case noire h2 · Tour blanche sur case noire c1 · Fou noir sur case blanche d1 · Fou noir sur case noire g1 · Dame noire sur case blanche h1 | Roi blanc sur case blanche g8 · Pion noir sur case noire a7 · Cavalier blanc sur case blanche b7 · Tour blanche sur case noire e7 · Pion blanc sur case noire g7 · Dame blanche sur case blanche h7 · Pion noir sur case blanche a6 · Tour noire sur case noire a5 · Roi noir sur case blanche d5 · Tour noire sur case blanche h5 · Cavalier blanc sur case blanche a4 · Cavalier noir sur case noire d4 · Pion blanc sur case blanche b3 · Pion noir sur case noire e3 · Fou blanc sur case blanche a2 · Fou blanc sur case noire b2 · Pion noir sur case noire h2 · Tour blanche sur case noire c1 · Fou noir sur case blanche d1 · Fou noir sur case noire g1 · Dame noire sur case blanche h1 | 6 |
| 5 | Roi blanc sur case blanche g8 · Pion noir sur case noire a7 · Cavalier blanc sur case blanche b7 · Tour blanche sur case noire e7 · Pion blanc sur case noire g7 · Dame blanche sur case blanche h7 · Pion noir sur case blanche a6 · Tour noire sur case noire a5 · Roi noir sur case blanche d5 · Tour noire sur case blanche h5 · Cavalier blanc sur case blanche a4 · Cavalier noir sur case noire d4 · Pion blanc sur case blanche b3 · Pion noir sur case noire e3 · Fou blanc sur case blanche a2 · Fou blanc sur case noire b2 · Pion noir sur case noire h2 · Tour blanche sur case noire c1 · Fou noir sur case blanche d1 · Fou noir sur case noire g1 · Dame noire sur case blanche h1 | Roi blanc sur case blanche g8 · Pion noir sur case noire a7 · Cavalier blanc sur case blanche b7 · Tour blanche sur case noire e7 · Pion blanc sur case noire g7 · Dame blanche sur case blanche h7 · Pion noir sur case blanche a6 · Tour noire sur case noire a5 · Roi noir sur case blanche d5 · Tour noire sur case blanche h5 · Cavalier blanc sur case blanche a4 · Cavalier noir sur case noire d4 · Pion blanc sur case blanche b3 · Pion noir sur case noire e3 · Fou blanc sur case blanche a2 · Fou blanc sur case noire b2 · Pion noir sur case noire h2 · Tour blanche sur case noire c1 · Fou noir sur case blanche d1 · Fou noir sur case noire g1 · Dame noire sur case blanche h1 | Roi blanc sur case blanche g8 · Pion noir sur case noire a7 · Cavalier blanc sur case blanche b7 · Tour blanche sur case noire e7 · Pion blanc sur case noire g7 · Dame blanche sur case blanche h7 · Pion noir sur case blanche a6 · Tour noire sur case noire a5 · Roi noir sur case blanche d5 · Tour noire sur case blanche h5 · Cavalier blanc sur case blanche a4 · Cavalier noir sur case noire d4 · Pion blanc sur case blanche b3 · Pion noir sur case noire e3 · Fou blanc sur case blanche a2 · Fou blanc sur case noire b2 · Pion noir sur case noire h2 · Tour blanche sur case noire c1 · Fou noir sur case blanche d1 · Fou noir sur case noire g1 · Dame noire sur case blanche h1 | Roi blanc sur case blanche g8 · Pion noir sur case noire a7 · Cavalier blanc sur case blanche b7 · Tour blanche sur case noire e7 · Pion blanc sur case noire g7 · Dame blanche sur case blanche h7 · Pion noir sur case blanche a6 · Tour noire sur case noire a5 · Roi noir sur case blanche d5 · Tour noire sur case blanche h5 · Cavalier blanc sur case blanche a4 · Cavalier noir sur case noire d4 · Pion blanc sur case blanche b3 · Pion noir sur case noire e3 · Fou blanc sur case blanche a2 · Fou blanc sur case noire b2 · Pion noir sur case noire h2 · Tour blanche sur case noire c1 · Fou noir sur case blanche d1 · Fou noir sur case noire g1 · Dame noire sur case blanche h1 | Roi blanc sur case blanche g8 · Pion noir sur case noire a7 · Cavalier blanc sur case blanche b7 · Tour blanche sur case noire e7 · Pion blanc sur case noire g7 · Dame blanche sur case blanche h7 · Pion noir sur case blanche a6 · Tour noire sur case noire a5 · Roi noir sur case blanche d5 · Tour noire sur case blanche h5 · Cavalier blanc sur case blanche a4 · Cavalier noir sur case noire d4 · Pion blanc sur case blanche b3 · Pion noir sur case noire e3 · Fou blanc sur case blanche a2 · Fou blanc sur case noire b2 · Pion noir sur case noire h2 · Tour blanche sur case noire c1 · Fou noir sur case blanche d1 · Fou noir sur case noire g1 · Dame noire sur case blanche h1 | Roi blanc sur case blanche g8 · Pion noir sur case noire a7 · Cavalier blanc sur case blanche b7 · Tour blanche sur case noire e7 · Pion blanc sur case noire g7 · Dame blanche sur case blanche h7 · Pion noir sur case blanche a6 · Tour noire sur case noire a5 · Roi noir sur case blanche d5 · Tour noire sur case blanche h5 · Cavalier blanc sur case blanche a4 · Cavalier noir sur case noire d4 · Pion blanc sur case blanche b3 · Pion noir sur case noire e3 · Fou blanc sur case blanche a2 · Fou blanc sur case noire b2 · Pion noir sur case noire h2 · Tour blanche sur case noire c1 · Fou noir sur case blanche d1 · Fou noir sur case noire g1 · Dame noire sur case blanche h1 | Roi blanc sur case blanche g8 · Pion noir sur case noire a7 · Cavalier blanc sur case blanche b7 · Tour blanche sur case noire e7 · Pion blanc sur case noire g7 · Dame blanche sur case blanche h7 · Pion noir sur case blanche a6 · Tour noire sur case noire a5 · Roi noir sur case blanche d5 · Tour noire sur case blanche h5 · Cavalier blanc sur case blanche a4 · Cavalier noir sur case noire d4 · Pion blanc sur case blanche b3 · Pion noir sur case noire e3 · Fou blanc sur case blanche a2 · Fou blanc sur case noire b2 · Pion noir sur case noire h2 · Tour blanche sur case noire c1 · Fou noir sur case blanche d1 · Fou noir sur case noire g1 · Dame noire sur case blanche h1 | Roi blanc sur case blanche g8 · Pion noir sur case noire a7 · Cavalier blanc sur case blanche b7 · Tour blanche sur case noire e7 · Pion blanc sur case noire g7 · Dame blanche sur case blanche h7 · Pion noir sur case blanche a6 · Tour noire sur case noire a5 · Roi noir sur case blanche d5 · Tour noire sur case blanche h5 · Cavalier blanc sur case blanche a4 · Cavalier noir sur case noire d4 · Pion blanc sur case blanche b3 · Pion noir sur case noire e3 · Fou blanc sur case blanche a2 · Fou blanc sur case noire b2 · Pion noir sur case noire h2 · Tour blanche sur case noire c1 · Fou noir sur case blanche d1 · Fou noir sur case noire g1 · Dame noire sur case blanche h1 | 5 |
| 4 | Roi blanc sur case blanche g8 · Pion noir sur case noire a7 · Cavalier blanc sur case blanche b7 · Tour blanche sur case noire e7 · Pion blanc sur case noire g7 · Dame blanche sur case blanche h7 · Pion noir sur case blanche a6 · Tour noire sur case noire a5 · Roi noir sur case blanche d5 · Tour noire sur case blanche h5 · Cavalier blanc sur case blanche a4 · Cavalier noir sur case noire d4 · Pion blanc sur case blanche b3 · Pion noir sur case noire e3 · Fou blanc sur case blanche a2 · Fou blanc sur case noire b2 · Pion noir sur case noire h2 · Tour blanche sur case noire c1 · Fou noir sur case blanche d1 · Fou noir sur case noire g1 · Dame noire sur case blanche h1 | Roi blanc sur case blanche g8 · Pion noir sur case noire a7 · Cavalier blanc sur case blanche b7 · Tour blanche sur case noire e7 · Pion blanc sur case noire g7 · Dame blanche sur case blanche h7 · Pion noir sur case blanche a6 · Tour noire sur case noire a5 · Roi noir sur case blanche d5 · Tour noire sur case blanche h5 · Cavalier blanc sur case blanche a4 · Cavalier noir sur case noire d4 · Pion blanc sur case blanche b3 · Pion noir sur case noire e3 · Fou blanc sur case blanche a2 · Fou blanc sur case noire b2 · Pion noir sur case noire h2 · Tour blanche sur case noire c1 · Fou noir sur case blanche d1 · Fou noir sur case noire g1 · Dame noire sur case blanche h1 | Roi blanc sur case blanche g8 · Pion noir sur case noire a7 · Cavalier blanc sur case blanche b7 · Tour blanche sur case noire e7 · Pion blanc sur case noire g7 · Dame blanche sur case blanche h7 · Pion noir sur case blanche a6 · Tour noire sur case noire a5 · Roi noir sur case blanche d5 · Tour noire sur case blanche h5 · Cavalier blanc sur case blanche a4 · Cavalier noir sur case noire d4 · Pion blanc sur case blanche b3 · Pion noir sur case noire e3 · Fou blanc sur case blanche a2 · Fou blanc sur case noire b2 · Pion noir sur case noire h2 · Tour blanche sur case noire c1 · Fou noir sur case blanche d1 · Fou noir sur case noire g1 · Dame noire sur case blanche h1 | Roi blanc sur case blanche g8 · Pion noir sur case noire a7 · Cavalier blanc sur case blanche b7 · Tour blanche sur case noire e7 · Pion blanc sur case noire g7 · Dame blanche sur case blanche h7 · Pion noir sur case blanche a6 · Tour noire sur case noire a5 · Roi noir sur case blanche d5 · Tour noire sur case blanche h5 · Cavalier blanc sur case blanche a4 · Cavalier noir sur case noire d4 · Pion blanc sur case blanche b3 · Pion noir sur case noire e3 · Fou blanc sur case blanche a2 · Fou blanc sur case noire b2 · Pion noir sur case noire h2 · Tour blanche sur case noire c1 · Fou noir sur case blanche d1 · Fou noir sur case noire g1 · Dame noire sur case blanche h1 | Roi blanc sur case blanche g8 · Pion noir sur case noire a7 · Cavalier blanc sur case blanche b7 · Tour blanche sur case noire e7 · Pion blanc sur case noire g7 · Dame blanche sur case blanche h7 · Pion noir sur case blanche a6 · Tour noire sur case noire a5 · Roi noir sur case blanche d5 · Tour noire sur case blanche h5 · Cavalier blanc sur case blanche a4 · Cavalier noir sur case noire d4 · Pion blanc sur case blanche b3 · Pion noir sur case noire e3 · Fou blanc sur case blanche a2 · Fou blanc sur case noire b2 · Pion noir sur case noire h2 · Tour blanche sur case noire c1 · Fou noir sur case blanche d1 · Fou noir sur case noire g1 · Dame noire sur case blanche h1 | Roi blanc sur case blanche g8 · Pion noir sur case noire a7 · Cavalier blanc sur case blanche b7 · Tour blanche sur case noire e7 · Pion blanc sur case noire g7 · Dame blanche sur case blanche h7 · Pion noir sur case blanche a6 · Tour noire sur case noire a5 · Roi noir sur case blanche d5 · Tour noire sur case blanche h5 · Cavalier blanc sur case blanche a4 · Cavalier noir sur case noire d4 · Pion blanc sur case blanche b3 · Pion noir sur case noire e3 · Fou blanc sur case blanche a2 · Fou blanc sur case noire b2 · Pion noir sur case noire h2 · Tour blanche sur case noire c1 · Fou noir sur case blanche d1 · Fou noir sur case noire g1 · Dame noire sur case blanche h1 | Roi blanc sur case blanche g8 · Pion noir sur case noire a7 · Cavalier blanc sur case blanche b7 · Tour blanche sur case noire e7 · Pion blanc sur case noire g7 · Dame blanche sur case blanche h7 · Pion noir sur case blanche a6 · Tour noire sur case noire a5 · Roi noir sur case blanche d5 · Tour noire sur case blanche h5 · Cavalier blanc sur case blanche a4 · Cavalier noir sur case noire d4 · Pion blanc sur case blanche b3 · Pion noir sur case noire e3 · Fou blanc sur case blanche a2 · Fou blanc sur case noire b2 · Pion noir sur case noire h2 · Tour blanche sur case noire c1 · Fou noir sur case blanche d1 · Fou noir sur case noire g1 · Dame noire sur case blanche h1 | Roi blanc sur case blanche g8 · Pion noir sur case noire a7 · Cavalier blanc sur case blanche b7 · Tour blanche sur case noire e7 · Pion blanc sur case noire g7 · Dame blanche sur case blanche h7 · Pion noir sur case blanche a6 · Tour noire sur case noire a5 · Roi noir sur case blanche d5 · Tour noire sur case blanche h5 · Cavalier blanc sur case blanche a4 · Cavalier noir sur case noire d4 · Pion blanc sur case blanche b3 · Pion noir sur case noire e3 · Fou blanc sur case blanche a2 · Fou blanc sur case noire b2 · Pion noir sur case noire h2 · Tour blanche sur case noire c1 · Fou noir sur case blanche d1 · Fou noir sur case noire g1 · Dame noire sur case blanche h1 | 4 |
| 3 | Roi blanc sur case blanche g8 · Pion noir sur case noire a7 · Cavalier blanc sur case blanche b7 · Tour blanche sur case noire e7 · Pion blanc sur case noire g7 · Dame blanche sur case blanche h7 · Pion noir sur case blanche a6 · Tour noire sur case noire a5 · Roi noir sur case blanche d5 · Tour noire sur case blanche h5 · Cavalier blanc sur case blanche a4 · Cavalier noir sur case noire d4 · Pion blanc sur case blanche b3 · Pion noir sur case noire e3 · Fou blanc sur case blanche a2 · Fou blanc sur case noire b2 · Pion noir sur case noire h2 · Tour blanche sur case noire c1 · Fou noir sur case blanche d1 · Fou noir sur case noire g1 · Dame noire sur case blanche h1 | Roi blanc sur case blanche g8 · Pion noir sur case noire a7 · Cavalier blanc sur case blanche b7 · Tour blanche sur case noire e7 · Pion blanc sur case noire g7 · Dame blanche sur case blanche h7 · Pion noir sur case blanche a6 · Tour noire sur case noire a5 · Roi noir sur case blanche d5 · Tour noire sur case blanche h5 · Cavalier blanc sur case blanche a4 · Cavalier noir sur case noire d4 · Pion blanc sur case blanche b3 · Pion noir sur case noire e3 · Fou blanc sur case blanche a2 · Fou blanc sur case noire b2 · Pion noir sur case noire h2 · Tour blanche sur case noire c1 · Fou noir sur case blanche d1 · Fou noir sur case noire g1 · Dame noire sur case blanche h1 | Roi blanc sur case blanche g8 · Pion noir sur case noire a7 · Cavalier blanc sur case blanche b7 · Tour blanche sur case noire e7 · Pion blanc sur case noire g7 · Dame blanche sur case blanche h7 · Pion noir sur case blanche a6 · Tour noire sur case noire a5 · Roi noir sur case blanche d5 · Tour noire sur case blanche h5 · Cavalier blanc sur case blanche a4 · Cavalier noir sur case noire d4 · Pion blanc sur case blanche b3 · Pion noir sur case noire e3 · Fou blanc sur case blanche a2 · Fou blanc sur case noire b2 · Pion noir sur case noire h2 · Tour blanche sur case noire c1 · Fou noir sur case blanche d1 · Fou noir sur case noire g1 · Dame noire sur case blanche h1 | Roi blanc sur case blanche g8 · Pion noir sur case noire a7 · Cavalier blanc sur case blanche b7 · Tour blanche sur case noire e7 · Pion blanc sur case noire g7 · Dame blanche sur case blanche h7 · Pion noir sur case blanche a6 · Tour noire sur case noire a5 · Roi noir sur case blanche d5 · Tour noire sur case blanche h5 · Cavalier blanc sur case blanche a4 · Cavalier noir sur case noire d4 · Pion blanc sur case blanche b3 · Pion noir sur case noire e3 · Fou blanc sur case blanche a2 · Fou blanc sur case noire b2 · Pion noir sur case noire h2 · Tour blanche sur case noire c1 · Fou noir sur case blanche d1 · Fou noir sur case noire g1 · Dame noire sur case blanche h1 | Roi blanc sur case blanche g8 · Pion noir sur case noire a7 · Cavalier blanc sur case blanche b7 · Tour blanche sur case noire e7 · Pion blanc sur case noire g7 · Dame blanche sur case blanche h7 · Pion noir sur case blanche a6 · Tour noire sur case noire a5 · Roi noir sur case blanche d5 · Tour noire sur case blanche h5 · Cavalier blanc sur case blanche a4 · Cavalier noir sur case noire d4 · Pion blanc sur case blanche b3 · Pion noir sur case noire e3 · Fou blanc sur case blanche a2 · Fou blanc sur case noire b2 · Pion noir sur case noire h2 · Tour blanche sur case noire c1 · Fou noir sur case blanche d1 · Fou noir sur case noire g1 · Dame noire sur case blanche h1 | Roi blanc sur case blanche g8 · Pion noir sur case noire a7 · Cavalier blanc sur case blanche b7 · Tour blanche sur case noire e7 · Pion blanc sur case noire g7 · Dame blanche sur case blanche h7 · Pion noir sur case blanche a6 · Tour noire sur case noire a5 · Roi noir sur case blanche d5 · Tour noire sur case blanche h5 · Cavalier blanc sur case blanche a4 · Cavalier noir sur case noire d4 · Pion blanc sur case blanche b3 · Pion noir sur case noire e3 · Fou blanc sur case blanche a2 · Fou blanc sur case noire b2 · Pion noir sur case noire h2 · Tour blanche sur case noire c1 · Fou noir sur case blanche d1 · Fou noir sur case noire g1 · Dame noire sur case blanche h1 | Roi blanc sur case blanche g8 · Pion noir sur case noire a7 · Cavalier blanc sur case blanche b7 · Tour blanche sur case noire e7 · Pion blanc sur case noire g7 · Dame blanche sur case blanche h7 · Pion noir sur case blanche a6 · Tour noire sur case noire a5 · Roi noir sur case blanche d5 · Tour noire sur case blanche h5 · Cavalier blanc sur case blanche a4 · Cavalier noir sur case noire d4 · Pion blanc sur case blanche b3 · Pion noir sur case noire e3 · Fou blanc sur case blanche a2 · Fou blanc sur case noire b2 · Pion noir sur case noire h2 · Tour blanche sur case noire c1 · Fou noir sur case blanche d1 · Fou noir sur case noire g1 · Dame noire sur case blanche h1 | Roi blanc sur case blanche g8 · Pion noir sur case noire a7 · Cavalier blanc sur case blanche b7 · Tour blanche sur case noire e7 · Pion blanc sur case noire g7 · Dame blanche sur case blanche h7 · Pion noir sur case blanche a6 · Tour noire sur case noire a5 · Roi noir sur case blanche d5 · Tour noire sur case blanche h5 · Cavalier blanc sur case blanche a4 · Cavalier noir sur case noire d4 · Pion blanc sur case blanche b3 · Pion noir sur case noire e3 · Fou blanc sur case blanche a2 · Fou blanc sur case noire b2 · Pion noir sur case noire h2 · Tour blanche sur case noire c1 · Fou noir sur case blanche d1 · Fou noir sur case noire g1 · Dame noire sur case blanche h1 | 3 |
| 2 | Roi blanc sur case blanche g8 · Pion noir sur case noire a7 · Cavalier blanc sur case blanche b7 · Tour blanche sur case noire e7 · Pion blanc sur case noire g7 · Dame blanche sur case blanche h7 · Pion noir sur case blanche a6 · Tour noire sur case noire a5 · Roi noir sur case blanche d5 · Tour noire sur case blanche h5 · Cavalier blanc sur case blanche a4 · Cavalier noir sur case noire d4 · Pion blanc sur case blanche b3 · Pion noir sur case noire e3 · Fou blanc sur case blanche a2 · Fou blanc sur case noire b2 · Pion noir sur case noire h2 · Tour blanche sur case noire c1 · Fou noir sur case blanche d1 · Fou noir sur case noire g1 · Dame noire sur case blanche h1 | Roi blanc sur case blanche g8 · Pion noir sur case noire a7 · Cavalier blanc sur case blanche b7 · Tour blanche sur case noire e7 · Pion blanc sur case noire g7 · Dame blanche sur case blanche h7 · Pion noir sur case blanche a6 · Tour noire sur case noire a5 · Roi noir sur case blanche d5 · Tour noire sur case blanche h5 · Cavalier blanc sur case blanche a4 · Cavalier noir sur case noire d4 · Pion blanc sur case blanche b3 · Pion noir sur case noire e3 · Fou blanc sur case blanche a2 · Fou blanc sur case noire b2 · Pion noir sur case noire h2 · Tour blanche sur case noire c1 · Fou noir sur case blanche d1 · Fou noir sur case noire g1 · Dame noire sur case blanche h1 | Roi blanc sur case blanche g8 · Pion noir sur case noire a7 · Cavalier blanc sur case blanche b7 · Tour blanche sur case noire e7 · Pion blanc sur case noire g7 · Dame blanche sur case blanche h7 · Pion noir sur case blanche a6 · Tour noire sur case noire a5 · Roi noir sur case blanche d5 · Tour noire sur case blanche h5 · Cavalier blanc sur case blanche a4 · Cavalier noir sur case noire d4 · Pion blanc sur case blanche b3 · Pion noir sur case noire e3 · Fou blanc sur case blanche a2 · Fou blanc sur case noire b2 · Pion noir sur case noire h2 · Tour blanche sur case noire c1 · Fou noir sur case blanche d1 · Fou noir sur case noire g1 · Dame noire sur case blanche h1 | Roi blanc sur case blanche g8 · Pion noir sur case noire a7 · Cavalier blanc sur case blanche b7 · Tour blanche sur case noire e7 · Pion blanc sur case noire g7 · Dame blanche sur case blanche h7 · Pion noir sur case blanche a6 · Tour noire sur case noire a5 · Roi noir sur case blanche d5 · Tour noire sur case blanche h5 · Cavalier blanc sur case blanche a4 · Cavalier noir sur case noire d4 · Pion blanc sur case blanche b3 · Pion noir sur case noire e3 · Fou blanc sur case blanche a2 · Fou blanc sur case noire b2 · Pion noir sur case noire h2 · Tour blanche sur case noire c1 · Fou noir sur case blanche d1 · Fou noir sur case noire g1 · Dame noire sur case blanche h1 | Roi blanc sur case blanche g8 · Pion noir sur case noire a7 · Cavalier blanc sur case blanche b7 · Tour blanche sur case noire e7 · Pion blanc sur case noire g7 · Dame blanche sur case blanche h7 · Pion noir sur case blanche a6 · Tour noire sur case noire a5 · Roi noir sur case blanche d5 · Tour noire sur case blanche h5 · Cavalier blanc sur case blanche a4 · Cavalier noir sur case noire d4 · Pion blanc sur case blanche b3 · Pion noir sur case noire e3 · Fou blanc sur case blanche a2 · Fou blanc sur case noire b2 · Pion noir sur case noire h2 · Tour blanche sur case noire c1 · Fou noir sur case blanche d1 · Fou noir sur case noire g1 · Dame noire sur case blanche h1 | Roi blanc sur case blanche g8 · Pion noir sur case noire a7 · Cavalier blanc sur case blanche b7 · Tour blanche sur case noire e7 · Pion blanc sur case noire g7 · Dame blanche sur case blanche h7 · Pion noir sur case blanche a6 · Tour noire sur case noire a5 · Roi noir sur case blanche d5 · Tour noire sur case blanche h5 · Cavalier blanc sur case blanche a4 · Cavalier noir sur case noire d4 · Pion blanc sur case blanche b3 · Pion noir sur case noire e3 · Fou blanc sur case blanche a2 · Fou blanc sur case noire b2 · Pion noir sur case noire h2 · Tour blanche sur case noire c1 · Fou noir sur case blanche d1 · Fou noir sur case noire g1 · Dame noire sur case blanche h1 | Roi blanc sur case blanche g8 · Pion noir sur case noire a7 · Cavalier blanc sur case blanche b7 · Tour blanche sur case noire e7 · Pion blanc sur case noire g7 · Dame blanche sur case blanche h7 · Pion noir sur case blanche a6 · Tour noire sur case noire a5 · Roi noir sur case blanche d5 · Tour noire sur case blanche h5 · Cavalier blanc sur case blanche a4 · Cavalier noir sur case noire d4 · Pion blanc sur case blanche b3 · Pion noir sur case noire e3 · Fou blanc sur case blanche a2 · Fou blanc sur case noire b2 · Pion noir sur case noire h2 · Tour blanche sur case noire c1 · Fou noir sur case blanche d1 · Fou noir sur case noire g1 · Dame noire sur case blanche h1 | Roi blanc sur case blanche g8 · Pion noir sur case noire a7 · Cavalier blanc sur case blanche b7 · Tour blanche sur case noire e7 · Pion blanc sur case noire g7 · Dame blanche sur case blanche h7 · Pion noir sur case blanche a6 · Tour noire sur case noire a5 · Roi noir sur case blanche d5 · Tour noire sur case blanche h5 · Cavalier blanc sur case blanche a4 · Cavalier noir sur case noire d4 · Pion blanc sur case blanche b3 · Pion noir sur case noire e3 · Fou blanc sur case blanche a2 · Fou blanc sur case noire b2 · Pion noir sur case noire h2 · Tour blanche sur case noire c1 · Fou noir sur case blanche d1 · Fou noir sur case noire g1 · Dame noire sur case blanche h1 | 2 |
| 1 | Roi blanc sur case blanche g8 · Pion noir sur case noire a7 · Cavalier blanc sur case blanche b7 · Tour blanche sur case noire e7 · Pion blanc sur case noire g7 · Dame blanche sur case blanche h7 · Pion noir sur case blanche a6 · Tour noire sur case noire a5 · Roi noir sur case blanche d5 · Tour noire sur case blanche h5 · Cavalier blanc sur case blanche a4 · Cavalier noir sur case noire d4 · Pion blanc sur case blanche b3 · Pion noir sur case noire e3 · Fou blanc sur case blanche a2 · Fou blanc sur case noire b2 · Pion noir sur case noire h2 · Tour blanche sur case noire c1 · Fou noir sur case blanche d1 · Fou noir sur case noire g1 · Dame noire sur case blanche h1 | Roi blanc sur case blanche g8 · Pion noir sur case noire a7 · Cavalier blanc sur case blanche b7 · Tour blanche sur case noire e7 · Pion blanc sur case noire g7 · Dame blanche sur case blanche h7 · Pion noir sur case blanche a6 · Tour noire sur case noire a5 · Roi noir sur case blanche d5 · Tour noire sur case blanche h5 · Cavalier blanc sur case blanche a4 · Cavalier noir sur case noire d4 · Pion blanc sur case blanche b3 · Pion noir sur case noire e3 · Fou blanc sur case blanche a2 · Fou blanc sur case noire b2 · Pion noir sur case noire h2 · Tour blanche sur case noire c1 · Fou noir sur case blanche d1 · Fou noir sur case noire g1 · Dame noire sur case blanche h1 | Roi blanc sur case blanche g8 · Pion noir sur case noire a7 · Cavalier blanc sur case blanche b7 · Tour blanche sur case noire e7 · Pion blanc sur case noire g7 · Dame blanche sur case blanche h7 · Pion noir sur case blanche a6 · Tour noire sur case noire a5 · Roi noir sur case blanche d5 · Tour noire sur case blanche h5 · Cavalier blanc sur case blanche a4 · Cavalier noir sur case noire d4 · Pion blanc sur case blanche b3 · Pion noir sur case noire e3 · Fou blanc sur case blanche a2 · Fou blanc sur case noire b2 · Pion noir sur case noire h2 · Tour blanche sur case noire c1 · Fou noir sur case blanche d1 · Fou noir sur case noire g1 · Dame noire sur case blanche h1 | Roi blanc sur case blanche g8 · Pion noir sur case noire a7 · Cavalier blanc sur case blanche b7 · Tour blanche sur case noire e7 · Pion blanc sur case noire g7 · Dame blanche sur case blanche h7 · Pion noir sur case blanche a6 · Tour noire sur case noire a5 · Roi noir sur case blanche d5 · Tour noire sur case blanche h5 · Cavalier blanc sur case blanche a4 · Cavalier noir sur case noire d4 · Pion blanc sur case blanche b3 · Pion noir sur case noire e3 · Fou blanc sur case blanche a2 · Fou blanc sur case noire b2 · Pion noir sur case noire h2 · Tour blanche sur case noire c1 · Fou noir sur case blanche d1 · Fou noir sur case noire g1 · Dame noire sur case blanche h1 | Roi blanc sur case blanche g8 · Pion noir sur case noire a7 · Cavalier blanc sur case blanche b7 · Tour blanche sur case noire e7 · Pion blanc sur case noire g7 · Dame blanche sur case blanche h7 · Pion noir sur case blanche a6 · Tour noire sur case noire a5 · Roi noir sur case blanche d5 · Tour noire sur case blanche h5 · Cavalier blanc sur case blanche a4 · Cavalier noir sur case noire d4 · Pion blanc sur case blanche b3 · Pion noir sur case noire e3 · Fou blanc sur case blanche a2 · Fou blanc sur case noire b2 · Pion noir sur case noire h2 · Tour blanche sur case noire c1 · Fou noir sur case blanche d1 · Fou noir sur case noire g1 · Dame noire sur case blanche h1 | Roi blanc sur case blanche g8 · Pion noir sur case noire a7 · Cavalier blanc sur case blanche b7 · Tour blanche sur case noire e7 · Pion blanc sur case noire g7 · Dame blanche sur case blanche h7 · Pion noir sur case blanche a6 · Tour noire sur case noire a5 · Roi noir sur case blanche d5 · Tour noire sur case blanche h5 · Cavalier blanc sur case blanche a4 · Cavalier noir sur case noire d4 · Pion blanc sur case blanche b3 · Pion noir sur case noire e3 · Fou blanc sur case blanche a2 · Fou blanc sur case noire b2 · Pion noir sur case noire h2 · Tour blanche sur case noire c1 · Fou noir sur case blanche d1 · Fou noir sur case noire g1 · Dame noire sur case blanche h1 | Roi blanc sur case blanche g8 · Pion noir sur case noire a7 · Cavalier blanc sur case blanche b7 · Tour blanche sur case noire e7 · Pion blanc sur case noire g7 · Dame blanche sur case blanche h7 · Pion noir sur case blanche a6 · Tour noire sur case noire a5 · Roi noir sur case blanche d5 · Tour noire sur case blanche h5 · Cavalier blanc sur case blanche a4 · Cavalier noir sur case noire d4 · Pion blanc sur case blanche b3 · Pion noir sur case noire e3 · Fou blanc sur case blanche a2 · Fou blanc sur case noire b2 · Pion noir sur case noire h2 · Tour blanche sur case noire c1 · Fou noir sur case blanche d1 · Fou noir sur case noire g1 · Dame noire sur case blanche h1 | Roi blanc sur case blanche g8 · Pion noir sur case noire a7 · Cavalier blanc sur case blanche b7 · Tour blanche sur case noire e7 · Pion blanc sur case noire g7 · Dame blanche sur case blanche h7 · Pion noir sur case blanche a6 · Tour noire sur case noire a5 · Roi noir sur case blanche d5 · Tour noire sur case blanche h5 · Cavalier blanc sur case blanche a4 · Cavalier noir sur case noire d4 · Pion blanc sur case blanche b3 · Pion noir sur case noire e3 · Fou blanc sur case blanche a2 · Fou blanc sur case noire b2 · Pion noir sur case noire h2 · Tour blanche sur case noire c1 · Fou noir sur case blanche d1 · Fou noir sur case noire g1 · Dame noire sur case blanche h1 | 1 |
|   | a | b | c | d | e | f | g | h |   |

|   | a | b | c | d | e | f | g | h |   |
| 8 | Fou noir sur case noire d8 · Tour noire sur case blanche e8 · Tour noire sur case noire f8 · Fou noir sur case blanche g8 · Cavalier blanc sur case noire c7 · Fou blanc sur case blanche h7 · Pion noir sur case noire c5 · Dame blanche sur case blanche h5 · Pion noir sur case blanche c4 · Roi noir sur case noire f4 · Pion blanc sur case blanche f3 · Pion blanc sur case blanche e2 · Roi blanc sur case blanche g2 · Tour blanche sur case noire h2 · Cavalier blanc sur case noire c1 · Tour blanche sur case blanche f1 · Fou blanc sur case noire g1 | Fou noir sur case noire d8 · Tour noire sur case blanche e8 · Tour noire sur case noire f8 · Fou noir sur case blanche g8 · Cavalier blanc sur case noire c7 · Fou blanc sur case blanche h7 · Pion noir sur case noire c5 · Dame blanche sur case blanche h5 · Pion noir sur case blanche c4 · Roi noir sur case noire f4 · Pion blanc sur case blanche f3 · Pion blanc sur case blanche e2 · Roi blanc sur case blanche g2 · Tour blanche sur case noire h2 · Cavalier blanc sur case noire c1 · Tour blanche sur case blanche f1 · Fou blanc sur case noire g1 | Fou noir sur case noire d8 · Tour noire sur case blanche e8 · Tour noire sur case noire f8 · Fou noir sur case blanche g8 · Cavalier blanc sur case noire c7 · Fou blanc sur case blanche h7 · Pion noir sur case noire c5 · Dame blanche sur case blanche h5 · Pion noir sur case blanche c4 · Roi noir sur case noire f4 · Pion blanc sur case blanche f3 · Pion blanc sur case blanche e2 · Roi blanc sur case blanche g2 · Tour blanche sur case noire h2 · Cavalier blanc sur case noire c1 · Tour blanche sur case blanche f1 · Fou blanc sur case noire g1 | Fou noir sur case noire d8 · Tour noire sur case blanche e8 · Tour noire sur case noire f8 · Fou noir sur case blanche g8 · Cavalier blanc sur case noire c7 · Fou blanc sur case blanche h7 · Pion noir sur case noire c5 · Dame blanche sur case blanche h5 · Pion noir sur case blanche c4 · Roi noir sur case noire f4 · Pion blanc sur case blanche f3 · Pion blanc sur case blanche e2 · Roi blanc sur case blanche g2 · Tour blanche sur case noire h2 · Cavalier blanc sur case noire c1 · Tour blanche sur case blanche f1 · Fou blanc sur case noire g1 | Fou noir sur case noire d8 · Tour noire sur case blanche e8 · Tour noire sur case noire f8 · Fou noir sur case blanche g8 · Cavalier blanc sur case noire c7 · Fou blanc sur case blanche h7 · Pion noir sur case noire c5 · Dame blanche sur case blanche h5 · Pion noir sur case blanche c4 · Roi noir sur case noire f4 · Pion blanc sur case blanche f3 · Pion blanc sur case blanche e2 · Roi blanc sur case blanche g2 · Tour blanche sur case noire h2 · Cavalier blanc sur case noire c1 · Tour blanche sur case blanche f1 · Fou blanc sur case noire g1 | Fou noir sur case noire d8 · Tour noire sur case blanche e8 · Tour noire sur case noire f8 · Fou noir sur case blanche g8 · Cavalier blanc sur case noire c7 · Fou blanc sur case blanche h7 · Pion noir sur case noire c5 · Dame blanche sur case blanche h5 · Pion noir sur case blanche c4 · Roi noir sur case noire f4 · Pion blanc sur case blanche f3 · Pion blanc sur case blanche e2 · Roi blanc sur case blanche g2 · Tour blanche sur case noire h2 · Cavalier blanc sur case noire c1 · Tour blanche sur case blanche f1 · Fou blanc sur case noire g1 | Fou noir sur case noire d8 · Tour noire sur case blanche e8 · Tour noire sur case noire f8 · Fou noir sur case blanche g8 · Cavalier blanc sur case noire c7 · Fou blanc sur case blanche h7 · Pion noir sur case noire c5 · Dame blanche sur case blanche h5 · Pion noir sur case blanche c4 · Roi noir sur case noire f4 · Pion blanc sur case blanche f3 · Pion blanc sur case blanche e2 · Roi blanc sur case blanche g2 · Tour blanche sur case noire h2 · Cavalier blanc sur case noire c1 · Tour blanche sur case blanche f1 · Fou blanc sur case noire g1 | Fou noir sur case noire d8 · Tour noire sur case blanche e8 · Tour noire sur case noire f8 · Fou noir sur case blanche g8 · Cavalier blanc sur case noire c7 · Fou blanc sur case blanche h7 · Pion noir sur case noire c5 · Dame blanche sur case blanche h5 · Pion noir sur case blanche c4 · Roi noir sur case noire f4 · Pion blanc sur case blanche f3 · Pion blanc sur case blanche e2 · Roi blanc sur case blanche g2 · Tour blanche sur case noire h2 · Cavalier blanc sur case noire c1 · Tour blanche sur case blanche f1 · Fou blanc sur case noire g1 | 8 |
| 7 | Fou noir sur case noire d8 · Tour noire sur case blanche e8 · Tour noire sur case noire f8 · Fou noir sur case blanche g8 · Cavalier blanc sur case noire c7 · Fou blanc sur case blanche h7 · Pion noir sur case noire c5 · Dame blanche sur case blanche h5 · Pion noir sur case blanche c4 · Roi noir sur case noire f4 · Pion blanc sur case blanche f3 · Pion blanc sur case blanche e2 · Roi blanc sur case blanche g2 · Tour blanche sur case noire h2 · Cavalier blanc sur case noire c1 · Tour blanche sur case blanche f1 · Fou blanc sur case noire g1 | Fou noir sur case noire d8 · Tour noire sur case blanche e8 · Tour noire sur case noire f8 · Fou noir sur case blanche g8 · Cavalier blanc sur case noire c7 · Fou blanc sur case blanche h7 · Pion noir sur case noire c5 · Dame blanche sur case blanche h5 · Pion noir sur case blanche c4 · Roi noir sur case noire f4 · Pion blanc sur case blanche f3 · Pion blanc sur case blanche e2 · Roi blanc sur case blanche g2 · Tour blanche sur case noire h2 · Cavalier blanc sur case noire c1 · Tour blanche sur case blanche f1 · Fou blanc sur case noire g1 | Fou noir sur case noire d8 · Tour noire sur case blanche e8 · Tour noire sur case noire f8 · Fou noir sur case blanche g8 · Cavalier blanc sur case noire c7 · Fou blanc sur case blanche h7 · Pion noir sur case noire c5 · Dame blanche sur case blanche h5 · Pion noir sur case blanche c4 · Roi noir sur case noire f4 · Pion blanc sur case blanche f3 · Pion blanc sur case blanche e2 · Roi blanc sur case blanche g2 · Tour blanche sur case noire h2 · Cavalier blanc sur case noire c1 · Tour blanche sur case blanche f1 · Fou blanc sur case noire g1 | Fou noir sur case noire d8 · Tour noire sur case blanche e8 · Tour noire sur case noire f8 · Fou noir sur case blanche g8 · Cavalier blanc sur case noire c7 · Fou blanc sur case blanche h7 · Pion noir sur case noire c5 · Dame blanche sur case blanche h5 · Pion noir sur case blanche c4 · Roi noir sur case noire f4 · Pion blanc sur case blanche f3 · Pion blanc sur case blanche e2 · Roi blanc sur case blanche g2 · Tour blanche sur case noire h2 · Cavalier blanc sur case noire c1 · Tour blanche sur case blanche f1 · Fou blanc sur case noire g1 | Fou noir sur case noire d8 · Tour noire sur case blanche e8 · Tour noire sur case noire f8 · Fou noir sur case blanche g8 · Cavalier blanc sur case noire c7 · Fou blanc sur case blanche h7 · Pion noir sur case noire c5 · Dame blanche sur case blanche h5 · Pion noir sur case blanche c4 · Roi noir sur case noire f4 · Pion blanc sur case blanche f3 · Pion blanc sur case blanche e2 · Roi blanc sur case blanche g2 · Tour blanche sur case noire h2 · Cavalier blanc sur case noire c1 · Tour blanche sur case blanche f1 · Fou blanc sur case noire g1 | Fou noir sur case noire d8 · Tour noire sur case blanche e8 · Tour noire sur case noire f8 · Fou noir sur case blanche g8 · Cavalier blanc sur case noire c7 · Fou blanc sur case blanche h7 · Pion noir sur case noire c5 · Dame blanche sur case blanche h5 · Pion noir sur case blanche c4 · Roi noir sur case noire f4 · Pion blanc sur case blanche f3 · Pion blanc sur case blanche e2 · Roi blanc sur case blanche g2 · Tour blanche sur case noire h2 · Cavalier blanc sur case noire c1 · Tour blanche sur case blanche f1 · Fou blanc sur case noire g1 | Fou noir sur case noire d8 · Tour noire sur case blanche e8 · Tour noire sur case noire f8 · Fou noir sur case blanche g8 · Cavalier blanc sur case noire c7 · Fou blanc sur case blanche h7 · Pion noir sur case noire c5 · Dame blanche sur case blanche h5 · Pion noir sur case blanche c4 · Roi noir sur case noire f4 · Pion blanc sur case blanche f3 · Pion blanc sur case blanche e2 · Roi blanc sur case blanche g2 · Tour blanche sur case noire h2 · Cavalier blanc sur case noire c1 · Tour blanche sur case blanche f1 · Fou blanc sur case noire g1 | Fou noir sur case noire d8 · Tour noire sur case blanche e8 · Tour noire sur case noire f8 · Fou noir sur case blanche g8 · Cavalier blanc sur case noire c7 · Fou blanc sur case blanche h7 · Pion noir sur case noire c5 · Dame blanche sur case blanche h5 · Pion noir sur case blanche c4 · Roi noir sur case noire f4 · Pion blanc sur case blanche f3 · Pion blanc sur case blanche e2 · Roi blanc sur case blanche g2 · Tour blanche sur case noire h2 · Cavalier blanc sur case noire c1 · Tour blanche sur case blanche f1 · Fou blanc sur case noire g1 | 7 |
| 6 | Fou noir sur case noire d8 · Tour noire sur case blanche e8 · Tour noire sur case noire f8 · Fou noir sur case blanche g8 · Cavalier blanc sur case noire c7 · Fou blanc sur case blanche h7 · Pion noir sur case noire c5 · Dame blanche sur case blanche h5 · Pion noir sur case blanche c4 · Roi noir sur case noire f4 · Pion blanc sur case blanche f3 · Pion blanc sur case blanche e2 · Roi blanc sur case blanche g2 · Tour blanche sur case noire h2 · Cavalier blanc sur case noire c1 · Tour blanche sur case blanche f1 · Fou blanc sur case noire g1 | Fou noir sur case noire d8 · Tour noire sur case blanche e8 · Tour noire sur case noire f8 · Fou noir sur case blanche g8 · Cavalier blanc sur case noire c7 · Fou blanc sur case blanche h7 · Pion noir sur case noire c5 · Dame blanche sur case blanche h5 · Pion noir sur case blanche c4 · Roi noir sur case noire f4 · Pion blanc sur case blanche f3 · Pion blanc sur case blanche e2 · Roi blanc sur case blanche g2 · Tour blanche sur case noire h2 · Cavalier blanc sur case noire c1 · Tour blanche sur case blanche f1 · Fou blanc sur case noire g1 | Fou noir sur case noire d8 · Tour noire sur case blanche e8 · Tour noire sur case noire f8 · Fou noir sur case blanche g8 · Cavalier blanc sur case noire c7 · Fou blanc sur case blanche h7 · Pion noir sur case noire c5 · Dame blanche sur case blanche h5 · Pion noir sur case blanche c4 · Roi noir sur case noire f4 · Pion blanc sur case blanche f3 · Pion blanc sur case blanche e2 · Roi blanc sur case blanche g2 · Tour blanche sur case noire h2 · Cavalier blanc sur case noire c1 · Tour blanche sur case blanche f1 · Fou blanc sur case noire g1 | Fou noir sur case noire d8 · Tour noire sur case blanche e8 · Tour noire sur case noire f8 · Fou noir sur case blanche g8 · Cavalier blanc sur case noire c7 · Fou blanc sur case blanche h7 · Pion noir sur case noire c5 · Dame blanche sur case blanche h5 · Pion noir sur case blanche c4 · Roi noir sur case noire f4 · Pion blanc sur case blanche f3 · Pion blanc sur case blanche e2 · Roi blanc sur case blanche g2 · Tour blanche sur case noire h2 · Cavalier blanc sur case noire c1 · Tour blanche sur case blanche f1 · Fou blanc sur case noire g1 | Fou noir sur case noire d8 · Tour noire sur case blanche e8 · Tour noire sur case noire f8 · Fou noir sur case blanche g8 · Cavalier blanc sur case noire c7 · Fou blanc sur case blanche h7 · Pion noir sur case noire c5 · Dame blanche sur case blanche h5 · Pion noir sur case blanche c4 · Roi noir sur case noire f4 · Pion blanc sur case blanche f3 · Pion blanc sur case blanche e2 · Roi blanc sur case blanche g2 · Tour blanche sur case noire h2 · Cavalier blanc sur case noire c1 · Tour blanche sur case blanche f1 · Fou blanc sur case noire g1 | Fou noir sur case noire d8 · Tour noire sur case blanche e8 · Tour noire sur case noire f8 · Fou noir sur case blanche g8 · Cavalier blanc sur case noire c7 · Fou blanc sur case blanche h7 · Pion noir sur case noire c5 · Dame blanche sur case blanche h5 · Pion noir sur case blanche c4 · Roi noir sur case noire f4 · Pion blanc sur case blanche f3 · Pion blanc sur case blanche e2 · Roi blanc sur case blanche g2 · Tour blanche sur case noire h2 · Cavalier blanc sur case noire c1 · Tour blanche sur case blanche f1 · Fou blanc sur case noire g1 | Fou noir sur case noire d8 · Tour noire sur case blanche e8 · Tour noire sur case noire f8 · Fou noir sur case blanche g8 · Cavalier blanc sur case noire c7 · Fou blanc sur case blanche h7 · Pion noir sur case noire c5 · Dame blanche sur case blanche h5 · Pion noir sur case blanche c4 · Roi noir sur case noire f4 · Pion blanc sur case blanche f3 · Pion blanc sur case blanche e2 · Roi blanc sur case blanche g2 · Tour blanche sur case noire h2 · Cavalier blanc sur case noire c1 · Tour blanche sur case blanche f1 · Fou blanc sur case noire g1 | Fou noir sur case noire d8 · Tour noire sur case blanche e8 · Tour noire sur case noire f8 · Fou noir sur case blanche g8 · Cavalier blanc sur case noire c7 · Fou blanc sur case blanche h7 · Pion noir sur case noire c5 · Dame blanche sur case blanche h5 · Pion noir sur case blanche c4 · Roi noir sur case noire f4 · Pion blanc sur case blanche f3 · Pion blanc sur case blanche e2 · Roi blanc sur case blanche g2 · Tour blanche sur case noire h2 · Cavalier blanc sur case noire c1 · Tour blanche sur case blanche f1 · Fou blanc sur case noire g1 | 6 |
| 5 | Fou noir sur case noire d8 · Tour noire sur case blanche e8 · Tour noire sur case noire f8 · Fou noir sur case blanche g8 · Cavalier blanc sur case noire c7 · Fou blanc sur case blanche h7 · Pion noir sur case noire c5 · Dame blanche sur case blanche h5 · Pion noir sur case blanche c4 · Roi noir sur case noire f4 · Pion blanc sur case blanche f3 · Pion blanc sur case blanche e2 · Roi blanc sur case blanche g2 · Tour blanche sur case noire h2 · Cavalier blanc sur case noire c1 · Tour blanche sur case blanche f1 · Fou blanc sur case noire g1 | Fou noir sur case noire d8 · Tour noire sur case blanche e8 · Tour noire sur case noire f8 · Fou noir sur case blanche g8 · Cavalier blanc sur case noire c7 · Fou blanc sur case blanche h7 · Pion noir sur case noire c5 · Dame blanche sur case blanche h5 · Pion noir sur case blanche c4 · Roi noir sur case noire f4 · Pion blanc sur case blanche f3 · Pion blanc sur case blanche e2 · Roi blanc sur case blanche g2 · Tour blanche sur case noire h2 · Cavalier blanc sur case noire c1 · Tour blanche sur case blanche f1 · Fou blanc sur case noire g1 | Fou noir sur case noire d8 · Tour noire sur case blanche e8 · Tour noire sur case noire f8 · Fou noir sur case blanche g8 · Cavalier blanc sur case noire c7 · Fou blanc sur case blanche h7 · Pion noir sur case noire c5 · Dame blanche sur case blanche h5 · Pion noir sur case blanche c4 · Roi noir sur case noire f4 · Pion blanc sur case blanche f3 · Pion blanc sur case blanche e2 · Roi blanc sur case blanche g2 · Tour blanche sur case noire h2 · Cavalier blanc sur case noire c1 · Tour blanche sur case blanche f1 · Fou blanc sur case noire g1 | Fou noir sur case noire d8 · Tour noire sur case blanche e8 · Tour noire sur case noire f8 · Fou noir sur case blanche g8 · Cavalier blanc sur case noire c7 · Fou blanc sur case blanche h7 · Pion noir sur case noire c5 · Dame blanche sur case blanche h5 · Pion noir sur case blanche c4 · Roi noir sur case noire f4 · Pion blanc sur case blanche f3 · Pion blanc sur case blanche e2 · Roi blanc sur case blanche g2 · Tour blanche sur case noire h2 · Cavalier blanc sur case noire c1 · Tour blanche sur case blanche f1 · Fou blanc sur case noire g1 | Fou noir sur case noire d8 · Tour noire sur case blanche e8 · Tour noire sur case noire f8 · Fou noir sur case blanche g8 · Cavalier blanc sur case noire c7 · Fou blanc sur case blanche h7 · Pion noir sur case noire c5 · Dame blanche sur case blanche h5 · Pion noir sur case blanche c4 · Roi noir sur case noire f4 · Pion blanc sur case blanche f3 · Pion blanc sur case blanche e2 · Roi blanc sur case blanche g2 · Tour blanche sur case noire h2 · Cavalier blanc sur case noire c1 · Tour blanche sur case blanche f1 · Fou blanc sur case noire g1 | Fou noir sur case noire d8 · Tour noire sur case blanche e8 · Tour noire sur case noire f8 · Fou noir sur case blanche g8 · Cavalier blanc sur case noire c7 · Fou blanc sur case blanche h7 · Pion noir sur case noire c5 · Dame blanche sur case blanche h5 · Pion noir sur case blanche c4 · Roi noir sur case noire f4 · Pion blanc sur case blanche f3 · Pion blanc sur case blanche e2 · Roi blanc sur case blanche g2 · Tour blanche sur case noire h2 · Cavalier blanc sur case noire c1 · Tour blanche sur case blanche f1 · Fou blanc sur case noire g1 | Fou noir sur case noire d8 · Tour noire sur case blanche e8 · Tour noire sur case noire f8 · Fou noir sur case blanche g8 · Cavalier blanc sur case noire c7 · Fou blanc sur case blanche h7 · Pion noir sur case noire c5 · Dame blanche sur case blanche h5 · Pion noir sur case blanche c4 · Roi noir sur case noire f4 · Pion blanc sur case blanche f3 · Pion blanc sur case blanche e2 · Roi blanc sur case blanche g2 · Tour blanche sur case noire h2 · Cavalier blanc sur case noire c1 · Tour blanche sur case blanche f1 · Fou blanc sur case noire g1 | Fou noir sur case noire d8 · Tour noire sur case blanche e8 · Tour noire sur case noire f8 · Fou noir sur case blanche g8 · Cavalier blanc sur case noire c7 · Fou blanc sur case blanche h7 · Pion noir sur case noire c5 · Dame blanche sur case blanche h5 · Pion noir sur case blanche c4 · Roi noir sur case noire f4 · Pion blanc sur case blanche f3 · Pion blanc sur case blanche e2 · Roi blanc sur case blanche g2 · Tour blanche sur case noire h2 · Cavalier blanc sur case noire c1 · Tour blanche sur case blanche f1 · Fou blanc sur case noire g1 | 5 |
| 4 | Fou noir sur case noire d8 · Tour noire sur case blanche e8 · Tour noire sur case noire f8 · Fou noir sur case blanche g8 · Cavalier blanc sur case noire c7 · Fou blanc sur case blanche h7 · Pion noir sur case noire c5 · Dame blanche sur case blanche h5 · Pion noir sur case blanche c4 · Roi noir sur case noire f4 · Pion blanc sur case blanche f3 · Pion blanc sur case blanche e2 · Roi blanc sur case blanche g2 · Tour blanche sur case noire h2 · Cavalier blanc sur case noire c1 · Tour blanche sur case blanche f1 · Fou blanc sur case noire g1 | Fou noir sur case noire d8 · Tour noire sur case blanche e8 · Tour noire sur case noire f8 · Fou noir sur case blanche g8 · Cavalier blanc sur case noire c7 · Fou blanc sur case blanche h7 · Pion noir sur case noire c5 · Dame blanche sur case blanche h5 · Pion noir sur case blanche c4 · Roi noir sur case noire f4 · Pion blanc sur case blanche f3 · Pion blanc sur case blanche e2 · Roi blanc sur case blanche g2 · Tour blanche sur case noire h2 · Cavalier blanc sur case noire c1 · Tour blanche sur case blanche f1 · Fou blanc sur case noire g1 | Fou noir sur case noire d8 · Tour noire sur case blanche e8 · Tour noire sur case noire f8 · Fou noir sur case blanche g8 · Cavalier blanc sur case noire c7 · Fou blanc sur case blanche h7 · Pion noir sur case noire c5 · Dame blanche sur case blanche h5 · Pion noir sur case blanche c4 · Roi noir sur case noire f4 · Pion blanc sur case blanche f3 · Pion blanc sur case blanche e2 · Roi blanc sur case blanche g2 · Tour blanche sur case noire h2 · Cavalier blanc sur case noire c1 · Tour blanche sur case blanche f1 · Fou blanc sur case noire g1 | Fou noir sur case noire d8 · Tour noire sur case blanche e8 · Tour noire sur case noire f8 · Fou noir sur case blanche g8 · Cavalier blanc sur case noire c7 · Fou blanc sur case blanche h7 · Pion noir sur case noire c5 · Dame blanche sur case blanche h5 · Pion noir sur case blanche c4 · Roi noir sur case noire f4 · Pion blanc sur case blanche f3 · Pion blanc sur case blanche e2 · Roi blanc sur case blanche g2 · Tour blanche sur case noire h2 · Cavalier blanc sur case noire c1 · Tour blanche sur case blanche f1 · Fou blanc sur case noire g1 | Fou noir sur case noire d8 · Tour noire sur case blanche e8 · Tour noire sur case noire f8 · Fou noir sur case blanche g8 · Cavalier blanc sur case noire c7 · Fou blanc sur case blanche h7 · Pion noir sur case noire c5 · Dame blanche sur case blanche h5 · Pion noir sur case blanche c4 · Roi noir sur case noire f4 · Pion blanc sur case blanche f3 · Pion blanc sur case blanche e2 · Roi blanc sur case blanche g2 · Tour blanche sur case noire h2 · Cavalier blanc sur case noire c1 · Tour blanche sur case blanche f1 · Fou blanc sur case noire g1 | Fou noir sur case noire d8 · Tour noire sur case blanche e8 · Tour noire sur case noire f8 · Fou noir sur case blanche g8 · Cavalier blanc sur case noire c7 · Fou blanc sur case blanche h7 · Pion noir sur case noire c5 · Dame blanche sur case blanche h5 · Pion noir sur case blanche c4 · Roi noir sur case noire f4 · Pion blanc sur case blanche f3 · Pion blanc sur case blanche e2 · Roi blanc sur case blanche g2 · Tour blanche sur case noire h2 · Cavalier blanc sur case noire c1 · Tour blanche sur case blanche f1 · Fou blanc sur case noire g1 | Fou noir sur case noire d8 · Tour noire sur case blanche e8 · Tour noire sur case noire f8 · Fou noir sur case blanche g8 · Cavalier blanc sur case noire c7 · Fou blanc sur case blanche h7 · Pion noir sur case noire c5 · Dame blanche sur case blanche h5 · Pion noir sur case blanche c4 · Roi noir sur case noire f4 · Pion blanc sur case blanche f3 · Pion blanc sur case blanche e2 · Roi blanc sur case blanche g2 · Tour blanche sur case noire h2 · Cavalier blanc sur case noire c1 · Tour blanche sur case blanche f1 · Fou blanc sur case noire g1 | Fou noir sur case noire d8 · Tour noire sur case blanche e8 · Tour noire sur case noire f8 · Fou noir sur case blanche g8 · Cavalier blanc sur case noire c7 · Fou blanc sur case blanche h7 · Pion noir sur case noire c5 · Dame blanche sur case blanche h5 · Pion noir sur case blanche c4 · Roi noir sur case noire f4 · Pion blanc sur case blanche f3 · Pion blanc sur case blanche e2 · Roi blanc sur case blanche g2 · Tour blanche sur case noire h2 · Cavalier blanc sur case noire c1 · Tour blanche sur case blanche f1 · Fou blanc sur case noire g1 | 4 |
| 3 | Fou noir sur case noire d8 · Tour noire sur case blanche e8 · Tour noire sur case noire f8 · Fou noir sur case blanche g8 · Cavalier blanc sur case noire c7 · Fou blanc sur case blanche h7 · Pion noir sur case noire c5 · Dame blanche sur case blanche h5 · Pion noir sur case blanche c4 · Roi noir sur case noire f4 · Pion blanc sur case blanche f3 · Pion blanc sur case blanche e2 · Roi blanc sur case blanche g2 · Tour blanche sur case noire h2 · Cavalier blanc sur case noire c1 · Tour blanche sur case blanche f1 · Fou blanc sur case noire g1 | Fou noir sur case noire d8 · Tour noire sur case blanche e8 · Tour noire sur case noire f8 · Fou noir sur case blanche g8 · Cavalier blanc sur case noire c7 · Fou blanc sur case blanche h7 · Pion noir sur case noire c5 · Dame blanche sur case blanche h5 · Pion noir sur case blanche c4 · Roi noir sur case noire f4 · Pion blanc sur case blanche f3 · Pion blanc sur case blanche e2 · Roi blanc sur case blanche g2 · Tour blanche sur case noire h2 · Cavalier blanc sur case noire c1 · Tour blanche sur case blanche f1 · Fou blanc sur case noire g1 | Fou noir sur case noire d8 · Tour noire sur case blanche e8 · Tour noire sur case noire f8 · Fou noir sur case blanche g8 · Cavalier blanc sur case noire c7 · Fou blanc sur case blanche h7 · Pion noir sur case noire c5 · Dame blanche sur case blanche h5 · Pion noir sur case blanche c4 · Roi noir sur case noire f4 · Pion blanc sur case blanche f3 · Pion blanc sur case blanche e2 · Roi blanc sur case blanche g2 · Tour blanche sur case noire h2 · Cavalier blanc sur case noire c1 · Tour blanche sur case blanche f1 · Fou blanc sur case noire g1 | Fou noir sur case noire d8 · Tour noire sur case blanche e8 · Tour noire sur case noire f8 · Fou noir sur case blanche g8 · Cavalier blanc sur case noire c7 · Fou blanc sur case blanche h7 · Pion noir sur case noire c5 · Dame blanche sur case blanche h5 · Pion noir sur case blanche c4 · Roi noir sur case noire f4 · Pion blanc sur case blanche f3 · Pion blanc sur case blanche e2 · Roi blanc sur case blanche g2 · Tour blanche sur case noire h2 · Cavalier blanc sur case noire c1 · Tour blanche sur case blanche f1 · Fou blanc sur case noire g1 | Fou noir sur case noire d8 · Tour noire sur case blanche e8 · Tour noire sur case noire f8 · Fou noir sur case blanche g8 · Cavalier blanc sur case noire c7 · Fou blanc sur case blanche h7 · Pion noir sur case noire c5 · Dame blanche sur case blanche h5 · Pion noir sur case blanche c4 · Roi noir sur case noire f4 · Pion blanc sur case blanche f3 · Pion blanc sur case blanche e2 · Roi blanc sur case blanche g2 · Tour blanche sur case noire h2 · Cavalier blanc sur case noire c1 · Tour blanche sur case blanche f1 · Fou blanc sur case noire g1 | Fou noir sur case noire d8 · Tour noire sur case blanche e8 · Tour noire sur case noire f8 · Fou noir sur case blanche g8 · Cavalier blanc sur case noire c7 · Fou blanc sur case blanche h7 · Pion noir sur case noire c5 · Dame blanche sur case blanche h5 · Pion noir sur case blanche c4 · Roi noir sur case noire f4 · Pion blanc sur case blanche f3 · Pion blanc sur case blanche e2 · Roi blanc sur case blanche g2 · Tour blanche sur case noire h2 · Cavalier blanc sur case noire c1 · Tour blanche sur case blanche f1 · Fou blanc sur case noire g1 | Fou noir sur case noire d8 · Tour noire sur case blanche e8 · Tour noire sur case noire f8 · Fou noir sur case blanche g8 · Cavalier blanc sur case noire c7 · Fou blanc sur case blanche h7 · Pion noir sur case noire c5 · Dame blanche sur case blanche h5 · Pion noir sur case blanche c4 · Roi noir sur case noire f4 · Pion blanc sur case blanche f3 · Pion blanc sur case blanche e2 · Roi blanc sur case blanche g2 · Tour blanche sur case noire h2 · Cavalier blanc sur case noire c1 · Tour blanche sur case blanche f1 · Fou blanc sur case noire g1 | Fou noir sur case noire d8 · Tour noire sur case blanche e8 · Tour noire sur case noire f8 · Fou noir sur case blanche g8 · Cavalier blanc sur case noire c7 · Fou blanc sur case blanche h7 · Pion noir sur case noire c5 · Dame blanche sur case blanche h5 · Pion noir sur case blanche c4 · Roi noir sur case noire f4 · Pion blanc sur case blanche f3 · Pion blanc sur case blanche e2 · Roi blanc sur case blanche g2 · Tour blanche sur case noire h2 · Cavalier blanc sur case noire c1 · Tour blanche sur case blanche f1 · Fou blanc sur case noire g1 | 3 |
| 2 | Fou noir sur case noire d8 · Tour noire sur case blanche e8 · Tour noire sur case noire f8 · Fou noir sur case blanche g8 · Cavalier blanc sur case noire c7 · Fou blanc sur case blanche h7 · Pion noir sur case noire c5 · Dame blanche sur case blanche h5 · Pion noir sur case blanche c4 · Roi noir sur case noire f4 · Pion blanc sur case blanche f3 · Pion blanc sur case blanche e2 · Roi blanc sur case blanche g2 · Tour blanche sur case noire h2 · Cavalier blanc sur case noire c1 · Tour blanche sur case blanche f1 · Fou blanc sur case noire g1 | Fou noir sur case noire d8 · Tour noire sur case blanche e8 · Tour noire sur case noire f8 · Fou noir sur case blanche g8 · Cavalier blanc sur case noire c7 · Fou blanc sur case blanche h7 · Pion noir sur case noire c5 · Dame blanche sur case blanche h5 · Pion noir sur case blanche c4 · Roi noir sur case noire f4 · Pion blanc sur case blanche f3 · Pion blanc sur case blanche e2 · Roi blanc sur case blanche g2 · Tour blanche sur case noire h2 · Cavalier blanc sur case noire c1 · Tour blanche sur case blanche f1 · Fou blanc sur case noire g1 | Fou noir sur case noire d8 · Tour noire sur case blanche e8 · Tour noire sur case noire f8 · Fou noir sur case blanche g8 · Cavalier blanc sur case noire c7 · Fou blanc sur case blanche h7 · Pion noir sur case noire c5 · Dame blanche sur case blanche h5 · Pion noir sur case blanche c4 · Roi noir sur case noire f4 · Pion blanc sur case blanche f3 · Pion blanc sur case blanche e2 · Roi blanc sur case blanche g2 · Tour blanche sur case noire h2 · Cavalier blanc sur case noire c1 · Tour blanche sur case blanche f1 · Fou blanc sur case noire g1 | Fou noir sur case noire d8 · Tour noire sur case blanche e8 · Tour noire sur case noire f8 · Fou noir sur case blanche g8 · Cavalier blanc sur case noire c7 · Fou blanc sur case blanche h7 · Pion noir sur case noire c5 · Dame blanche sur case blanche h5 · Pion noir sur case blanche c4 · Roi noir sur case noire f4 · Pion blanc sur case blanche f3 · Pion blanc sur case blanche e2 · Roi blanc sur case blanche g2 · Tour blanche sur case noire h2 · Cavalier blanc sur case noire c1 · Tour blanche sur case blanche f1 · Fou blanc sur case noire g1 | Fou noir sur case noire d8 · Tour noire sur case blanche e8 · Tour noire sur case noire f8 · Fou noir sur case blanche g8 · Cavalier blanc sur case noire c7 · Fou blanc sur case blanche h7 · Pion noir sur case noire c5 · Dame blanche sur case blanche h5 · Pion noir sur case blanche c4 · Roi noir sur case noire f4 · Pion blanc sur case blanche f3 · Pion blanc sur case blanche e2 · Roi blanc sur case blanche g2 · Tour blanche sur case noire h2 · Cavalier blanc sur case noire c1 · Tour blanche sur case blanche f1 · Fou blanc sur case noire g1 | Fou noir sur case noire d8 · Tour noire sur case blanche e8 · Tour noire sur case noire f8 · Fou noir sur case blanche g8 · Cavalier blanc sur case noire c7 · Fou blanc sur case blanche h7 · Pion noir sur case noire c5 · Dame blanche sur case blanche h5 · Pion noir sur case blanche c4 · Roi noir sur case noire f4 · Pion blanc sur case blanche f3 · Pion blanc sur case blanche e2 · Roi blanc sur case blanche g2 · Tour blanche sur case noire h2 · Cavalier blanc sur case noire c1 · Tour blanche sur case blanche f1 · Fou blanc sur case noire g1 | Fou noir sur case noire d8 · Tour noire sur case blanche e8 · Tour noire sur case noire f8 · Fou noir sur case blanche g8 · Cavalier blanc sur case noire c7 · Fou blanc sur case blanche h7 · Pion noir sur case noire c5 · Dame blanche sur case blanche h5 · Pion noir sur case blanche c4 · Roi noir sur case noire f4 · Pion blanc sur case blanche f3 · Pion blanc sur case blanche e2 · Roi blanc sur case blanche g2 · Tour blanche sur case noire h2 · Cavalier blanc sur case noire c1 · Tour blanche sur case blanche f1 · Fou blanc sur case noire g1 | Fou noir sur case noire d8 · Tour noire sur case blanche e8 · Tour noire sur case noire f8 · Fou noir sur case blanche g8 · Cavalier blanc sur case noire c7 · Fou blanc sur case blanche h7 · Pion noir sur case noire c5 · Dame blanche sur case blanche h5 · Pion noir sur case blanche c4 · Roi noir sur case noire f4 · Pion blanc sur case blanche f3 · Pion blanc sur case blanche e2 · Roi blanc sur case blanche g2 · Tour blanche sur case noire h2 · Cavalier blanc sur case noire c1 · Tour blanche sur case blanche f1 · Fou blanc sur case noire g1 | 2 |
| 1 | Fou noir sur case noire d8 · Tour noire sur case blanche e8 · Tour noire sur case noire f8 · Fou noir sur case blanche g8 · Cavalier blanc sur case noire c7 · Fou blanc sur case blanche h7 · Pion noir sur case noire c5 · Dame blanche sur case blanche h5 · Pion noir sur case blanche c4 · Roi noir sur case noire f4 · Pion blanc sur case blanche f3 · Pion blanc sur case blanche e2 · Roi blanc sur case blanche g2 · Tour blanche sur case noire h2 · Cavalier blanc sur case noire c1 · Tour blanche sur case blanche f1 · Fou blanc sur case noire g1 | Fou noir sur case noire d8 · Tour noire sur case blanche e8 · Tour noire sur case noire f8 · Fou noir sur case blanche g8 · Cavalier blanc sur case noire c7 · Fou blanc sur case blanche h7 · Pion noir sur case noire c5 · Dame blanche sur case blanche h5 · Pion noir sur case blanche c4 · Roi noir sur case noire f4 · Pion blanc sur case blanche f3 · Pion blanc sur case blanche e2 · Roi blanc sur case blanche g2 · Tour blanche sur case noire h2 · Cavalier blanc sur case noire c1 · Tour blanche sur case blanche f1 · Fou blanc sur case noire g1 | Fou noir sur case noire d8 · Tour noire sur case blanche e8 · Tour noire sur case noire f8 · Fou noir sur case blanche g8 · Cavalier blanc sur case noire c7 · Fou blanc sur case blanche h7 · Pion noir sur case noire c5 · Dame blanche sur case blanche h5 · Pion noir sur case blanche c4 · Roi noir sur case noire f4 · Pion blanc sur case blanche f3 · Pion blanc sur case blanche e2 · Roi blanc sur case blanche g2 · Tour blanche sur case noire h2 · Cavalier blanc sur case noire c1 · Tour blanche sur case blanche f1 · Fou blanc sur case noire g1 | Fou noir sur case noire d8 · Tour noire sur case blanche e8 · Tour noire sur case noire f8 · Fou noir sur case blanche g8 · Cavalier blanc sur case noire c7 · Fou blanc sur case blanche h7 · Pion noir sur case noire c5 · Dame blanche sur case blanche h5 · Pion noir sur case blanche c4 · Roi noir sur case noire f4 · Pion blanc sur case blanche f3 · Pion blanc sur case blanche e2 · Roi blanc sur case blanche g2 · Tour blanche sur case noire h2 · Cavalier blanc sur case noire c1 · Tour blanche sur case blanche f1 · Fou blanc sur case noire g1 | Fou noir sur case noire d8 · Tour noire sur case blanche e8 · Tour noire sur case noire f8 · Fou noir sur case blanche g8 · Cavalier blanc sur case noire c7 · Fou blanc sur case blanche h7 · Pion noir sur case noire c5 · Dame blanche sur case blanche h5 · Pion noir sur case blanche c4 · Roi noir sur case noire f4 · Pion blanc sur case blanche f3 · Pion blanc sur case blanche e2 · Roi blanc sur case blanche g2 · Tour blanche sur case noire h2 · Cavalier blanc sur case noire c1 · Tour blanche sur case blanche f1 · Fou blanc sur case noire g1 | Fou noir sur case noire d8 · Tour noire sur case blanche e8 · Tour noire sur case noire f8 · Fou noir sur case blanche g8 · Cavalier blanc sur case noire c7 · Fou blanc sur case blanche h7 · Pion noir sur case noire c5 · Dame blanche sur case blanche h5 · Pion noir sur case blanche c4 · Roi noir sur case noire f4 · Pion blanc sur case blanche f3 · Pion blanc sur case blanche e2 · Roi blanc sur case blanche g2 · Tour blanche sur case noire h2 · Cavalier blanc sur case noire c1 · Tour blanche sur case blanche f1 · Fou blanc sur case noire g1 | Fou noir sur case noire d8 · Tour noire sur case blanche e8 · Tour noire sur case noire f8 · Fou noir sur case blanche g8 · Cavalier blanc sur case noire c7 · Fou blanc sur case blanche h7 · Pion noir sur case noire c5 · Dame blanche sur case blanche h5 · Pion noir sur case blanche c4 · Roi noir sur case noire f4 · Pion blanc sur case blanche f3 · Pion blanc sur case blanche e2 · Roi blanc sur case blanche g2 · Tour blanche sur case noire h2 · Cavalier blanc sur case noire c1 · Tour blanche sur case blanche f1 · Fou blanc sur case noire g1 | Fou noir sur case noire d8 · Tour noire sur case blanche e8 · Tour noire sur case noire f8 · Fou noir sur case blanche g8 · Cavalier blanc sur case noire c7 · Fou blanc sur case blanche h7 · Pion noir sur case noire c5 · Dame blanche sur case blanche h5 · Pion noir sur case blanche c4 · Roi noir sur case noire f4 · Pion blanc sur case blanche f3 · Pion blanc sur case blanche e2 · Roi blanc sur case blanche g2 · Tour blanche sur case noire h2 · Cavalier blanc sur case noire c1 · Tour blanche sur case blanche f1 · Fou blanc sur case noire g1 | 1 |
|   | a | b | c | d | e | f | g | h |   |